# Reutlingen
Reutlingen ist eine Großstadt im zentralen Baden-Württemberg und dessen neuntgrößte Stadt. Die Hochschulstadt und frühere Reichsstadt ist die größte Stadt und zugleich Kreisstadt des Landkreises Reutlingen, in dessen äußerstem Nordwesten gelegen. Sie gehört zur Region Neckar-Alb und zur Metropolregion Stuttgart. Nahebei befindet sich die Mittelstadt Tübingen (12 Kilometer westlich), die nächsten Großstädte sind Stuttgart (31 Kilometer nördlich) und Ulm (57 Kilometer östlich). Mit der Spreuerhofstraße besitzt Reutlingen die engste Straße der Welt.
Reutlingen ist seit 1989 eine der neun Großstädte Baden-Württembergs und von diesen die einzige kreisangehörige. Mit gut 118.000 Einwohnern ist sie, nach Ulm, die zweitgrößte Stadt im Regierungsbezirk Tübingen. In der Agglomeration Reutlingen-Tübingen leben etwa 280.000 Einwohner.
17,5 Prozent der Gemarkung Reutlingens gehören zum Biosphärengebiet Schwäbische Alb, weshalb sich die Stadt auch als das „Tor zur Schwäbischen Alb“ bezeichnet.

## Geographie

### Lage

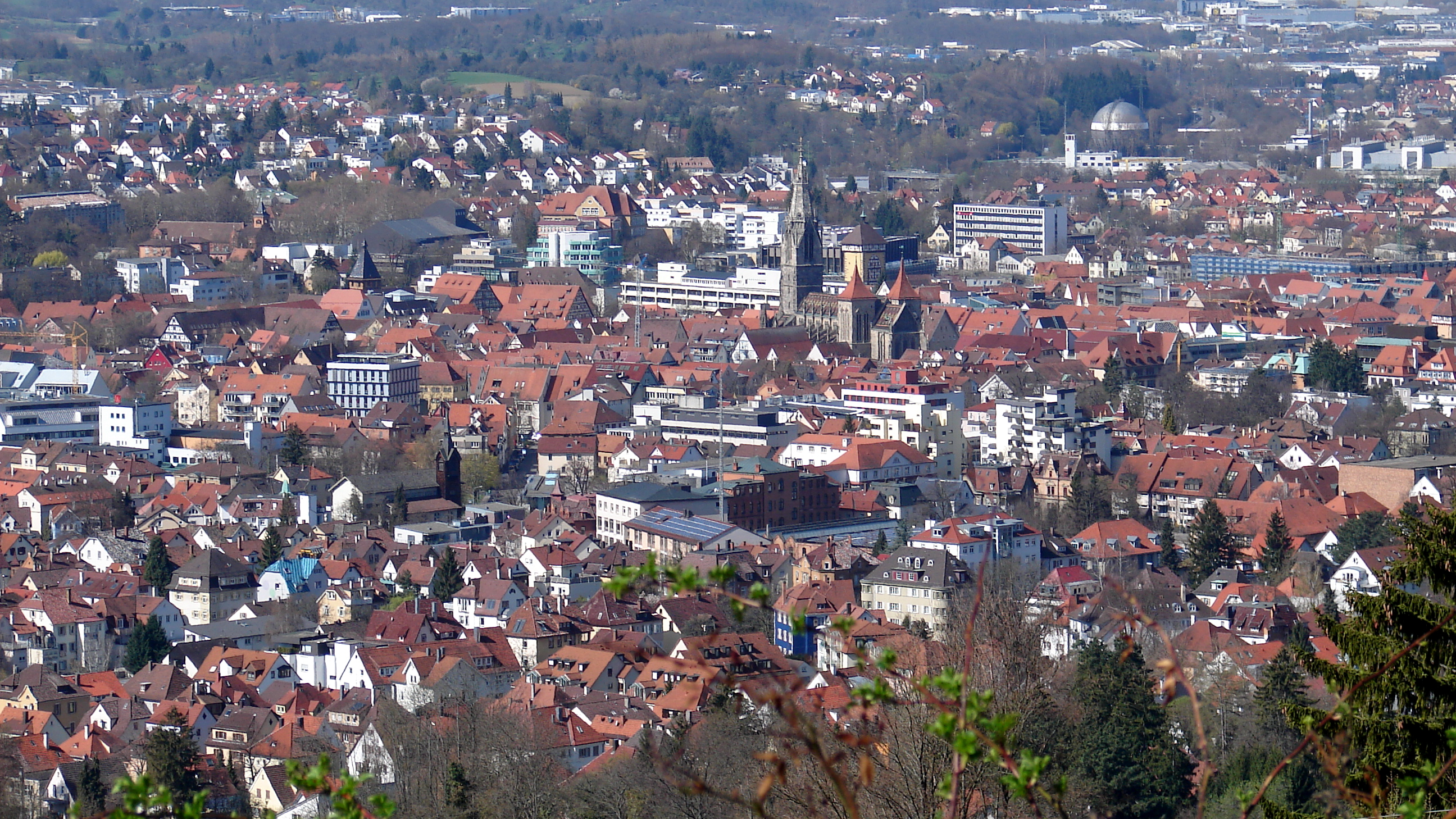
Blick von der Achalm in südwestlicher Richtung auf die Reutlinger Altstadt (April 2012)

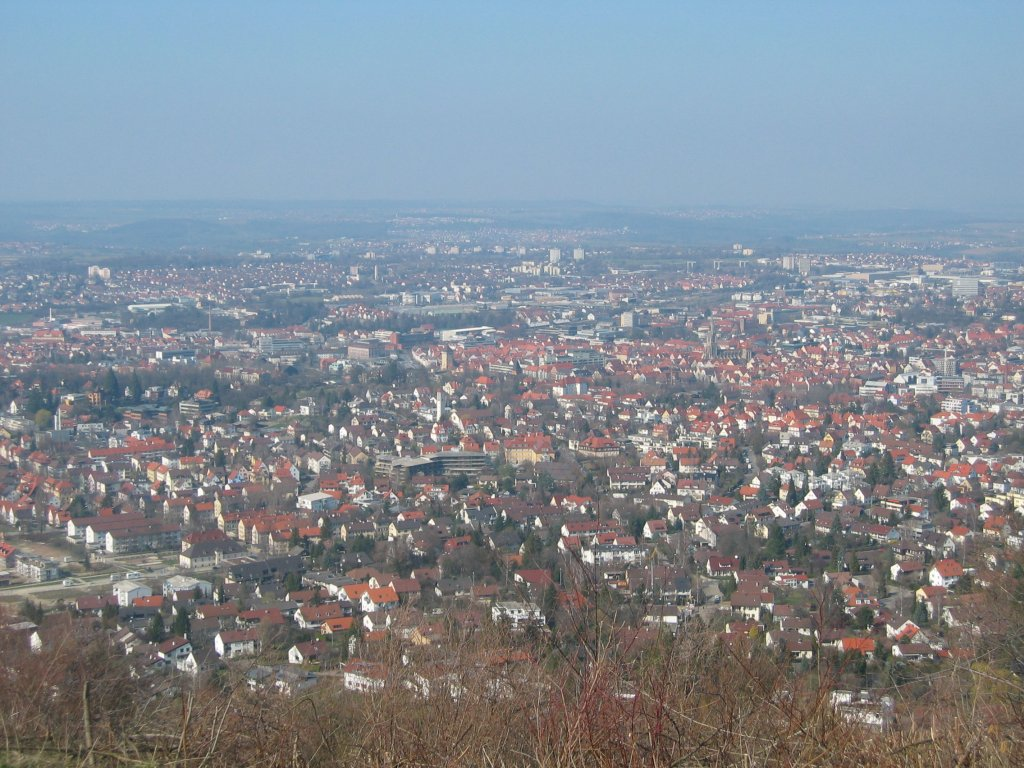
Blick auf Reutlingen-Mitte vom südlich gelegenen Georgenberg

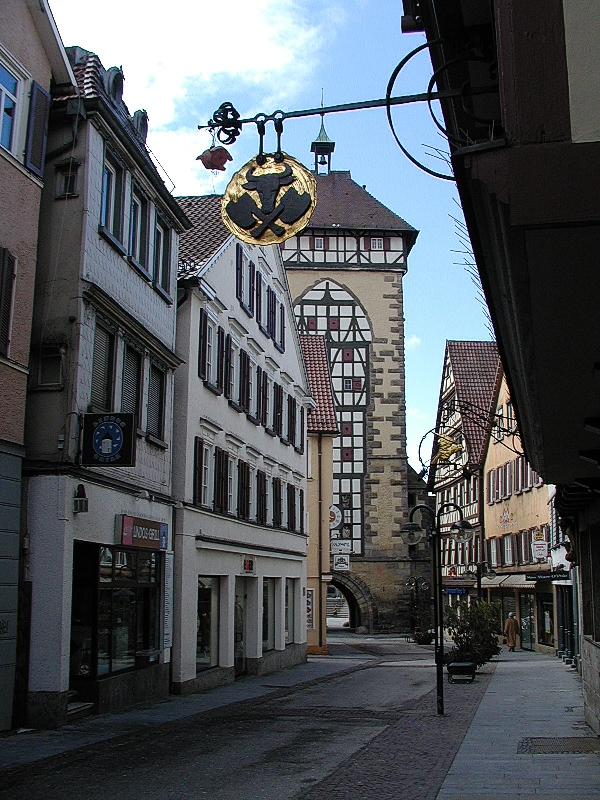
Katharinenstraße in der Innenstadt mit Blickrichtung Süden auf das Tübinger Tor

Reutlingen liegt auf einer bis zu zwölf Meter starken, von Süden nach Norden geneigten Schotterterrasse an den Ufern der Echaz, die das Altstadtzentrum in einem leichten Bogen in tendenziell nordwestlicher Richtung umfließt. Das mittlere Vorland der Schwäbischen Alb rings um die Stadt erhebt sich westlich und östlich des von Achalm (706,5 m ü. NHN) und Georgenberg (601,7 m ü. NHN) flankierten Echaztales bis zu einer Höhe von 450 m. Der tiefste Punkt Reutlingens liegt mit 290 m im Stadtteil Mittelstadt, die höchste Erhebung mit 869,6 m ü. NHN ist der zur Schwäbischen Alb gehörende Roßberg im südlichsten Stadtteil Gönningen.
Reutlingen gehört mit dem näheren Umland zum südlichen Bereich der Metropolregion Stuttgart. Innerhalb der Region Neckar-Alb bildet Reutlingen zusammen mit der westlichen Nachbarstadt Tübingen eines von derzeit 14 Oberzentren Baden-Württembergs.

### Nachbargemeinden
Folgende zum Landkreis Reutlingen, zum Landkreis Esslingen¹ bzw. zum Landkreis Tübingen² gehörende Städte und Gemeinden grenzen an die Stadt Reutlingen (von Norden im Uhrzeigersinn):
Pliezhausen, Neckartenzlingen¹, Bempflingen¹, Riederich, Metzingen, Eningen unter Achalm, Pfullingen, Sonnenbühl, Mössingen², Gomaringen², Kusterdingen², Wannweil und Kirchentellinsfurt²

### Stadtgliederung
Reutlingen gliedert sich in die Kernstadt (Reutlingen-Mitte) und 12 Stadtteile. Bei diesen handelt es sich um ehemals selbständige Gemeinden, die zwischen 1907 und 1975 nach Reutlingen eingemeindet wurden. Für sie ist in der Hauptsatzung der Stadt Ortschaftsrecht festgeschrieben. Jede Ortschaft (auch Bezirk genannt) hat eine örtliche Verwaltungsstelle, das „Bezirksamt“ sowie einen Ortschaftsrat, der von den Bürgern der Ortschaft gleichzeitig mit dem Gemeinderat der Stadt gewählt wird. Diese Gremien sind zu wichtigen den entsprechenden Stadtteil betreffenden Angelegenheiten zu hören und wählen einen Bezirksbürgermeister. Endgültig werden jedoch alle Entscheidungen vom Gemeinderat gefällt.
Die zwölf Ortschaften beziehungsweise Bezirke der Stadt Reutlingen mit ihren Wappen:
- Altenburg
- Betzingen
- Bronnweiler
- Degerschlacht
- Gönningen
- Mittelstadt
- Oferdingen
- Ohmenhausen
- Reicheneck
- Rommelsbach
- Sickenhausen
- Sondelfingen

„Reutlingen-Mitte“ ist zu statistischen Zwecken weiter in Stadtteile gegliedert, deren Bezeichnungen sich aus der geschichtlichen Entwicklung beziehungsweise von der Bebauung her ergeben. Eine verwaltungsrechtliche Bedeutung haben sie nicht. Hier ihre Namen (sie stimmen teilweise nicht mit den amtlichen Bezeichnungen überein): Betzenried, Burgholz, Efeu, Georgenberg, Gmindersdorf, Hohbuch, Innenstadt, Katzensteg, Lerchenbuckel, Orschel-Hagen, Oststadt (Honauer Bahn), Ringelbach, Römerschanze, Schafstall, Storlach, Weststadt (Tübinger Vorstadt), Voller Brunnen.
Auf Reutlinger Stadtgebiet befinden sich des Weiteren folgende historische Stätten: die abgegangene, vermutlich nach 1100 erbaute Burg Hugenberg im Stadtteil Bronnweiler, die Wüstungen Blauhof, Breitenbach, Kappishäuser und Rappertshofen, die in die Kernstadt aufgegangene ehemals königlich-württembergische Domäne Achalm und das Gehöft Gaisbühl.

### Schutzgebiete

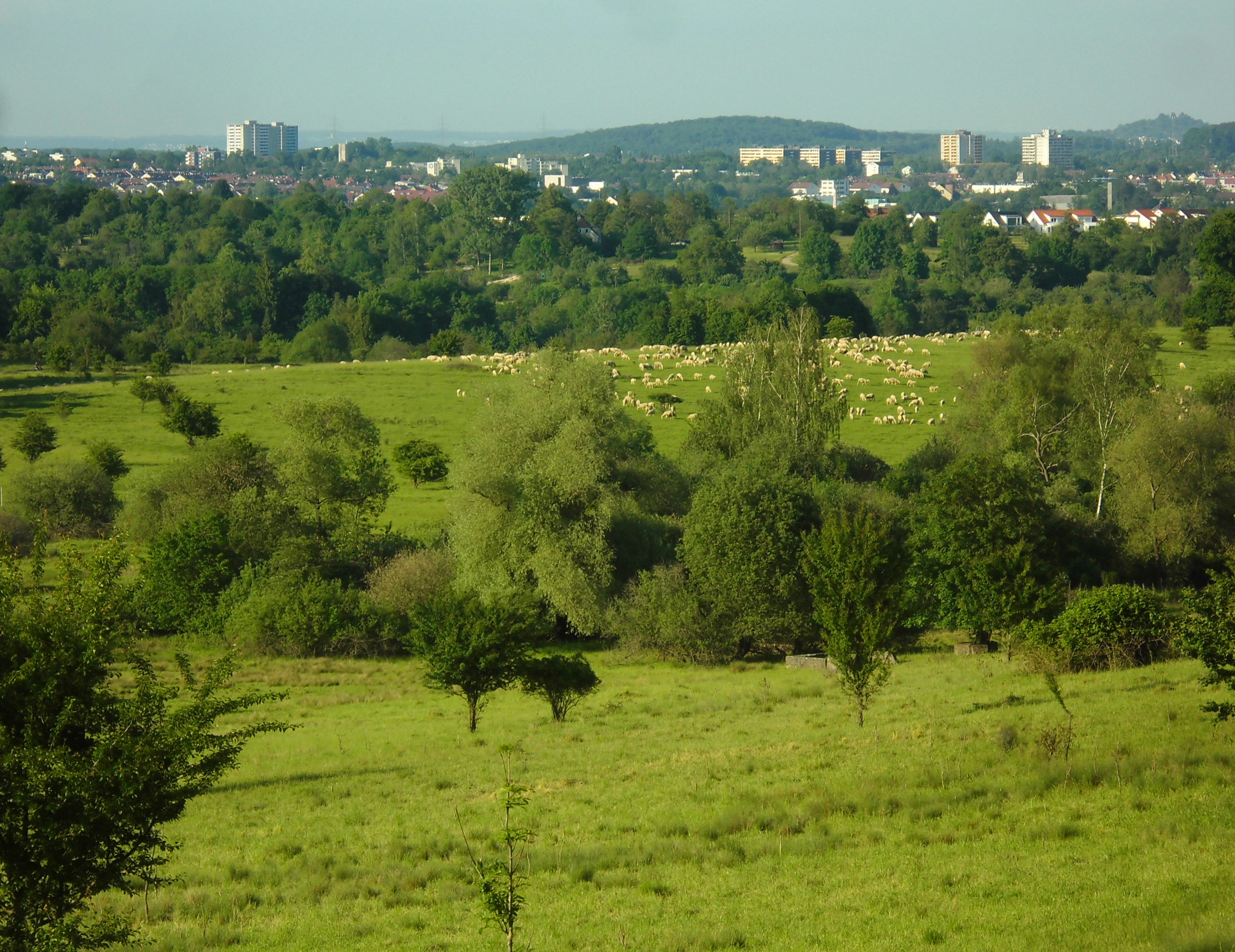
Naturschutzgebiet Listhof

In Reutlingen gibt es vier Naturschutzgebiete. Das Naturschutzgebiet Listhof liegt zwischen Ohmenhausen und Hohbuch und ist mit 123 ha das größte Naturschutzgebiet in Reutlingen. Die Naturschutzgebiete Unter Lauhern, Einwinkel und Taubenäcker liegen alle südlich von Gönningen am Albtrauf.
Die fünf Landschaftsschutzgebiete auf der Reutlinger Stadtfläche sind die Kohlengrube bei Bronnweiler, Härten bei Ohmenhausen und Wannweil, die Achalm östlich der Kernstadt und das Mittlere Neckartal an der nördlichen Stadtgrenze bei Oferdingen. Außerdem hat die Stadt mit dem Degerschlachter Gemeindewald geringe Anteile am Landschaftsschutzgebiet Schönbuch.
Reutlingen hat Anteil an zwei FFH-Gebieten, nämlich dem Albtrauf zwischen Mössingen und Gönningen und dem Albvorland bei Mössingen und Reutlingen. Die Landschaft um Gönningen gehört größtenteils zum Vogelschutzgebiet Mittlere Schwäbische Alb.
Die unbewohnte Reutlinger Exklaven am Dürrenberg gehört zum Vogelschutzgebiet Schönbuch sowie zum gleichnamigen Naturpark.
Im Süden hat die Stadt zudem Anteile am Biosphärengebiet Schwäbische Alb. Der Albtrauf am Stöffelsberg östlich von Gönningen ist als Kernzone des Biosphärengebiets ausgewiesen.

## Geschichte

### Frühzeit
Die ältesten Siedlungsspuren auf dem Stadtgebiet (Reutlingen-Mittelstadt) stammen aus der Spätsteinzeit. Archäologische Funde auf der Achalm, einem dem Albtrauf vorgelagerten Zeugenberg, wo seit den 1970er Jahren gegraben wird, deuten auf eine dauerhafte Besiedelung in vorrömischer Zeit hin. Ausgrabungen beim Rappenplatz am Südhang des Berges ergaben, dass dort insbesondere während der späten Urnenfelderzeit (10./9. Jahrhundert v. Chr.) sowie in keltischer Zeit (zwischen dem 6. und 4. Jahrhundert v. Chr.) gesiedelt wurde. Funde keltischer Gräber im Stadtgebiet (Bereich Seestraße und Nikolaikirche) bestätigen die jüngere Siedlungsperiode. Ausgrabungen in Betzingen und Sickenhausen bezeugen die Anwesenheit der Römer zwischen dem 2. und 4. Jahrhundert n. Chr. Darüber hinaus fand man Spuren – vor allem Gräber – aus der Bronzezeit in Gönningen und aus der Hallstattzeit in Betzingen, Rommelsbach und Ohmenhausen.
Mehrere alemannische Siedlungen im 4. und 5. Jahrhundert auf dem heutigen Stadtgebiet lassen sich ebenfalls durch Grabfunde belegen. Eine dieser Siedlungen hat vermutlich beim heutigen Friedhof Unter den Linden gelegen. Der Name Reutlingen weist mit der typischen Endung -ingen auf eine alemannische Gründung hin.

### Mittelalter

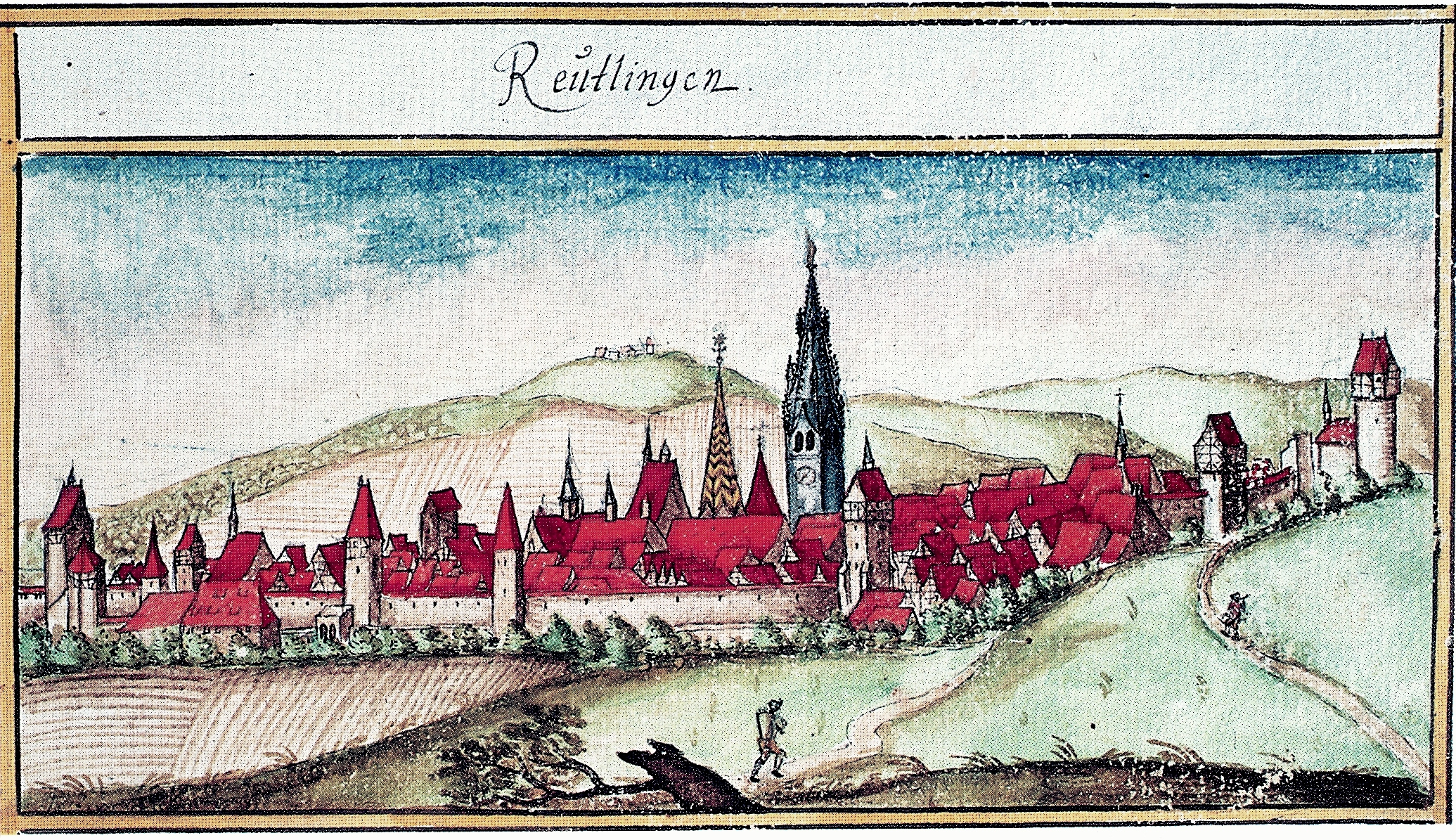
Reutlingen (Tübinger Forstlagerbuch) von Andreas Kieser

Um das Jahr 1030 begann Graf Egino mit dem Bau einer Burg auf dem Gipfel der Achalm (706 m ü. NN.), die sein Bruder Rudolf fertigstellte. Von diesem Bauwerk, das im 15. Jahrhundert zu zerfallen begann und während des Dreißigjährigen Krieges vollends geschleift wurde, existieren heute nur noch rudimentäre Fundamente. Um 1650 wurde es abgerissen. Sehr viele Steine wurden als Baumaterial für Stadthäuser verwendet. 1822 ließ der württembergische König Wilhelm I. einen Bergfried als Aussichtsturm auf den Grundmauern des alten Turmes errichten, von dem man einen weiten Blick über die Stadt und den Rand der Schwäbischen Alb sowie das Albvorland hat. Bei Altenburg gab es eine weitere Burg, die Altenburg, die im Besitz des Grafen Werner von Achalm war. Diese wurde bereits um 1070 abgerissen.

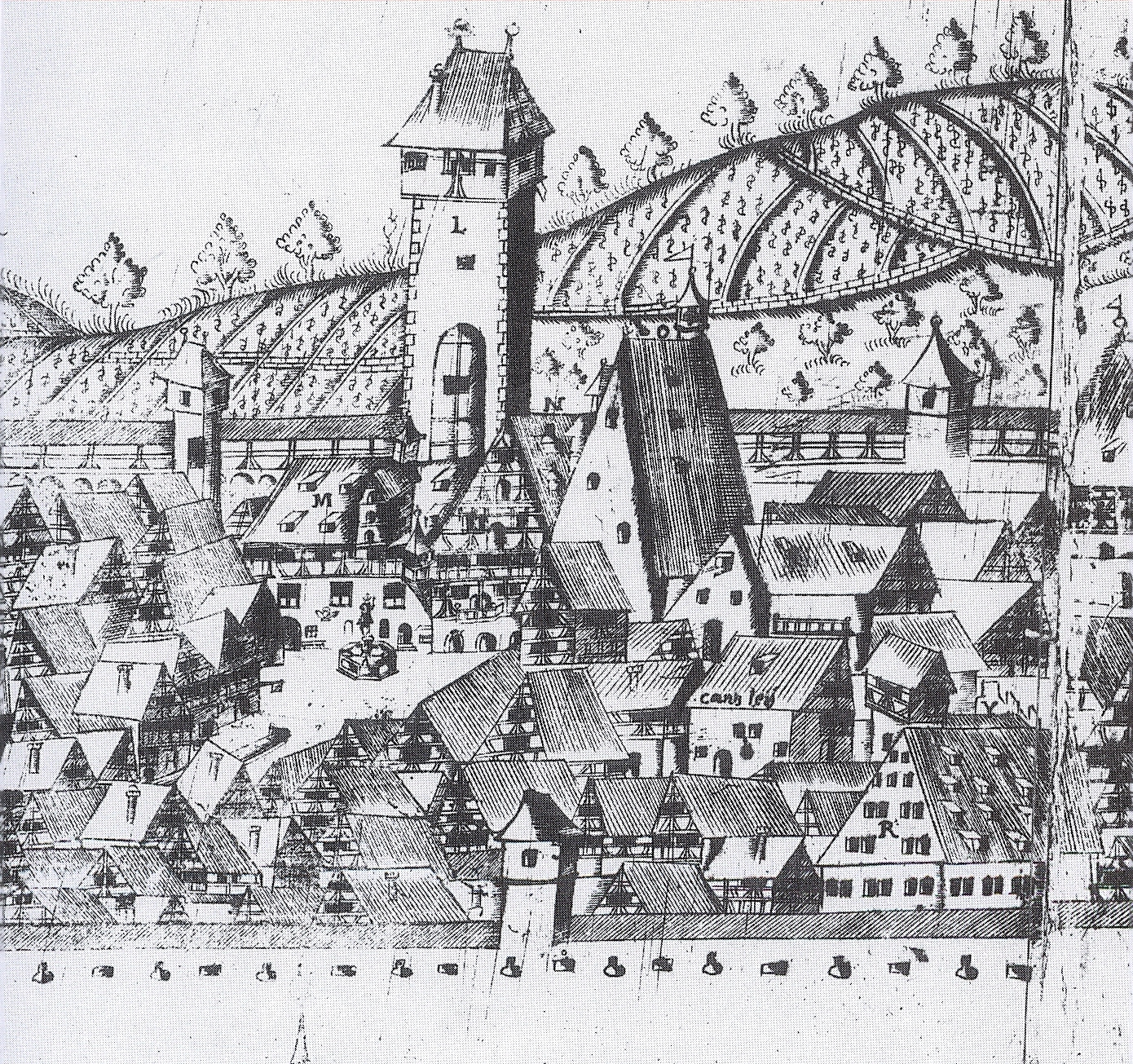
Der Marktplatz von Reutlingen, mit den wenigen frühmittelalterlichen Steinhäusern der Stadt (späteres Bürgerhaus, Kanzleigebäude u. Königsbronner Hof)

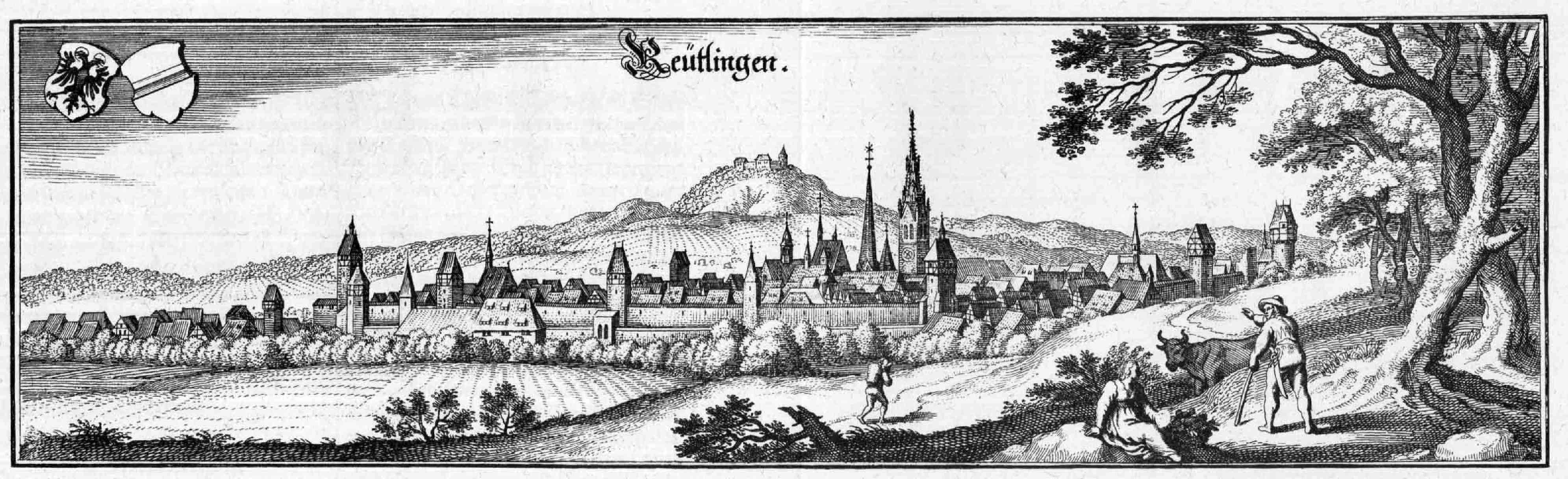
„Reütlingen“, Kupferstich von Matthäus Merian aus der 1643 entstandenen und 1656 veröffentlichten Topographia Sueviae

Der Ort Reutlingen wird erstmals im Bempflinger Vertrag urkundlich erwähnt, der auf 1089/1090 datiert wird. Dieser Erbvergleich zwischen den Achalmgrafen Kuno und Liutold und ihrem Neffen Graf Werner von Grüningen ist in den Zwiefalter Chroniken des Mönchs Ortlieb (1135/37) erstmals dokumentiert. Dort wird ein „Ruodolfus de Rutelingin“ als Zeuge genannt.
Zur Stadterhebung Reutlingens sind keine zeitgenössischen Quellen erhalten. Stattdessen stehen nur spätere und teils widersprüchliche Chroniken zur Verfügung. Aus diesem Grunde ist lediglich gesichert, dass Reutlingen spätestens um 1240 zur Reichsstadt erhoben wurde. Die älteste dieser Chroniken wurde um 1292 von einem namentlich nicht bekannten Minoritenmönch unter dem Titel Flores temporum verfasst. In einer Fassung, in der er Hermannus Gygas genannt wird, berichtet er zum Jahr 1209, dass Reutlingen von Kaiser Otto IV. civiles libertates (bürgerliche/städtische Freiheiten) erhalten habe. Später habe Kaiser Friedrich II. die Stadt mit Mauer und Graben befestigt.
Eine verschiedentlich behauptete Marktrechtsverleihung durch Kaiser Friedrich I. Barbarossa, auf die auch eine im Jahre 1982 am Reutlinger Marktplatz aufgestellte Gedenksäule Bezug nimmt, lässt sich hingegen durch keinerlei Quellen belegen.

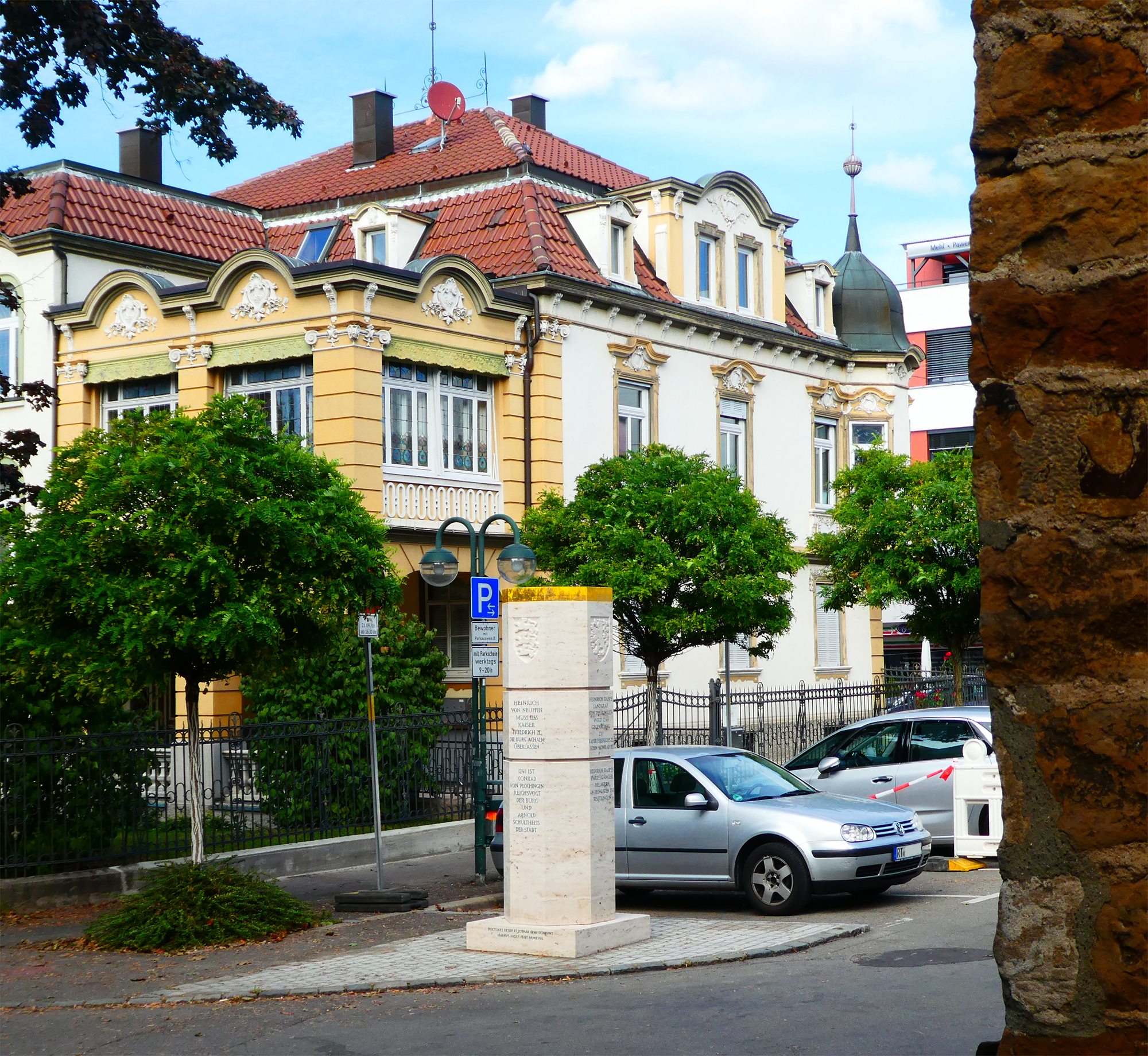
Stauferstele

Die Reutlinger hielten den Staufern die Treue, nachdem Papst Innozenz IV. Kaiser Friedrich II. für abgesetzt erklärt hatte. An Pfingsten 1247 belagerten deshalb Anhänger des zu diesem Zeitpunkt bereits verstorbenen Heinrich Raspe von Thüringen, Gegenkönig von Friedrichs Sohn König Konrad IV., die Stadt, allerdings ohne Erfolg.
Zur Erinnerung an diese Belagerung wurde im September 2018 in der Zeughausstraße eine Stauferstele errichtet. Der Überlieferung zufolge begannen die Reutlinger nach der überstandenen Gefahr aus Dankbarkeit, dass ihre Gebete erhört wurden, mit dem Bau der Marienkirche. Die Belagerer hatten einen über dreißig Meter langen Rammbock zurückgelassen, an dem für die Länge des Kirchenschiffs Maß genommen wurde. Die 1343 fertiggestellte Kirche ist heute ein Wahrzeichen der Stadt und eines der bedeutendsten Bauwerke der Gotik in Württemberg. Eine Nachbildung des Rammbocks befindet sich heute außerhalb der Kirche neben dem Südturm.
Die Reutlingen zuerkannte Reichsfreiheit war zunächst eine äußerst beschränkte Freiheit. Rechtlich wie wirtschaftlich bestand eine enge Abhängigkeit zum Achalmvogt, dem die Stadt Zoll, Steuern und andere städtische Einkünfte zu entrichten hatte, der niedere und hohe Gerichtsbarkeit ausübte und den Schultheißen als Obersten der Stadt ernannte. 1262 verpfändete Konradin, der letzte Staufer, diese Rechte an Graf Ulrich I. von Württemberg.
Im Jahr 1337 übertrug Kaiser Ludwig IV. mit dem sogenannten privilegium fori die Gerichtsbarkeit vom Rottweiler Hofgericht und den anderen Landgerichten auf die Stadt. Die niedere Gerichtsbarkeit unterlag fortan dem Reutlinger Schultheißen. Die Hoch- oder Blutgerichtsbarkeit blieb aber zunächst beim Achalmvogt, sie ging erst im Laufe des 15. Jahrhunderts an die Reichsstadt über. Eine rechtliche Besonderheit ergibt sich aus dem vom Kaiser 1495 erteilten Privileg des Reutlinger Asyls, wonach Totschlägern, die ihre Tat ohne Vorsatz verübt hatten, ein Asylschutz in Reutlingen garantiert wurde. (Davon machten bis 1804 nahezu 2500 Menschen Gebrauch.)
Die erste städtische Verfassung von 1343 sicherte der aufstrebenden Schicht der Handwerker, die sich in Zünften zusammengeschlossen hatten, weitgehende politische Mitbestimmung. Die Verfassung von 1374 schließlich beendete die Vorherrschaft des Patriziats endgültig, sie war Grundlage der demokratisch-zünftischen Tradition bis zum Ende der Reichsstadtzeit. Nur in der Zeit zwischen 1552 und 1576 kehrte die städtische Oligarchie vorübergehend an die Macht zurück, nachdem Karl V., der die erstarkenden Zünfte für die Reformation verantwortlich machte, verfügt hatte, dass den Stadträten ein aus auf Lebenszeit bestellten Patriziern bestehender sogenannter Kleiner Rat („Hasenrat“) überzuordnen sei. Lediglich in Ulm, Reutlingen, Überlingen und Pfullendorf wurde dieser mit kaiserlicher Genehmigung in den 1570er Jahren wieder abgeschafft.
Von den 1370er Jahren an wandte sich Eberhard II. massiv gegen die Reichsstädte, die der Ausweitung des württembergischen Territoriums im Weg standen, insbesondere seit sie sich 1376 zur Sicherung ihrer Freiheitsrechte im Schwäbischen Städtebund auf militärischer Ebene zusammengeschlossen hatten. Diesem Bündnis stand seit 1379 der Löwenbund gegenüber, eine Vereinigung des Adels gegen die Städte, der auch Ulrich von Württemberg angehörte.
Zwischen Württemberg und Reutlingen, das von Anfang an dem Bund angehörte, kam es am 14. Mai 1377 zur Konfrontation. Ulrich befand sich mit einer größeren Anzahl von Rittern auf der Burg Achalm, als Söldner aus Reutlingen einen Plünderungszug auf württembergisches Gebiet unternahmen. (Die Reutlinger hätten den Württembergern „die Kuh entführet“, so heißt es in einer alten Chronik.) Ulrich griff sie auf ihrem Rückmarsch in die Stadt an, zog sich aber nach hohen Verlusten – er selbst wurde verwundet – mit seinen Rittern auf die Achalm zurück.
Auch nachdem Eberhard II. mit Reutlingen einen Friedensvertrag schloss (Ehinger Einung), hielten die Auseinandersetzungen an. Sie endeten mit der Niederlage des Bundes in der Schlacht bei Döffingen und seiner Auflösung im Jahr 1388. Reutlingen musste beim Friedensschluss 1389 die württembergische Vorherrschaft anerkennen.
In Reutlingen wird erstmals um 1329 eine jüdische Gemeinde genannt. Nach der Judenverfolgung in den Jahren 1347 und 1348 gewährte Karl IV. im Jahre 1349 den Reutlingern eine Amnestie und übergab jüdischen Besitz an die Grafen von Württemberg, die diesen an die Stadt Reutlingen veräußerten. Juden ließen sich in Reutlingen erneut um 1371 nieder und Karl IV. erließ 1377 der Stadt Reutlingen die noch ausstehenden Judengeldern. 1424 wird erstmals die „Judengasse“ genannt, die heutige Rebentalstraße und ein Stück der Kanzleistraße zwischen Reutlinger Marktplatz und Oberamteistraße. Eine Judenvertreibung fand vermutlich vor 1476 statt, denn Friedrich III. befahl im Jahre 1476 der Stadt Reutlingen, Juden wieder aufzunehmen.
Maximilian I. erlaubte 1495 und 1516 der Stadt Reutlingen, die Juden auszuweisen.

### Reformation – Christliche Konfessionen in Reutlingen

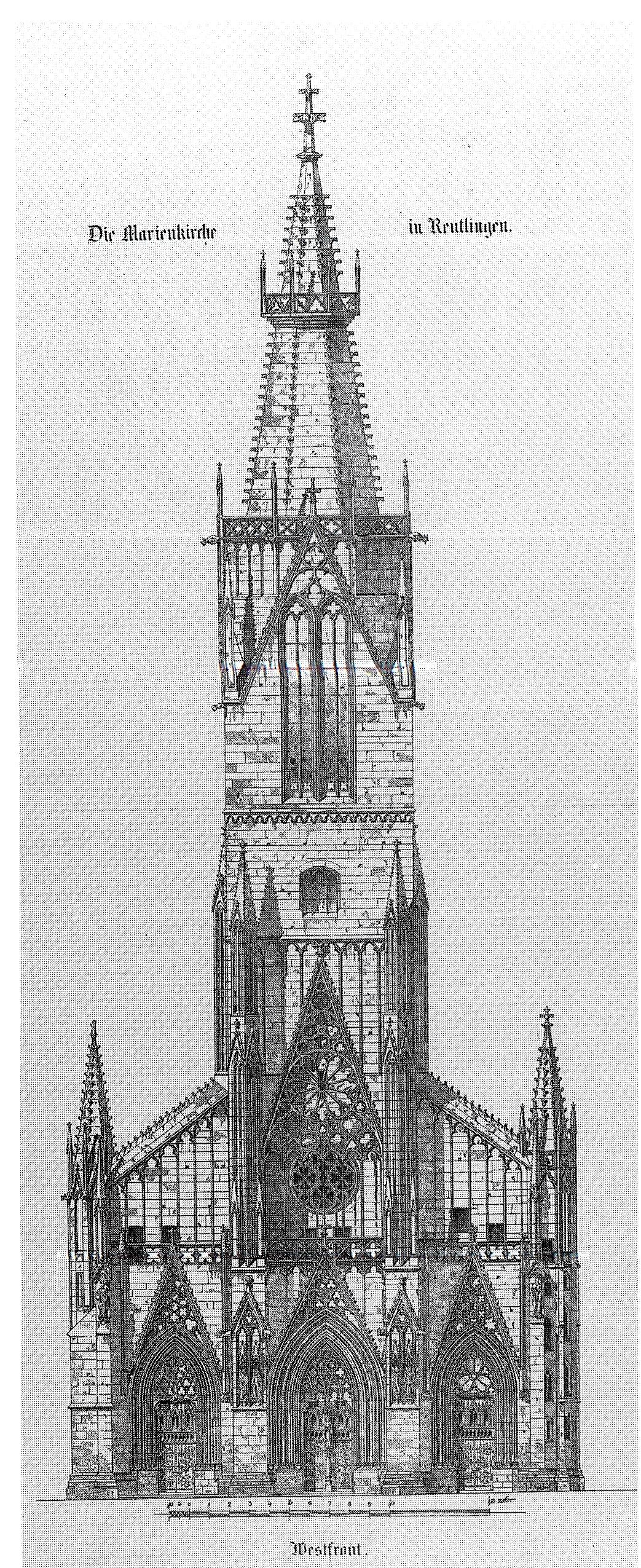
August Stechert (1859–1933), Reutlingen, Marienkirche

Nach Beginn der Lutherischen Reformation wurde Reutlingen ab 1519 unter dem prägenden Einfluss des protestantischen Pfarrers und Predigers Matthäus Alber zu einer Hochburg der evangelischen Glaubenslehre im südwestdeutschen Raum.

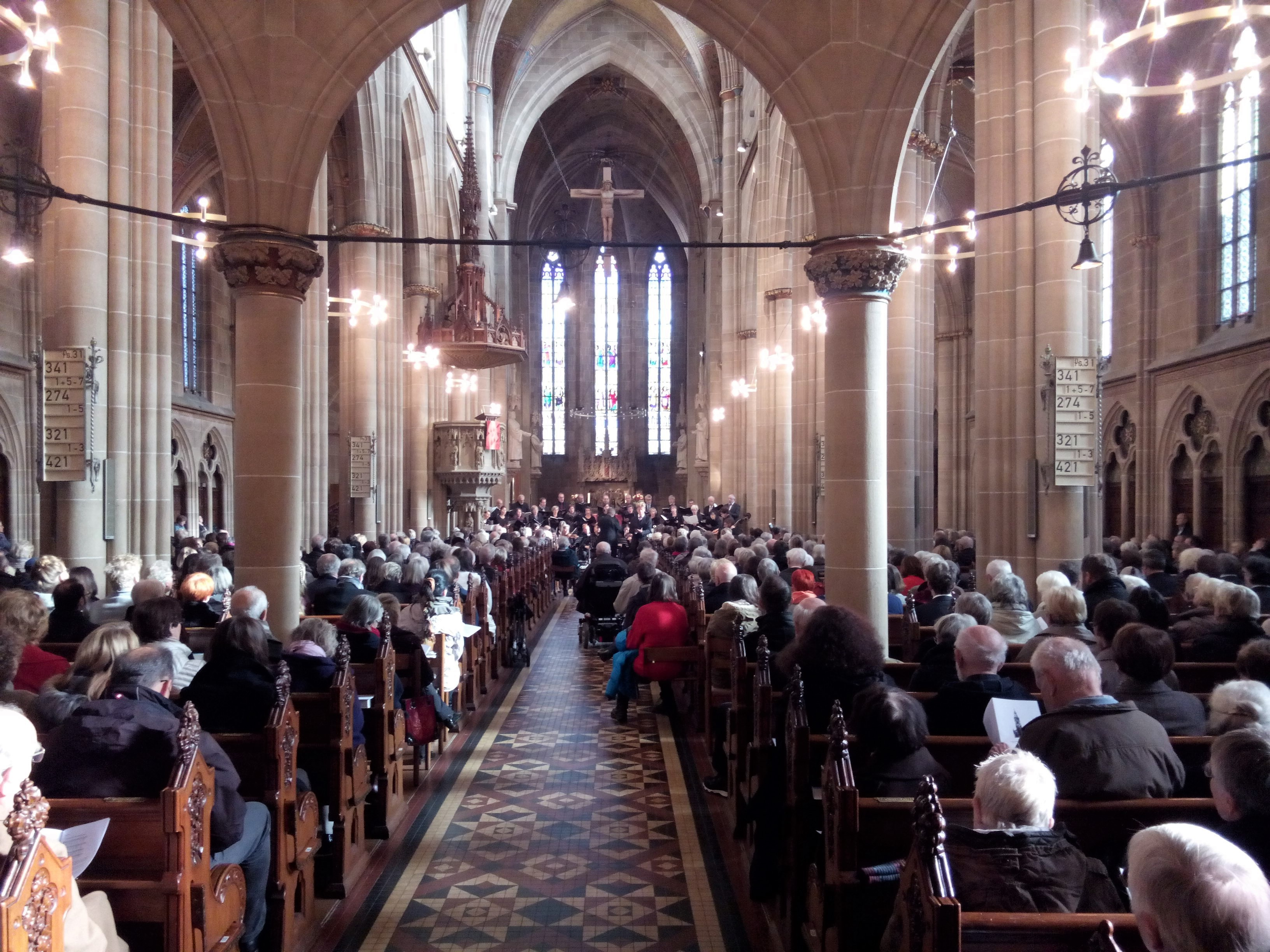
Innenansicht der Marienkirche, hier anlässlich des 500-jährigen Reformationsjubiläums im Jahre 2017

Ab 1519 predigte Alber, der teilweise als „Luther Schwabens“ betitelt wird, in Reutlingen nach den Lehren von Martin Luther. Bis ins 20. Jahrhundert war Reutlingen eine Hochburg des Protestantismus im Südwesten des deutschsprachigen Raums. Die Stadt gehörte 1529 zu den Vertretern der protestantischen Minderheit (Protestation) am Reichstag zu Speyer. Ihre Bürgerschaft forderte die ungehinderte Ausbreitung des evangelischen Glaubens. Nürnberg und Reutlingen waren die beiden Freien Reichsstädte im süddeutschen Raum, die sich 1530 durch Erstunterzeichnung der Confessio Augustana in Augsburg zur Lehre Luthers bekannten. Das Augsburger Bekenntnis unterzeichnete der damalige Bürgermeister Jos Weiß. Stadtschreiber und Syndikus Lorenz Zyser (Zisar) unterzeichnete 1579 für den Rat der Stadt Reutlingen die lutherische Konkordienformel von 1577. Über lange Zeit war das Privileg, das Bürgerrecht der Stadt erwerben zu können, Protestanten vorbehalten. Juden waren bis in die 1860er Jahre gänzlich aus der Stadt verbannt. Katholiken wurden allenfalls als Dienstboten geduldet.
Nach dem 1802 erfolgten Anschluss an das Herzogtum Württemberg (das 1806 zum Königreich Württemberg wurde), erhielt die Stadt den Sitz eines Dekanats (siehe Kirchenbezirk Reutlingen) der Evangelischen Landeskirche in Württemberg. Ab 1824 gab es einen Generalrat bzw. eine Generalsuperintendentur Reutlingen, die jedoch zunächst ihren Sitz in Stuttgart hatte. Aus der Letzteren wurde 1924 die Prälatur (auch „Sprengel“) Reutlingen, welcher der Prälat („Regionalbischof“) vorsteht, der heute in Reutlingen seinen Sitz hat. Alle heutigen Kirchengemeinden im Reutlinger Stadtgebiet gehören zu dem 1802 errichteten Dekanat bzw. dem später errichteten Kirchenbezirk. Lediglich die Kirchengemeinden Mittelstadt und Reicheneck gehören zum Kirchenbezirk Bad Urach-Münsingen.
Im 19. Jahrhundert ließen sich wieder Katholiken in der Stadt nieder, doch nahm deren Zahl nur sehr langsam zu. 1823 wurde die erste katholische Gemeinde gegründet. Um 1900 waren von den 21.000 Einwohnern 1.700 katholisch. 1910 weihte die stets wachsende katholische Gemeinde ihre neu errichtete St.-Wolfgangs-Kirche. Die Glieder der katholischen Gemeinden gehören heute zum Dekanat Reutlingen-Zwiefalten der Diözese Rottenburg-Stuttgart. Vor der Reformation gehörte Reutlingen zum Bistum Konstanz.

### Freie Reichsstadt
In der ersten Hälfte des 16. Jahrhunderts wurde Reutlingen unter Kaiser Maximilian I. ein Asylrecht für Totschläger, die ohne Vorsatz gehandelt hatten, verliehen. Mit der Verleihung dieses Rechts war die Entwicklung zur Freien Reichsstadt endgültig abgeschlossen. Reutlingen besaß mit diesem Status bereits seit längerem eine nur dem Kaiser des „Heiligen Römischen Reiches (Deutscher Nation)“ verantwortliche Autonomie, die einem eigenen staatsrechtlichen Status gleichkam, der bis 1802 existierte. Der Marktbrunnen Reutlingens mit einer Statue Maximilians II., errichtet um 1570, erinnert bis in die Gegenwart an die Verleihung der entsprechenden Rechte, und deren Festigung durch Maximilian II.

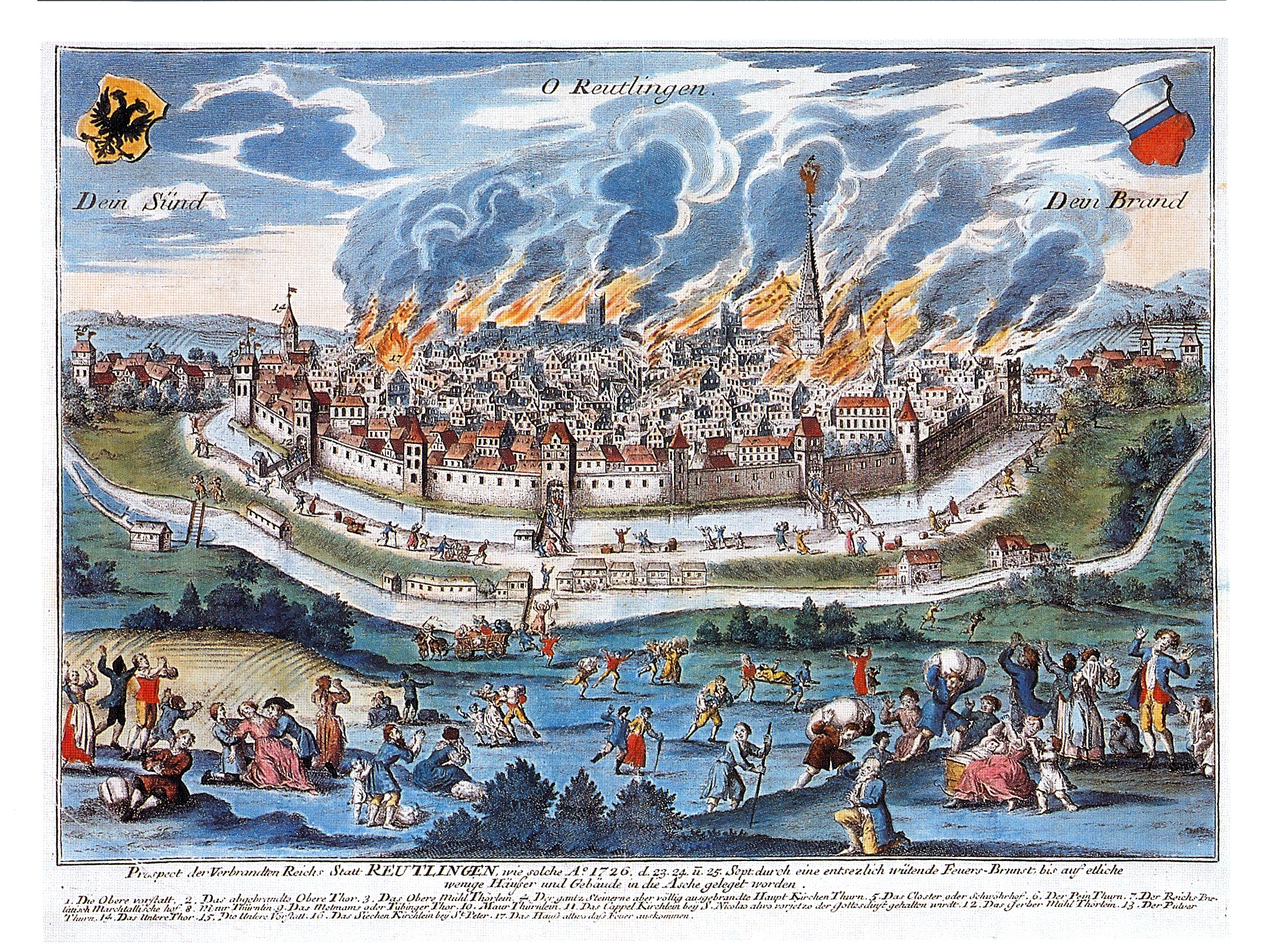
Brand der Stadt, 1726 von Gabriel Bodenehr dem Älteren

Am 23. September 1726 wurde Reutlingen von der größten Katastrophe seiner Geschichte heimgesucht, als ein Stadtbrand in 38 Stunden rund 80 % der Wohnhäuser und die meisten öffentlichen Gebäude zerstörte, wodurch etwa 1200 Familien obdachlos wurden; jedoch gab es fast keine Todesopfer. Auch die Marienkirche wurde schwer beschädigt.

### Anschluss an Württemberg
Infolge der napoleonischen Hegemonie in den meisten Ländern des Heiligen Römischen Reichs wurde die Stadt 1802 gegen ihren Widerstand Teil des damaligen Herzogtums und späteren Königreichs Württemberg, wodurch sie den Status der Freien Reichsstadt verlor. Zum reichsstädtischen Gebiet gehörten bis dahin neben der eigentlichen Stadt auch die Dörfer Betzingen, Wannweil, Bronnweiler, Ohmenhausen, Stockach und Ziegelhausen. Bis 1648 gehörte auch Gomaringen mit Hinterweiler zur Reichsstadt, doch wurden beide Orte seinerzeit durch die – nach dem Dreißigjährigen Krieg – überschuldete Reichsstadt an Württemberg verkauft. 1803 wurde die Stadt Sitz des württembergischen Oberamtes Reutlingen, die reichsstädtischen Dörfer wurden zu selbständigen Gemeinden. Das Oberamt erfuhr in den ersten Jahren nach der Gründung des Königreichs Württemberg noch einige Erweiterungen. Einer der bekanntesten Reutlinger war zu jener Zeit der Bürgermeister Johann Jacob Fezer.
1840 kam Gustav Werner nach Reutlingen und eröffnete dort eine Rettungsanstalt für bedürftige Kinder und Waisen, aus der 1881 die sozial sehr engagierte Gustav-Werner-Stiftung hervorging.
Nach der Reichsstadt-Ära riss man die ursprünglich in der Stauferzeit errichteten und später immer wieder verstärkten und ergänzten Stadtmauern und -türme ein und füllte die Stadtgräben auf. Von dieser Stadtbefestigung stammen noch das Gartentor an der Mauerstraße, Zwingerturm und Kesselturm am Zeughausplatz, Stadtmauerhäuser und Eisturm (von 1877 bis 1906 als städtischer Eiskeller genutzt) in der Jos-Weiß-Straße sowie das Tübinger Tor an der Stadtmauerstraße.

### Märzrevolution und Industrialisierung
Bei der bürgerlichen Märzrevolution von 1848 war Reutlingen nach dem Empfinden großer Teile der Bürgerschaft immer noch eine gedemütigte da vormals freie Stadt. Bezogen auf die Situation im Königreich Württemberg, wo die Revolution wegen der frühen Zugeständnisse König Wilhelms insgesamt eine vergleichsweise unblutige Entwicklung nahm, spielte Reutlingen eine prominente Rolle.
Am 3. März 1848 – in den Anfängen der Märzrevolution – trafen sich die Reutlinger zu einer Volksversammlung am Spitalhof und stellten die sogenannten „Märzforderungen“ an König Wilhelm I. Diese aktive Beteiligung der Reutlinger an der Badischen Revolution könnte die Ursache für den um ein Jahrzehnt verzögerten Anschluss an das Schienennetz der Königlich Württembergischen Staats-Eisenbahnen sein, da die Stadt und ihre Bevölkerung beim König in Ungnade gefallen waren. Nach der 1859 erfolgten Inbetriebnahme des ersten Teilabschnitts der Bahnstrecke Plochingen–Immendingen ging der weitere Streckenausbau in Reutlingen sehr schnell voran. Viele Personen reisten in die nahegelegenen Städte. Vor allem die Wirtschaft in Reutlingen profitierte vom Eisenbahnanschluss – denn mit der Eisenbahn hielt auch die Industrialisierung Einzug. Eine regionale Besonderheit im Verkehr war das Büschlesbähnle, das von der Nachbargemeinde Eningen nach Reutlingen fuhr. Die Eninger benannten ihre Bahn nach dem beliebten Anfeuerholz „die Büschle“. Die erste Dampfmaschine fuhr 1899 nach Reutlingen, ab 1912 wurde sie von einer elektrischen Bahn abgelöst. Diese Bahn fuhr auch in Teilorte der Stadt wie zum Beispiel Rommelsbach und Altenburg.
Prägende Industrien für Reutlingen waren vor allem die Maschinen-, die Papier- und die Textilindustrie. Die Industrialisierung der Papierherstellung begann in Reutlingen in den 1830er Jahren an der Echaz. Die zuvor verwendete Herstellungsmethode war wesentlich anstrengender und zeitaufwändiger. Nach einem Brand in der Reutlinger Papierfabrik entschloss sich deren Inhaber Gottlob Christian Braun, eine moderne Papiermaschine aus England zu erwerben, die einen schnelleren und effizienteren Arbeitsablauf und höhere Produktivität ermöglichte. Diese Veränderung hatte auch Nachteile, denn das in einer langen Ausbildung erworbene Wissen der Experten, die früher Papier von Hand hergestellt hatten, war nicht mehr gefragt.
Die Tradition der Textilproduktion in Reutlingen reicht bis in das 14. Jahrhundert zurück. Zunächst wurde sie in Heimarbeit erledigt. Durch die erste Handstrickmaschine, die 1878 nach Reutlingen kam, sollte die Arbeit erleichtert und beschleunigt werden. Zunächst wurden solche Maschinen vereinzelt von einem Verleger an Heimarbeiterinnen verliehen. Dieser Zustand war jedoch nur von kurzer Dauer, denn die Nachfrage nach der sogenannten „Boertlinsware“ beziehungsweise dem „Reutlinger Artikel“ war erheblich gestiegen. Mit der Industrialisierung wandelte sich die Reutlinger Arbeitswelt. Weniger Verbrauchsgüter wie Papier und Textilien wurden direkt in Handarbeit hergestellt. Dafür entstand eine Maschinenindustrie, die zum Teil bis heute in Reutlingen besteht.
Die Firma Heinrich Stoll und Co. wurde 1873 in Riedlingen vom Strickmaschinenbauer Heinrich Stoll gegründet und fünf Jahre später nach Reutlingen verlegt. Durch die Links-Links-Strickmaschine kam es zu größerer Arbeitssicherheit und einer größeren Präzision. Trotz weiterer Standorte in verschiedenen Ländern ist die Firma weiterhin in Reutlingen vertreten und exportiert ihre Strickmaschinen weltweit. Emil Adolff verlegte 1877 seine Firma nach Reutlingen. Der Betrieb stellte Hartpapierspulen her. Die hohe Qualität der Produkte sorgte für internationalen Erfolg. Die schnell wachsende Firma spielte in Reutlingen eine wichtige Rolle, da sie vielen Menschen einen Arbeitsplatz bot. Die Reutlinger Maschinenfabrik Burkhardt und Weber wurde 1888 von den Unternehmern Louis Burkhardt und Johannes Weber gegründet. Ursprünglich produzierten sie Stockflinten, Nähmaschinen und Überwendlingsnähmaschinen (das waren Nähmaschinen, mit denen der Stoff in einem Schritt genäht, gesäubert und abgeschnitten wurde). Heute werden dort größtenteils verschiedene Maschinen, Bearbeitungszentren und Dieselmotoren hergestellt. Zu den die Industrialisierung prägenden Personen gehörte Friedrich List, der Reutlinger Vorkämpfer für den Freihandel. Eine dauerhafte industrielle Entwicklung Deutschlands könne ohne Schutzzoll nicht eintreten, behauptete er später im amerikanischen Exil.

### Diktatur des Nationalsozialismus

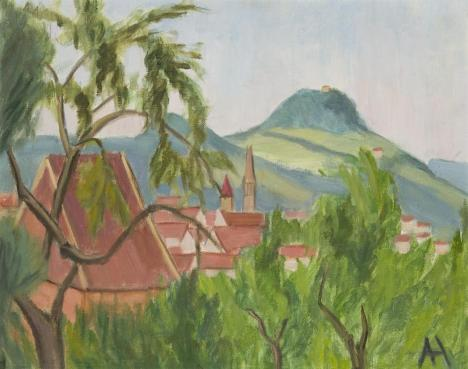
„Ansicht von Reutlingen“ (um 1930), Gemälde von Alice Haarburger, einer in Reutlingen geborenen Künstlerin, die aufgrund ihrer jüdischen Identität 1942 von den Nationalsozialisten im lettischen Ghetto Riga ermordet wurde (Exponat der Sonderausstellung „Reutlingen – gemalt und gezeichnet: Ausgewählte Ansichten“ im Reutlinger Heimatmuseum)

Nach der Machtergreifung der NSDAP im Jahr 1933 wandelte sich Reutlingen schnell von einer sozialistisch geprägten in eine vom Nationalsozialismus dominierte Stadt. Der Gemeinderat und die öffentliche Verwaltung wurde von den Nationalsozialisten gleichgeschaltet, die Gewerkschaftshäuser besetzt, Arbeiterorganisationen aufgelöst. Der NSDAP-Funktionär Richard Dederer wurde zum Oberbürgermeister der Stadt, er blieb bis zur Besetzung durch französische Truppen 1945 im Amt.
In der Diktatur des Nationalsozialismus änderte sich einiges an der hergebrachten Verwaltungsgliederung Württembergs: Aus dem Oberamt Reutlingen ging 1934 der Kreis Reutlingen hervor. Ein Jahr später wurde Reutlingen Stadtkreis im Sinne der Deutschen Gemeindeordnung, verblieb aber weiterhin beim Kreis Reutlingen. 1938 wurde der (bis Ende 1972 in der alten Form bestehende) Landkreis Reutlingen gebildet, der um einige Gemeinden des aufgelösten Kreises Urach erweitert wurde.
Reutlingen wurde 1936 Garnisonsstadt.
Die erste vom NS-Regime zur systematischen Ermordung vorgesehene Bevölkerungsgruppe betraf die als „erbkrank“ oder „schwachsinnig“ und damit als „lebensunwert“ bezeichneten Insassen von Einrichtungen für Menschen mit geistigen oder psychischen Beeinträchtigungen. Die genaue Anzahl der aus Reutlingen stammenden Betroffenen, die 1940/41 den Krankenmorden der sogenannten Aktion T4 zum Opfer fielen, ist nicht mehr konkret zu eruieren, da sie in mehreren Behinderteneinrichtungen in Württemberg untergebracht waren, und einzelne auch aus der Familie heraus verschleppt wurden. Allein aus der Reutlinger Landesfürsorgeanstalt Rappertshofen waren es 73 Männer und Frauen, die mit letztlich über 10.000 vor allem aus Baden oder Württemberg stammenden Behinderten 1940 in der Tötungsanstalt Grafeneck ermordet wurden.
Von Anfang an hatten auch die in Reutlingen lebenden ethnischen und religiösen Minderheiten, unter ihnen etwa zehn Sinti-Familien und über 100 Reutlinger Juden unter der Ausgrenzung, schließlich der Verfolgung bis hin zur Ermordung zu leiden. Erst seit der Einführung der Gewerbefreiheit in den 1860er Jahren waren nach etwa 350-jähriger Verbannung der Juden aus der Stadt wieder einige jüdische Familien in Reutlingen sesshaft geworden. In den 1930er Jahren waren es vor allem Gewerbetreibende unter ihnen, die durch die Boykottmaßnahmen der Nationalsozialisten getroffen wurden. Ab Mitte der 1930er Jahre kam es auch in Reutlingen zur so genannten „Arisierung“ jüdischer Betriebe. 1942 gab es offiziell keine Juden mehr in der Stadt. Etwa 30 bis 40 von ihnen waren bereits vor dem Zweiten Weltkrieg emigriert, unter ihnen auch der vormalige Besitzer eines der größten Einzelhandelskaufhäuser in der Stadtmitte/Marktplatz, Samuel Kahn. Zwischen 50 und 70 Reutlinger Jüdinnen und Juden wurden in die KZs und Vernichtungslager im von den Deutschen besetzten Polen verschleppt, wo die meisten von ihnen im Holocaust ermordet wurden. Nur von acht davon ist bekannt, dass sie die KZ-Haft überlebten. Ebenso traf es die als „Zigeuner“ verunglimpften in Reutlingen lebenden Sinti. Die meisten von ihnen wurden im August 1944 im „Zigeunerlager Auschwitz“ umgebracht (vgl. auch Porajmos).
Politische NS-Gegner aus Württemberg wurden während des Jahres 1933 oftmals im „Schutzhaftlager“ Heuberg bei Meßstetten, einem der ersten Konzentrationslager (KZ) des NS-Regimes, interniert. Von dort wurden einige nach dessen Auflösung in größere KZs verlegt. Andere, denen z. B. ein juristischer Prozess bevorstand, kamen zunächst in Untersuchungshaft, darunter der vormalige Reutlinger KPD-Bezirksvorsitzende und Stadtratsmitglied Fritz Wandel, der mit aufgrund seiner führenden Teilnahme am Mössinger Generalstreik nach einer 4½jährigen Einzelhaftstrafe in der Justizvollzugsanstalt Rottenburg vorübergehend im Gestapo-Lager Welzheim und dann bis 1943 Gefangener im KZ Dachau war, danach bis zum Ende des Zweiten Weltkriegs im Strafbataillon 999 eingesetzt wurde. Unmittelbar nach dem Krieg war er neben anderen zusammen mit Oskar Kalbfell, der als SPD-Mitglied dem Kern der später so genannten „Reutlinger Widerstandsgruppe“ um den beigeordneten NS-Bürgermeister Georg Allmendinger angehört hatte an entscheidender Stelle beim demokratischen Wiederaufbau der Stadt beteiligt.
Im Zweiten Weltkrieg wurden in Reutlingen mehrere Arbeitslager für insgesamt 3.950 Menschen (etwa 10 % der damaligen Reutlinger Einwohnerschaft) errichtet, die nach Deutschland verschleppt worden waren und in verschiedenen als kriegswichtig geltenden Industriebetrieben Zwangsarbeit leisteten. Darunter befand sich auch ein Lager der damaligen Firma Heim im Stadtteil Betzingen, in der Tragflächen und Höhenleitwerke für die „V1“ – eine von Hitlers angeblichen „Wunderwaffen“ – produziert wurden. Auf dem Alten Friedhof Unter den Linden erinnern einige Sammelgräber und acht Einzelgräber mit einem Denkmal aus dem Jahr 1952 an die zahlreichen Opfer von Zwangsarbeit.
Der Wehrmachtsdeserteur Karl Erb aus dem Ortsteil Sickenhausen wurde am 19. April 1945 in Mitterteich im Oberpfälzischen Landkreis Tirschenreuth ergriffen und öffentlich gehenkt. Ein Straßenname und eine Gedenktafel erinnern an ihn (siehe auch Endphaseverbrechen).
In der Endphase des Zweiten Weltkriegs wurde Reutlingen durch vier Luftangriffe der Westalliierten schwer in Mitleidenschaft gezogen, rund 25 Prozent des Gebäudebestandes wurden vernichtet. Um weitere Zerstörungen zu vermeiden, übergab Oskar Kalbfell am 20. April 1945 in einer beherzten Aktion die Stadt den anrückenden Truppen der 1. französischen Armee. Als Vergeltung für den vermuteten Attentatstod eines französischen Soldaten, der wahrscheinlich durch einen Verkehrsunfall starb, erschoss das französische Militär am 24. April 1945 vier Reutlinger Zivilisten als Geiseln.

### Nachkriegszeit
1945 wurde die Stadt unter französischer Besatzung wieder Teil des Landkreises Reutlingen und zur „unmittelbaren Kreisstadt“ erklärt. Reutlingen blieb bis 1992 ein Standort der Forces françaises en Allemagne (FFA). Nach dem im Zuge der deutschen Wiedervereinigung abgeschlossenen Zwei-plus-Vier-Vertrag erfolgten Abzug der französischen Garnison (vgl. Liste der geschlossenen französischen Militärstandorte in Deutschland) wurden deren Liegenschaften (vormalige Ypern-Kaserne, Hindenburg-Kaserne und das Offizierskasino mit angeschlossenem Kino) am zivilen Bedarf orientierten Projekten zugeschlagen. Beispielsweise entwickelte sich aus dem ehemaligen französischen Garnisonskino bis 2008 das soziokulturelle Kulturzentrum franz.K.
Der Wiederaufbau Reutlingens und seine Demokratisierung ist eng mit dem Namen Oskar Kalbfells verbunden, der als erster demokratisch gewählter Oberbürgermeister der Stadt nach dem Zweiten Weltkrieg die politische Geschichte Reutlingens bis 1973 prägte.
1947 kam Reutlingen zum neu gegründeten Land Württemberg-Hohenzollern, welches 1952 im Land Baden-Württemberg aufging.
Seit Inkrafttreten der Gemeindeordnung des Landes Baden-Württemberg zum 1. April 1956 ist Reutlingen eine Große Kreisstadt.
1984 war Reutlingen Gastgeber der fünften Landesgartenschau Baden-Württemberg.
Im Jahre 1988 überstieg Reutlingen die 100.000-Einwohner-Marke und wurde zur neunten Großstadt in Baden-Württemberg.
1987 wurde die Pädagogische Hochschule Reutlingen als selbstständige Hochschule aufgelöst.
2009 richtete Reutlingen unter dem Motto „Kultur schafft Heimat“ die Heimattage Baden-Württemberg aus.
Am 28. Juli 2013 verursachte der Hagelsturm von Reutlingen in der Stadt selbst und in weiten Teilen der Region Neckar-Alb hohe Sachschäden.
Ende der 2000er Jahre wurde klar, dass Reutlingen, speziell am Messpunkt Lederstraße Ost, ein Problem mit zu hohen Stickstoffdioxid-Emissionen hat, der Grenzwert von 40 Mikrogramm pro Kubikmeter wird dort seit 2008 nicht eingehalten. Die Stadt spricht selbst von einem „Stickstoffdioxidhotspot“ (Brennpunkt). Bundesweit bekannt wurde dieser Punkt zum einen durch eine erfolgreiche Klage der Deutschen Umwelthilfe gegen das Land Baden-Württemberg, welches das Land zu unverzüglichen Fortschreibung des Luftreinhalteplans verpflichtete, sowie durch die Fernsehsendung des Magazins extra3 vom August 2020, die über die kreativen Maßnahmen der Stadt zur Senkung der Messwerte berichtete.
Im Jahr 2018 beschloss die Stadt Reutlingen beim Landtag von Baden-Württemberg einen Antrag auf Ausgliederung aus dem bestehenden Landkreis zu stellen, um einen eigenständigen Stadtkreis zu gründen. Dieses Vorhaben wurde sowohl durch die Landesregierung als auch durch den Landtag abgelehnt, mit der Begründung, dass die Landesregierung die Grundhaltung vertrete, „dass bestehende Landkreise nicht verkleinert werden, da dies letztlich eine effiziente Wahrnehmung der (staatlichen) Aufgaben nicht unerheblich erschweren würde“.

### Eingemeindungen
Im Jahr 1900 betrug die Fläche des Stadtgebietes 2.782 ha. Durch die Eingemeindungen zwischen den Jahren 1907 und 1975 vergrößerte sich die Fläche auf 8.706 ha, ein Zuwachs von 5.924 ha oder 213 %.
Ehemals selbständige Gemeinden beziehungsweise Gemarkungen, die in die Stadt Reutlingen eingegliedert wurden:
| Jahr           | Orte         | Zuwachs in ha |
| -------------- | ------------ | ------------- |
| 1. April 1907  | Betzingen    | 784           |
| 1. April 1939  | Sondelfingen | 624           |
| 1. April 1949  | Ohmenhausen  | 574           |
| 1. Januar 1971 | Bronnweiler  | 119           |
| 1. Januar 1971 | Gönningen    | 1.567         |
| 1. Januar 1971 | Oferdingen   | 317           |

| Jahr           | Orte          | Zuwachs in ha |
| -------------- | ------------- | ------------- |
| 1. Januar 1971 | Reicheneck    | 226           |
| 1. Januar 1972 | Altenburg     | 261           |
| 1. Januar 1972 | Degerschlacht | 175           |
| 1. April 1972  | Sickenhausen  | 262           |
| 1. Juli 1974   | Rommelsbach   | 369           |
| 1. Januar 1975 | Mittelstadt   | 646           |

### Einwohnerstatistik

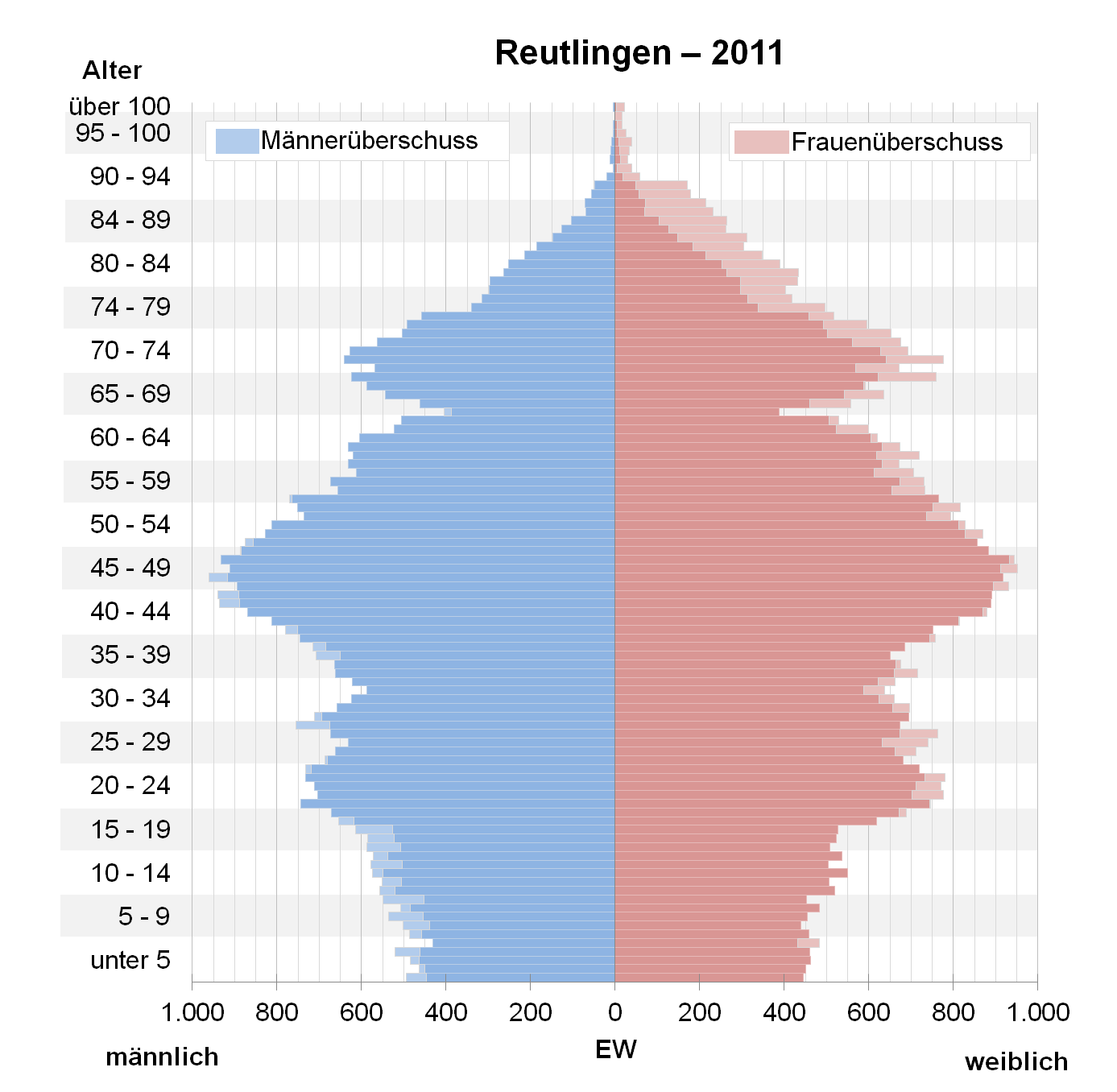
Bevölkerungspyramide für Reutlingen (Datenquelle: Zensus 2011)

Reutlingen stand Stand 2020 auf Platz 67 der größten Städte Deutschlands.
1907 hatte Reutlingen 25.000 Einwohner, diese Zahl verdoppelte sich bis 1952 auf 50.000. Im Jahre 1988 überschritt die Einwohnerzahl der Stadt die Großstadt-Marke von 100.000 und wächst weiterhin, auf über 110.000 im Jahre 2012 und gut 118.000 im Jahr 2023, an.
Im Juni 2004 betrug der Ausländeranteil an der Gesamtbevölkerung nach Angaben der Stadtverwaltung 15,2 Prozent (16.541 Personen). Die meisten Ausländer stammen aus der Türkei (3.046), Griechenland (2.969), Italien (2.050), Kroatien (1.642) sowie Bosnien und Herzegowina (1.132).
Die politischen, kulturellen, sozialen und wirtschaftlichen Interessen der nichtdeutschen Einwohner gegenüber der Stadtverwaltung werden durch einen seit 1984 in der Regel alle 4 bis 5 Jahre – zuletzt am 10. Juli 2011 – von den wahlberechtigten Immigranten gewählten kommunalen Integrationsrat (bis 1995 betitelt als Ausländerbeirat, danach einige Jahre als Ausländerrat) mit derzeit 14 Mandatsträgern vertreten. Dieser Beirat tagt etwa vier Mal jährlich und nimmt eine beratende Funktion gegenüber dem Gemeinderat ein. Im Jahr 2015 beschloss der Gemeinderat „vor dem Hintergrund veränderter Anforderungen und Erwartungen an die Arbeit des Gremiums […] die Mitglieder des Integrationsrates […] zu ernennen und von einer allgemeinen Wahl abzusehen“.
Die folgende Übersicht zeigt die Einwohnerzahlen nach dem jeweiligen Gebietsstand. Bis 1733 handelt es sich meist um Schätzungen, danach um Volkszählungsergebnisse (¹) oder amtliche Fortschreibungen der jeweiligen Statistischen Ämter beziehungsweise der Stadtverwaltung selbst. Die Angaben beziehen sich ab 1843 auf die „Ortsanwesende Bevölkerung“, ab 1925 auf die Wohnbevölkerung und seit 1987 auf die „Bevölkerung am Ort der Hauptwohnung“. Vor 1843 wurde die Einwohnerzahl nach uneinheitlichen Erhebungsverfahren ermittelt.
| Jahr               | Einwohner |
| ------------------ | --------- |
| 1300               | 4.500     |
| 1347               | 5.000     |
| 1542               | 5.420     |
| 1600               | 5.043     |
| 1659               | 4.376     |
| 1733               | 6.663     |
| 7. Dezember 1803 ¹ | 7.798     |
| 1. November 1822 ¹ | 9.475     |
| 3. Dezember 1846 ¹ | 12.660    |
| 3. Dezember 1849 ¹ | 12.659    |
| 3. Dezember 1852 ¹ | 12.410    |
| 3. Dezember 1855 ¹ | 12.367    |
| 3. Dezember 1858 ¹ | 12.729    |
| 3. Dezember 1861 ¹ | 13.449    |
| 3. Dezember 1864 ¹ | 13.420    |
| 3. Dezember 1867 ¹ | 13.781    |
| 1. Dezember 1871 ¹ | 14.237    |

| Jahr                 | Einwohner |
| -------------------- | --------- |
| 1. Dezember 1875 ¹   | 15.246    |
| 1. Dezember 1880 ¹   | 16.609    |
| 1. Dezember 1885 ¹   | 17.319    |
| 1. Dezember 1890 ¹   | 18.542    |
| 2. Dezember 1895 ¹   | 19.822    |
| 1. Dezember 1900 ¹   | 21.494    |
| 1. Dezember 1905 ¹   | 23.848    |
| 1. Dezember 1910 ¹   | 29.763    |
| 1. Dezember 1916 ¹   | 25.691    |
| 5. Dezember 1917 ¹   | 25.355    |
| 8. Oktober 1919 ¹    | 28.891    |
| 16. Juni 1925 ¹      | 30.501    |
| 16. Juni 1933 ¹      | 33.204    |
| 17. Mai 1939 ¹       | 38.885    |
| 31. Dezember 1945    | 36.562    |
| 29. Oktober 1946 ¹   | 36.785    |
| 13. September 1950 ¹ | 45.735    |

| Jahr                 | Einwohner |
| -------------------- | --------- |
| 25. September 1956 ¹ | 60.481    |
| 6. Juni 1961 ¹       | 67.407    |
| 31. Dezember 1965    | 73.375    |
| 27. Mai 1970 ¹       | 79.534    |
| 31. Dezember 1975    | 95.289    |
| 31. Dezember 1980    | 95.456    |
| 31. Dezember 1985    | 97.030    |
| 25. Mai 1987 ¹       | 98.853    |
| 31. Dezember 1990    | 103.687   |
| 31. Dezember 1995    | 108.565   |
| 31. Dezember 2000    | 110.650   |
| 31. Dezember 2005    | 112.252   |
| 31. Dezember 2010    | 112.484   |
| 9. Mai 2011 ¹        | 109.799   |
| 31. Dezember 2015    | 114.310   |
| 31. Dezember 2020    | 116.031   |

¹ Volkszählungsergebnis

### Einwanderung
Laut Zensus 2011 besaßen 15 521 Menschen bzw. 14,1 % der Einwohner Reutlingens keine deutsche Staatsbürgerschaft. Von diesen Menschen stammen 13 538 aus dem europäischen Ausland, 1 254 aus Asien, 415 aus Afrika, 247 aus Nord- und Südamerika und 16 aus Australien. 51 Menschen stammen aus „sonstigen“ Ländern oder sind staatenlos. Die meisten Menschen ohne deutsche Staatsbürgerschaft kommen aus der Türkei (2 778 Menschen), Griechenland (2 463), Italien (1 800), Kroatien (1 520) und Portugal (611). Ebenfalls laut Zensus 2011 hatten 32,6 % der Reutlinger Bevölkerung oder 35.820 Personen einen Migrationshintergrund. Die meisten von ihnen stammen aus Rumänien, der Türkei, Italien, Polen und Kroatien.

### Konfessionsstatistik
Gemäß dem Zensus 2011 waren 39,8 % der Einwohner evangelisch, 22,9 % römisch-katholisch und 37,3 % waren konfessionslos, gehörten einer anderen Glaubensgemeinschaft an oder machten keine Angabe.
Ende 2022 hatten 29,5 % der Einwohner die evangelische Konfession und 19,1 % die katholische. 51,4 % gehörten anderen Konfessionen oder Glaubensgemeinschaften an oder waren konfessionslos. Ende Dezember 2023 waren nach Recherchen der Forschungsgruppe Weltanschauungen in Deutschland 28,3 % der Einwohner der Stadt evangelisch, 18,4 % römisch-katholisch und 53,3 % waren konfessionsfrei oder gehörten einer sonstigen Religionsgemeinschaft an. Die Anteile von Protestanten und Katholiken an der Gesamtbevölkerung sind demnach im erfassten Zeitraum gesunken und wie in allen anderen Großstädten in Baden-Württemberg haben die katholische und evangelische Kirche zusammen keine Mehrheit an Kirchenmitgliedern mehr.

## Politik

### Gemeinderat
Der Gemeinderat in Reutlingen – auch als Stadtrat bezeichnet – besteht aus den 40 gewählten ehrenamtlichen Gemeinderäten und dem Oberbürgermeister als stimmberechtigten Vorsitzenden. Die Kommunalwahl am 9. Juni 2024 führte zu folgendem Ergebnis.
| Parteien und Wählergemeinschaften | Parteien und Wählergemeinschaften           | % 2024  | Sitze 2024 | % 2019 | Sitze 2019 | Kommunalwahl 2024 %3020100 19,58 %22,51 %12,38 %12,97 %12,41 %7,87 %6,22 %3,76 %2,28 % GrüneCDUSPDFWAfDWiRFDPLinkePARTEIGewinne und Verlusteim Vergleich zu 2019 %p 6 4 2 0 −2 −4−3,52 %p+1,81 %p−3,02 %p−0,43 %p+5,01 %p+1,07 %p−0,58 %p−1,54 %p+2,28 %pGrüneCDUSPDFWAfDWiRFDPLinkePARTEI |
| GRÜNE                             | Die Grünen und Unabhängigen                 | 19.58   | 8          | 23.1   | 9          | Kommunalwahl 2024 %3020100 19,58 %22,51 %12,38 %12,97 %12,41 %7,87 %6,22 %3,76 %2,28 % GrüneCDUSPDFWAfDWiRFDPLinkePARTEIGewinne und Verlusteim Vergleich zu 2019 %p 6 4 2 0 −2 −4−3,52 %p+1,81 %p−3,02 %p−0,43 %p+5,01 %p+1,07 %p−0,58 %p−1,54 %p+2,28 %pGrüneCDUSPDFWAfDWiRFDPLinkePARTEI |
| CDU                               | Christlich Demokratische Union Deutschlands | 22.51   | 9          | 20.7   | 9          | Kommunalwahl 2024 %3020100 19,58 %22,51 %12,38 %12,97 %12,41 %7,87 %6,22 %3,76 %2,28 % GrüneCDUSPDFWAfDWiRFDPLinkePARTEIGewinne und Verlusteim Vergleich zu 2019 %p 6 4 2 0 −2 −4−3,52 %p+1,81 %p−3,02 %p−0,43 %p+5,01 %p+1,07 %p−0,58 %p−1,54 %p+2,28 %pGrüneCDUSPDFWAfDWiRFDPLinkePARTEI |
| SPD                               | Sozialdemokratische Partei Deutschlands     | 12.38   | 5          | 15.4   | 6          | Kommunalwahl 2024 %3020100 19,58 %22,51 %12,38 %12,97 %12,41 %7,87 %6,22 %3,76 %2,28 % GrüneCDUSPDFWAfDWiRFDPLinkePARTEIGewinne und Verlusteim Vergleich zu 2019 %p 6 4 2 0 −2 −4−3,52 %p+1,81 %p−3,02 %p−0,43 %p+5,01 %p+1,07 %p−0,58 %p−1,54 %p+2,28 %pGrüneCDUSPDFWAfDWiRFDPLinkePARTEI |
| FW                                | Freie Wählervereinigung                     | 12.97   | 5          | 13.4   | 5          | Kommunalwahl 2024 %3020100 19,58 %22,51 %12,38 %12,97 %12,41 %7,87 %6,22 %3,76 %2,28 % GrüneCDUSPDFWAfDWiRFDPLinkePARTEIGewinne und Verlusteim Vergleich zu 2019 %p 6 4 2 0 −2 −4−3,52 %p+1,81 %p−3,02 %p−0,43 %p+5,01 %p+1,07 %p−0,58 %p−1,54 %p+2,28 %pGrüneCDUSPDFWAfDWiRFDPLinkePARTEI |
| AfD                               | Alternative für Deutschland                 | 12.41   | 5          | 7.4    | 3          | Kommunalwahl 2024 %3020100 19,58 %22,51 %12,38 %12,97 %12,41 %7,87 %6,22 %3,76 %2,28 % GrüneCDUSPDFWAfDWiRFDPLinkePARTEIGewinne und Verlusteim Vergleich zu 2019 %p 6 4 2 0 −2 −4−3,52 %p+1,81 %p−3,02 %p−0,43 %p+5,01 %p+1,07 %p−0,58 %p−1,54 %p+2,28 %pGrüneCDUSPDFWAfDWiRFDPLinkePARTEI |
| WiR                               | Wir in Reutlingen                           | 7.87    | 3          | 6.8    | 3          | Kommunalwahl 2024 %3020100 19,58 %22,51 %12,38 %12,97 %12,41 %7,87 %6,22 %3,76 %2,28 % GrüneCDUSPDFWAfDWiRFDPLinkePARTEIGewinne und Verlusteim Vergleich zu 2019 %p 6 4 2 0 −2 −4−3,52 %p+1,81 %p−3,02 %p−0,43 %p+5,01 %p+1,07 %p−0,58 %p−1,54 %p+2,28 %pGrüneCDUSPDFWAfDWiRFDPLinkePARTEI |
| FDP                               | Freie Demokratische Partei                  | 6.22    | 2          | 6.8    | 3          | Kommunalwahl 2024 %3020100 19,58 %22,51 %12,38 %12,97 %12,41 %7,87 %6,22 %3,76 %2,28 % GrüneCDUSPDFWAfDWiRFDPLinkePARTEIGewinne und Verlusteim Vergleich zu 2019 %p 6 4 2 0 −2 −4−3,52 %p+1,81 %p−3,02 %p−0,43 %p+5,01 %p+1,07 %p−0,58 %p−1,54 %p+2,28 %pGrüneCDUSPDFWAfDWiRFDPLinkePARTEI |
| LINKE                             | Linke Liste Reutlingen                      | 3.76    | 2          | 5.3    | 2          | Kommunalwahl 2024 %3020100 19,58 %22,51 %12,38 %12,97 %12,41 %7,87 %6,22 %3,76 %2,28 % GrüneCDUSPDFWAfDWiRFDPLinkePARTEIGewinne und Verlusteim Vergleich zu 2019 %p 6 4 2 0 −2 −4−3,52 %p+1,81 %p−3,02 %p−0,43 %p+5,01 %p+1,07 %p−0,58 %p−1,54 %p+2,28 %pGrüneCDUSPDFWAfDWiRFDPLinkePARTEI |
| PARTEI                            | Die Partei                                  | 2.28    | 1          | –      | –          | Kommunalwahl 2024 %3020100 19,58 %22,51 %12,38 %12,97 %12,41 %7,87 %6,22 %3,76 %2,28 % GrüneCDUSPDFWAfDWiRFDPLinkePARTEIGewinne und Verlusteim Vergleich zu 2019 %p 6 4 2 0 −2 −4−3,52 %p+1,81 %p−3,02 %p−0,43 %p+5,01 %p+1,07 %p−0,58 %p−1,54 %p+2,28 %pGrüneCDUSPDFWAfDWiRFDPLinkePARTEI |
| Gesamt                            | Gesamt                                      | 100     | 40         | 100    | 40         | Kommunalwahl 2024 %3020100 19,58 %22,51 %12,38 %12,97 %12,41 %7,87 %6,22 %3,76 %2,28 % GrüneCDUSPDFWAfDWiRFDPLinkePARTEIGewinne und Verlusteim Vergleich zu 2019 %p 6 4 2 0 −2 −4−3,52 %p+1,81 %p−3,02 %p−0,43 %p+5,01 %p+1,07 %p−0,58 %p−1,54 %p+2,28 %pGrüneCDUSPDFWAfDWiRFDPLinkePARTEI |
| Wahlbeteiligung                   | Wahlbeteiligung                             | 53,73 % | 53,73 %    | 50,3 % | 50,3 %     | |

- PARTEI: 1
- Linke: 2
- SPD: 5
- Grüne: 8
- WiR: 3
- FDP: 2
- FW: 5
- CDU: 9
- AfD: 5

→ Ergebnisse der Kommunalwahlen in Reutlingen

### Bürgermeister
An der Spitze der Stadt Reutlingen stand der Schultheiß als Vorsitzender des Gerichts. Später gab es zwei Schultheißen. In württembergischer Zeit wurde vom König ein Oberbürgermeister eingesetzt, der später teilweise den Titel Stadtschultheiß führte.
Der Oberbürgermeister wird für eine Amtszeit von acht Jahren gewählt. Nach dem Zweiten Weltkrieg regierte Oskar Kalbfell (SPD) die Stadt 27 Jahre lang unumstritten bis 1972 als Oberbürgermeister. Kalbfell folgte der ehemalige Landrat des Altkreises Münsingen Manfred Oechsle (CDU), mit dem ebenfalls eine Ära begann, die nach 23 Jahren mit der Wahl von Stefan Schultes (CDU) im April 1995 endete. Bei der Oberbürgermeisterwahl 2003 musste Schultes nach einer Amtsperiode sein Amt für die bisherige beigeordnete Bürgermeisterin von Fellbach, die von der SPD favorisierte parteilose Barbara Bosch, räumen. Sie wurde 2011 für eine weitere Amtsperiode wiedergewählt. Bosch war die erste Frau an der Spitze des Bürgermeisteramtes in Reutlingen, ihre erste Amtszeit endete am 2. April 2011. Am 6. Februar 2011 wurde Bosch für eine weitere Amtszeit wiedergewählt. Aus persönlichen Gründen verzichtete sie auf die Kandidatur für eine dritte Amtszeit. Zu ihrem Nachfolger wurde am 24. Februar 2019 im zweiten Wahlgang Thomas Keck (SPD) mit der relativen Mehrheit von 41,1 % der abgegebenen Stimmen gewählt. Am 5. April 2019 wurde er formell in sein neues Amt eingeführt.
- 1803–1804: Christoph Jakob Enslin, Amtsbürgermeister
- 1804–0000: Karl Wilhelm Kenngott, Amtsverweser
- 1805–1819: Clemens Christoph Cammerer, Oberbürgermeister
- 1819–1837: August Merkh, Oberbürgermeister
- 1837–1845: Karl Josef von Camerer, Stadtschultheiß
- 1845–1867: Wilhelm Grathwohl, Stadtschultheiß
- 1867–1898: Julius von Benz, Stadtschultheiß
- 1898–1929: Karl Emil Hepp, Stadtschultheiß
- 1929–1933: Karl Haller, Oberbürgermeister
- 1933–1945: Richard Dederer, NSDAP, Oberbürgermeister
- 1945–1973: Oskar Kalbfell, SPD, Oberbürgermeister
- 1973–1994: Manfred Oechsle, CDU, Oberbürgermeister
- 1995–2003: Stefan Schultes, CDU, Oberbürgermeister
- 2003–2019: Barbara Bosch, parteilos, Oberbürgermeisterin
- seit 2019-0: Thomas Keck, SPD, Oberbürgermeister[61]

### Mandate im Landtag und Bundestag
Die Stadt Reutlingen befindet sich im Landtagswahlkreis Reutlingen. Dieser Wahlkreis wird im Landtag von Baden-Württemberg vertreten durch Thomas Poreski (Bündnis 90/Die Grünen) und Ramazan Selçuk (SPD).
Die Mitglieder des Deutschen Bundestages für den Bundestagswahlkreis Reutlingen sind Michael Donth (CDU, Direktmandat), Beate Müller-Gemmeke (Bündnis 90/Die Grünen), Pascal Kober (FDP/DVP) und Jessica Tatti (BSW, zuvor Die Linke).

### Wappen

Ältere Form des Wappens

Das Wappen der Stadt Reutlingen zeigt in Gold den rot bezungten schwarzen Reichsadler belegt mit einem von Schwarz, Rot und Silber geteilten Brustschild. Die Stadtflagge ist Schwarz-Rot-Weiß.
Der Adler ist das Symbol der Reichsfreiheit, welche die Stadt Reutlingen bis 1802 innehatte, bevor sie zum Herzogtum Württemberg, dem späteren Königreich, kam. Der Reichsadler tauchte im 15. Jahrhundert auf einem schwarz-rot-silbernen Schildfuß auf. Später wurde ein zweifach geteilter Schild zwischen den Fängen des Adlers hinzugefügt. Dieser wurde danach teils alleine, teils mit Adler verwendet. Ab dem 17. Jahrhundert wurde der Schild meist als Brustschild dargestellt. Die Stadtfarben wechselten mehrmals, doch sind die heutigen Farben inzwischen schon sehr lange gebräuchlich.

### Jugendgemeinderat
Alle zwei Jahre wird in Reutlingen ein Jugendgemeinderat gewählt, dieser besteht aus 24 Jugendlichen. Wahlberechtigt ist jeder Jugendliche zwischen dem 14. und dem 21. Lebensjahr, der seit mindestens drei Monaten in Reutlingen seinen Hauptwohnsitz hat oder eine Reutlinger Schule besucht. Die letzte Jugendgemeinderatswahl fand 2020 statt.

Flagge

### Städtepartnerschaften
Reutlingen unterhält mit folgenden Städten Städtepartnerschaften:
- Roanne (Frankreich), seit 1958
- Ellesmere Port (Vereinigtes Königreich), seit 1966[63]
- Bouaké (Elfenbeinküste), seit 1970
- Aarau (Schweiz), seit 1986 formell, periodische Zusammenarbeit seit 1924.[64]
- Duschanbe (Tadschikistan), seit 1990
- Szolnok (Ungarn), seit 1990
- Reading (USA), seit 1998
- Pirna (Deutschland) Städtefreundschaft seit 1990
- Pistoia (Italien), Städtefreundschaft seit 2018[65]

## Kultur, Sehenswürdigkeiten, Brauchtum

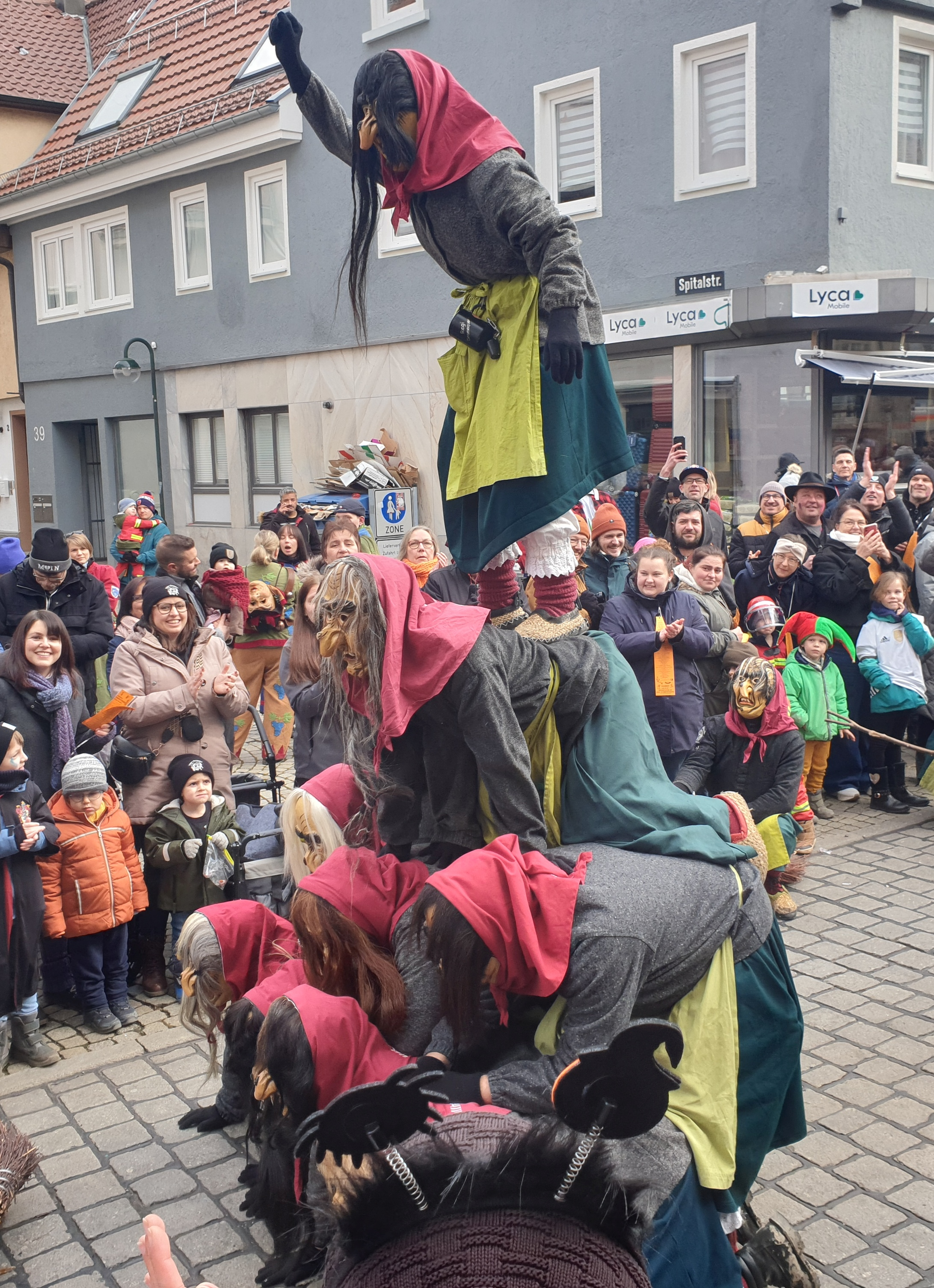
Uschlaberghexa aus Pfullingen auf der Spitalstraße, Fasnet Februar 2025

### Theater, Kleinkunst, Kabarett
- Die Tonne (Theater)
- Naturtheater Reutlingen, Amateur-Freilichttheater
- Kleinkunstbühne Reutlingen e. V. (Kabarett, Comedy, Kleinkunst, früher als Kleinkunstbühne Rappen bekannt)
- Theater Sturmvogel, professionelles Freies Theater
- Theaterverein D´Moospritzer e. V. – schwäbisches Amateur-Mundarttheater (verschiedene Spielstätten)
- Theater Mausefalle e. V. – Amateur-Theater, seit 1991 (wechselnde Spielstätten, Proben im Jubilate-Gemeindehaus Orschel-Hagen)[66]

### Musik
- Württembergische Philharmonie Reutlingen (klassische Musik)
- Junge Sinfonie Reutlingen (klassische Musik)
- Nachwuchsorchester Reutlingen (klassische Musik)
- Knabenchor Capella Vocalis Reutlingen (klassische Musik)
- Jazzclub In der Mitte e. V. (Jazz, Ragtime, Blues)
- Musikschule Reutlingen (MsR) Reutlingen-Spitalhof (Kingbee, Feetofpulse)
- KuRT e. V. (Förderung der Reutlinger Kultur aus junger Perspektive)
- New-Wave-Band Diorama
- Pop-Girlband Debbie Rockt

### Soziokultur

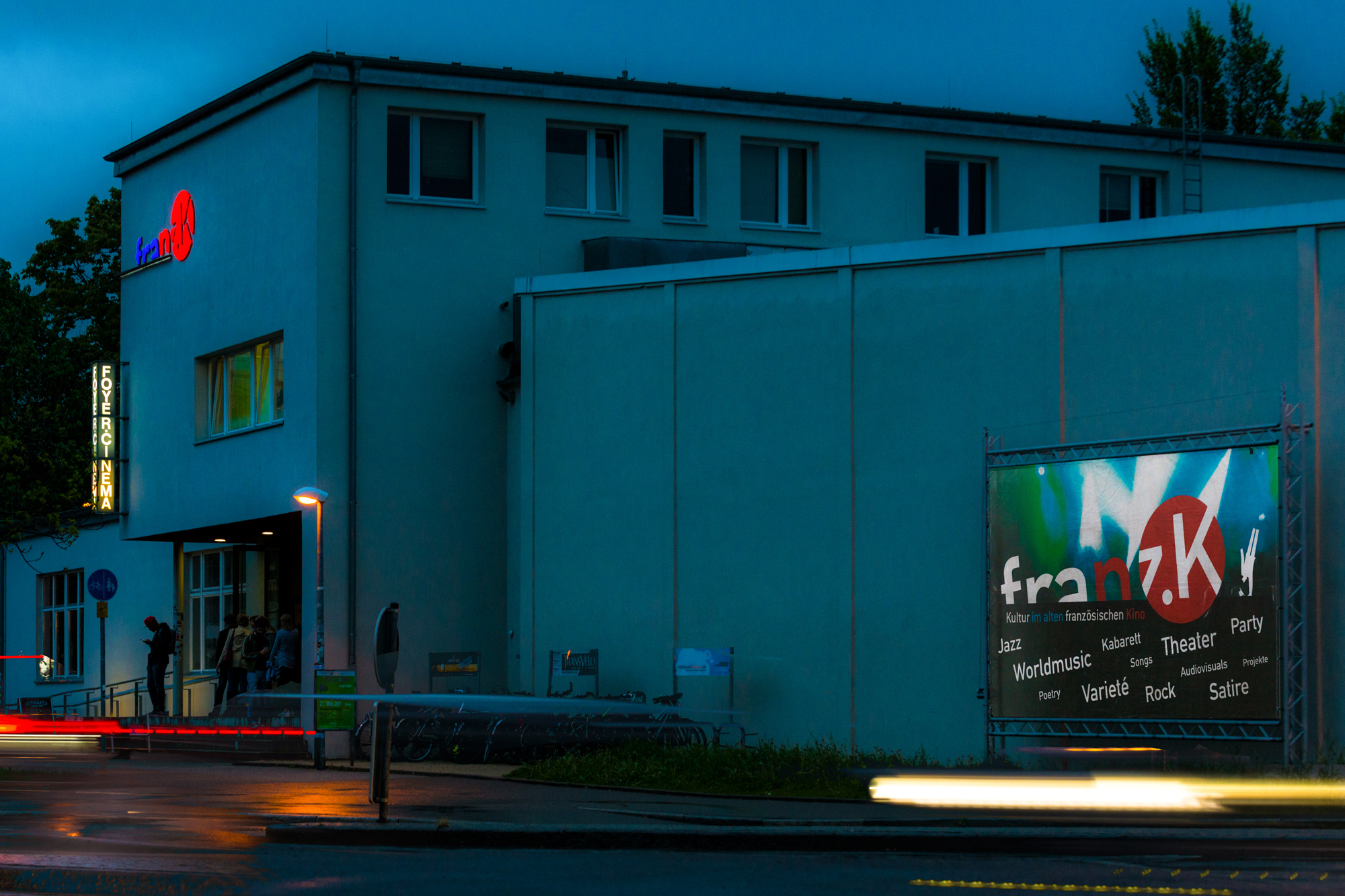
Kulturzentrum franz.K

- Kulturschock Zelle, eines der ältesten bis in die Gegenwart bestehenden selbstverwalteten autonomen Jugend- und Kulturzentren in Baden-Württemberg, hervorgegangen aus der 1968 gegründeten Galerie Zelle (Rock, Punkrock, Party, Politische Diskussion)[67]
- Kulturzentrum franz.K – Kultur im alten französischen Kino, soziokulturelles Zentrum mit unterschiedlichen Veranstaltungen von Rockmusik über Weltmusik, Jazz, Theater, Kabarett, Lesungen, politischer Diskussion etc. (zunächst ab 2003 Kulturbühne Foyer U3, nach Erneuerung seit 2008 als franz.K)[68]

### Museen und Institutionen
- Reutlinger Heimatmuseum im Königsbronner Hof, gegründet 1890
- Naturkundemuseum Reutlingen
- Städtisches Kunstmuseum Spendhaus Reutlingen
- Städtische Galerie Reutlingen
- Samenhandelsmuseum in Gönningen
- Feuerwehrmuseum (in der neuen Feuerwache)[69]
- Heimatstube Ohmenhausen
- Heimatstube Reicheneck
- Kunstverein Reutlingen
- Museum Im Dorf Betzingen
- Stiftung für konkrete Kunst

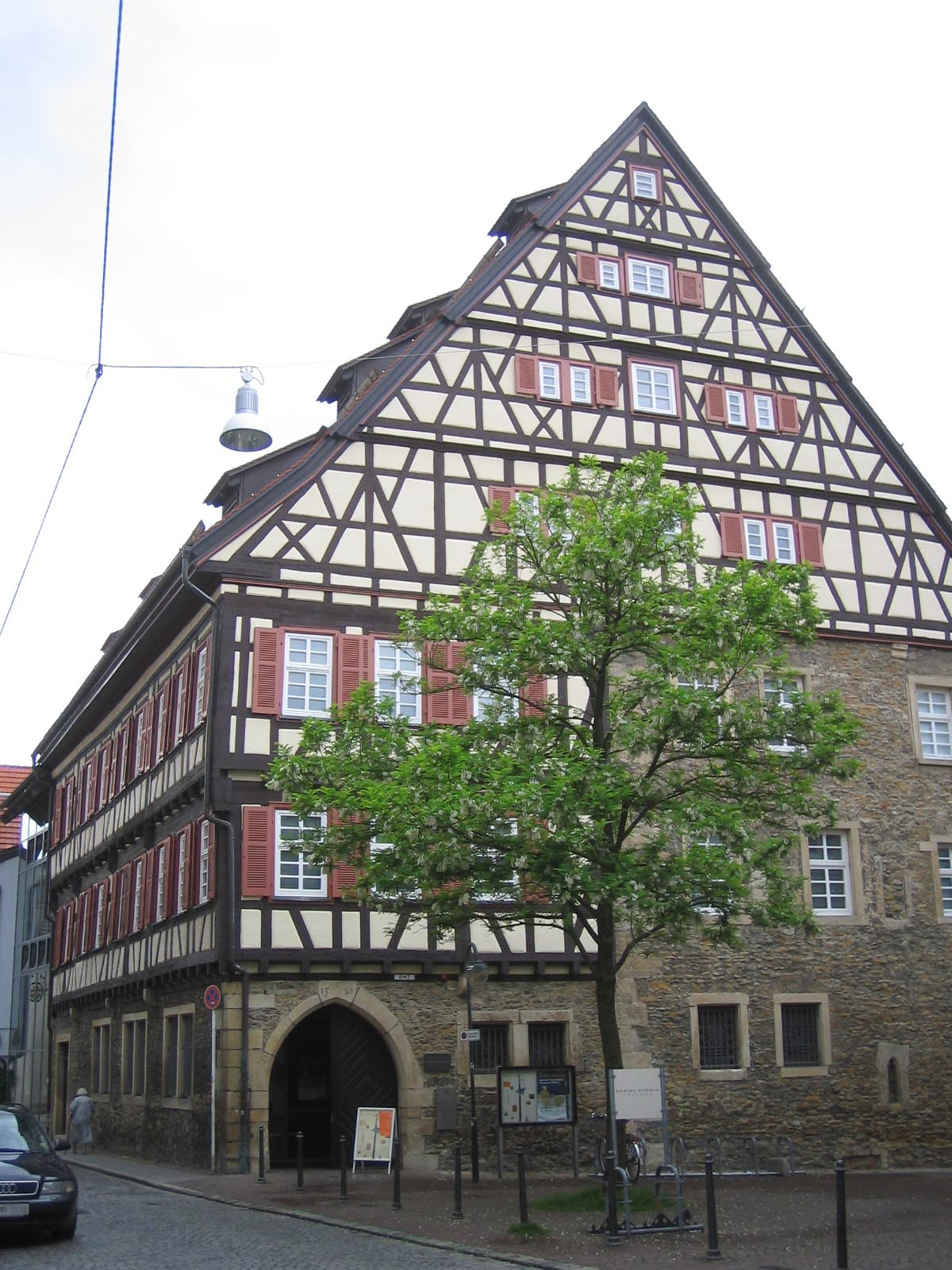
Heimatmuseum im Königsbronner Hof
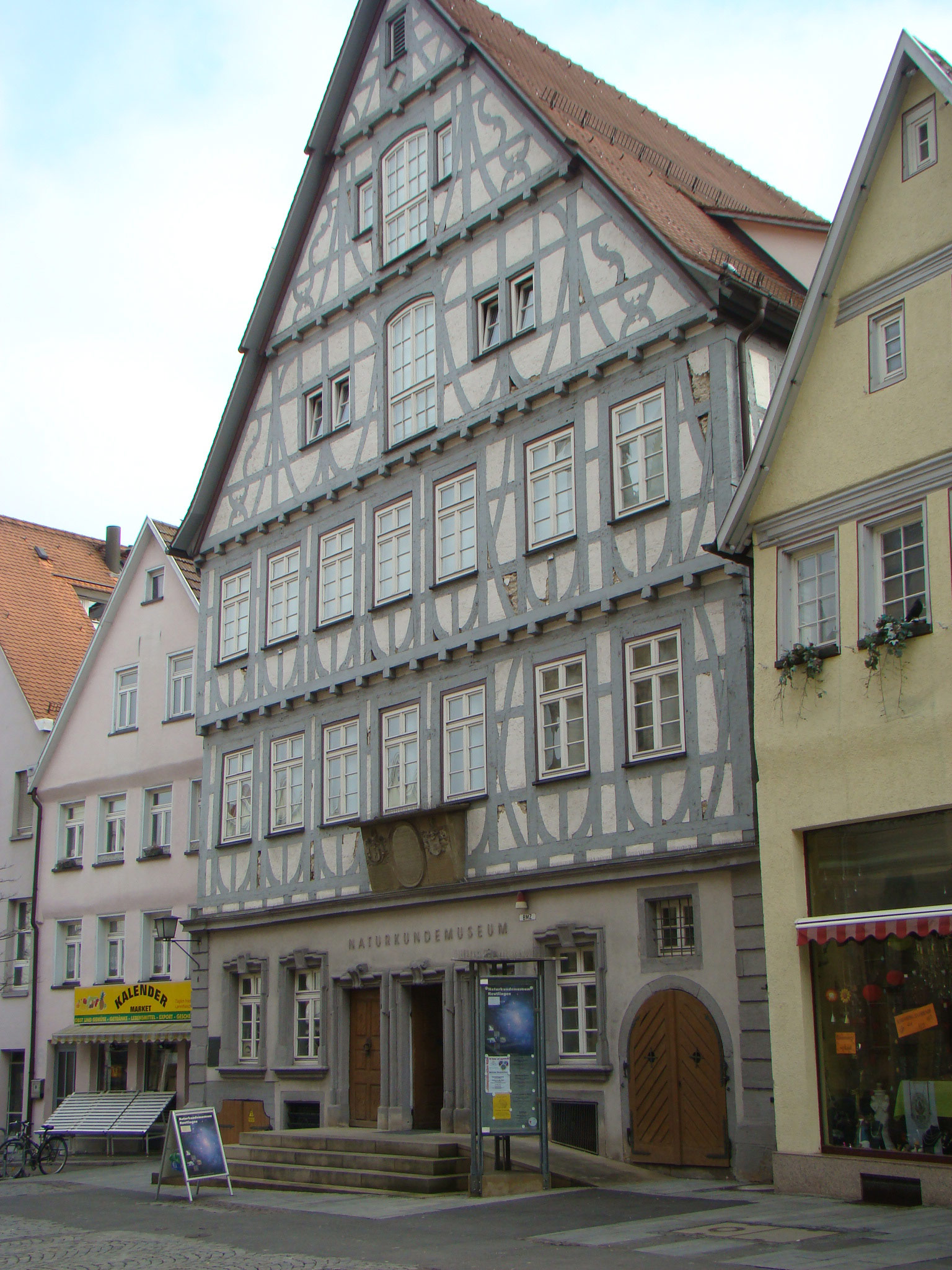
Naturkundemuseum
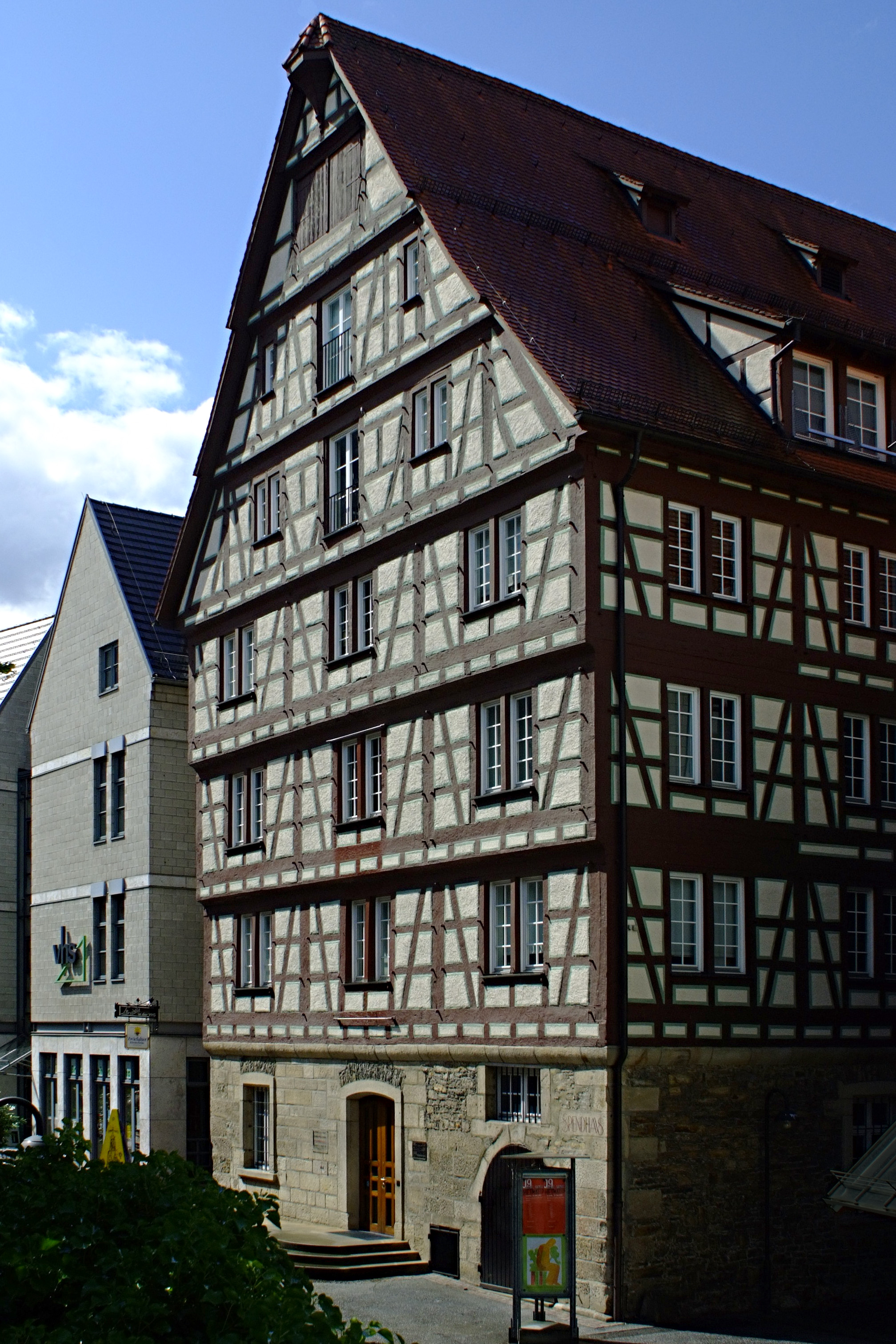
Städtisches Kunstmuseum Spendhaus
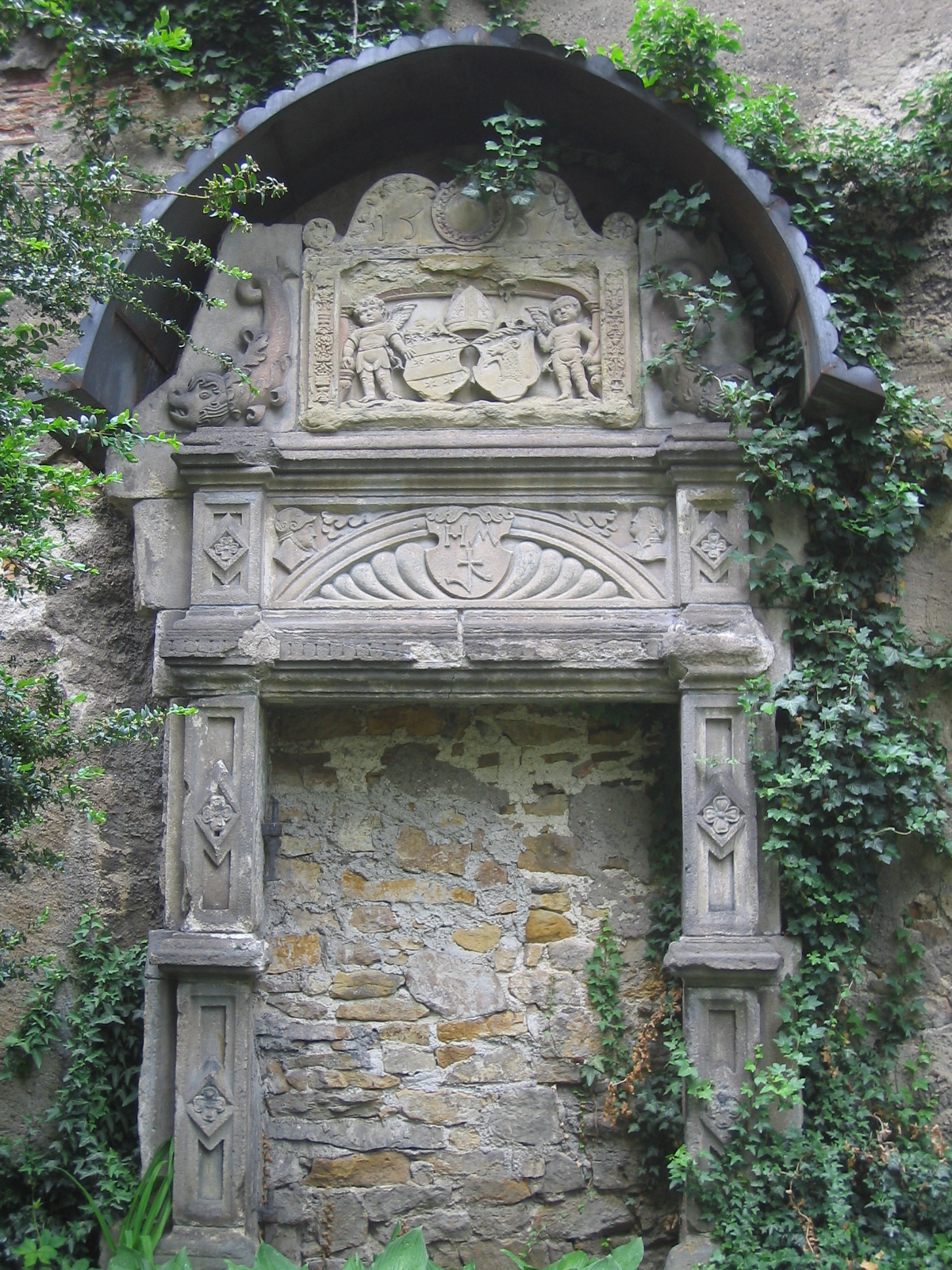
Ehemaliges Portal im Garten des Heimatmuseums

### Archive & Bibliotheken
- Kreisarchiv Reutlingen[70]
- Stadtarchiv Reutlingen
- Stadtbibliothek Reutlingen[71]

### Bauwerke

#### Kirchen

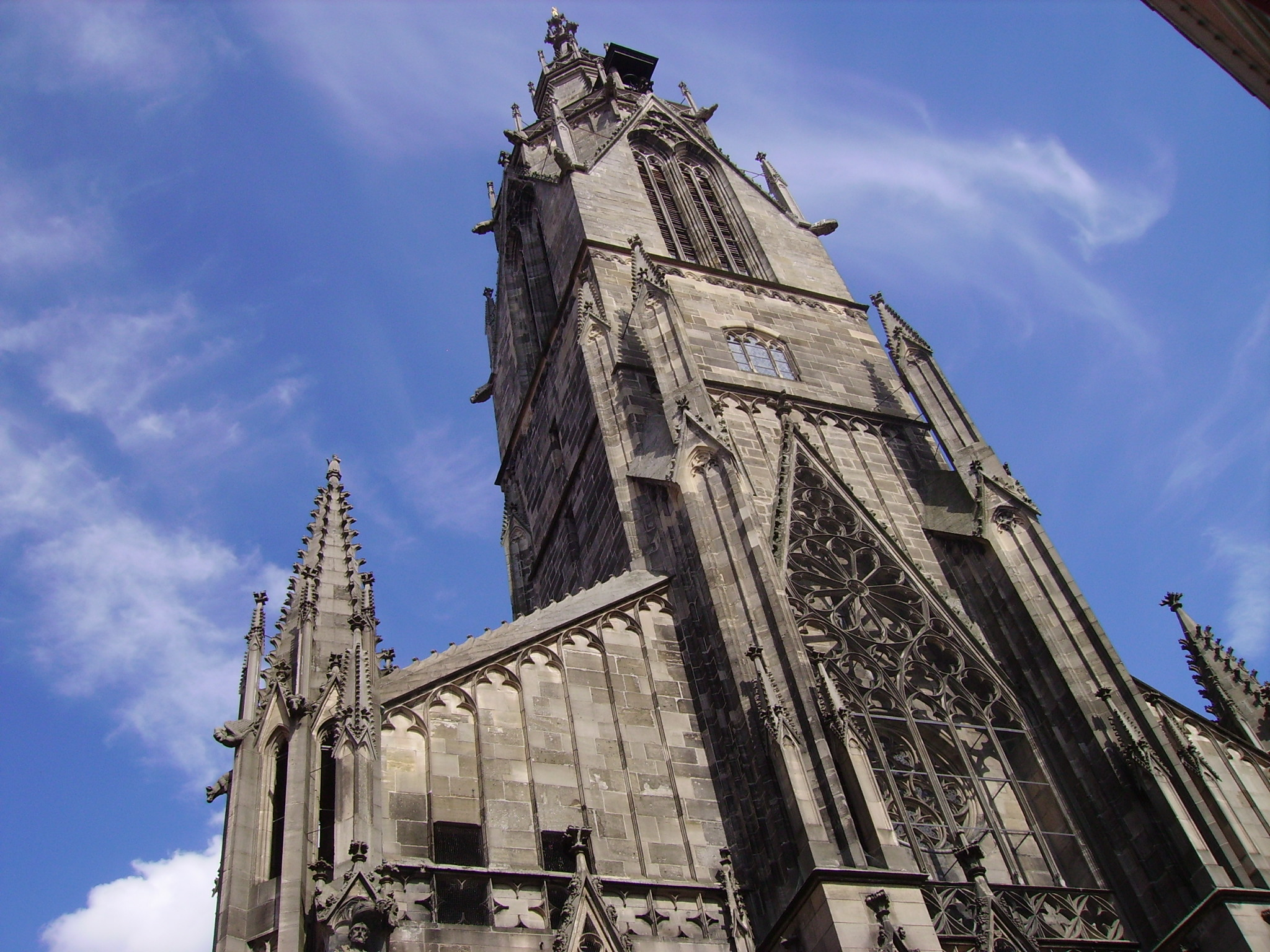
Hauptturm der Marienkirche

- Marienkirche (evang.), das Wahrzeichen der Stadt
- Nikolaikirche (evang.)
- Katharinenkirche (evang.)
- Peter-und-Paul-Kirche (Gönningen) (evang.), Ersterwähnung 1275
- Martinskirche in Mittelstadt (evang.) von 1912
- Christuskirche (evang.) von 1936
- Kapelle im Garten des heutigen Heimatmuseums: Die Kapelle wurde um 1500 als kleine Messkapelle für den Königsbronner Klosterhof im Stil der Spätgotik errichtet. Sie besteht aus einem schlichten, einschiffigen Innenraum mit Netzgewölbe, an den ein Chor mit sechs Spitzbogenfenstern mit zweiteiligem Mauerwerk anschließt. Der Baumeister ist nicht bekannt, vermutlich ist die Kapelle ein Werk des Steinmetzen Peter von Braisach, der von 1489 bis 1505 in Reutlingen ansässig war und Ausbesserungsarbeiten an der Marienkirche vornahm.
- Jubilatekirche (evang.) in Orschel-Hagen von 1967
- Auferstehungskirche im Stadtteil Römerschanze (evang.) von 1957
- Mauritiuskirche (evang.) in Betzingen
- Kreuzkirche (evang.)
- Kirche und Gemeindehaus im Hohbuch (evang.)
- Leonhardskirche (am 31. Januar 2010 als Gottesdienstort entwidmet)
- St.-Wolfgang-Kirche (kath.), 1909–10
- Erlöserkirche (evangelisch-methodistisch)

#### Profanbauten
- Der Königsbronner Hof ist eines der ältesten heute noch bestehenden Bauwerke der Stadt. Es war als steinernes Haus im Jahr 1278 erbaut worden; der damalige Bauherr und Besitzer sind unbekannt. Der Fachwerkausbau erfolgte 1537 durch Abt Melchior von Königsbronn. Über Jahrhunderte hinweg wurde der Bau als Pfleghof des Zisterzienserklosters Königsbronn genutzt, heute beherbergt es das Heimatmuseum.
- Neues Spital („Volksbildungshaus“)
- Rathaus
- Stadthalle (Abb.)
- Spendhaus
- Reste der Stadtmauer mit Tübinger Tor, Gartentor und Zwinger
- Landratsamt, ehemaliger Regierungssitz Württembergs (Abb.)

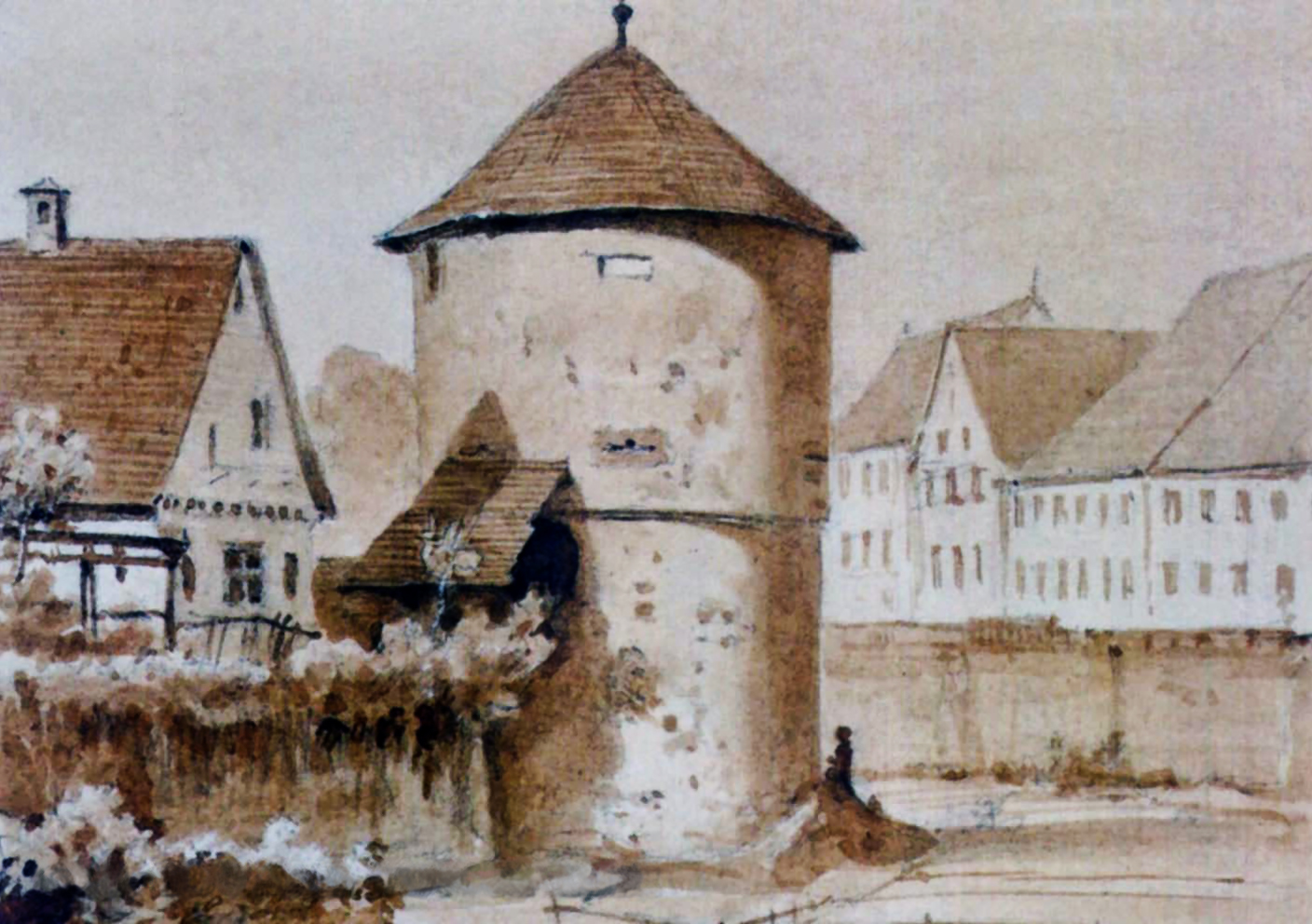
Der Eisturm auf einem Aquarell von General Eduard von Kallee

- Eisturm am Ledergraben, der inzwischen aufgeschüttet wurde[72]
- Stadtmauerhäuser
- Oberes Bollwerk
- Gmindersdorf (Abb.)
- Stadtmauerhäuser an der Jos-Weiß-Straße. Die Häuser wurden gegen Ende des 18. Jahrhunderts an und in die bestehende Stadtmauer errichtet.
- Haus der Südwestmetall (vollständig aus Metall gebaut)
- Aussichtsturm Roßberg
- Sternwarte und Planetarium Reutlingen
- Alte Feuerwache
- Uhlandhöhe

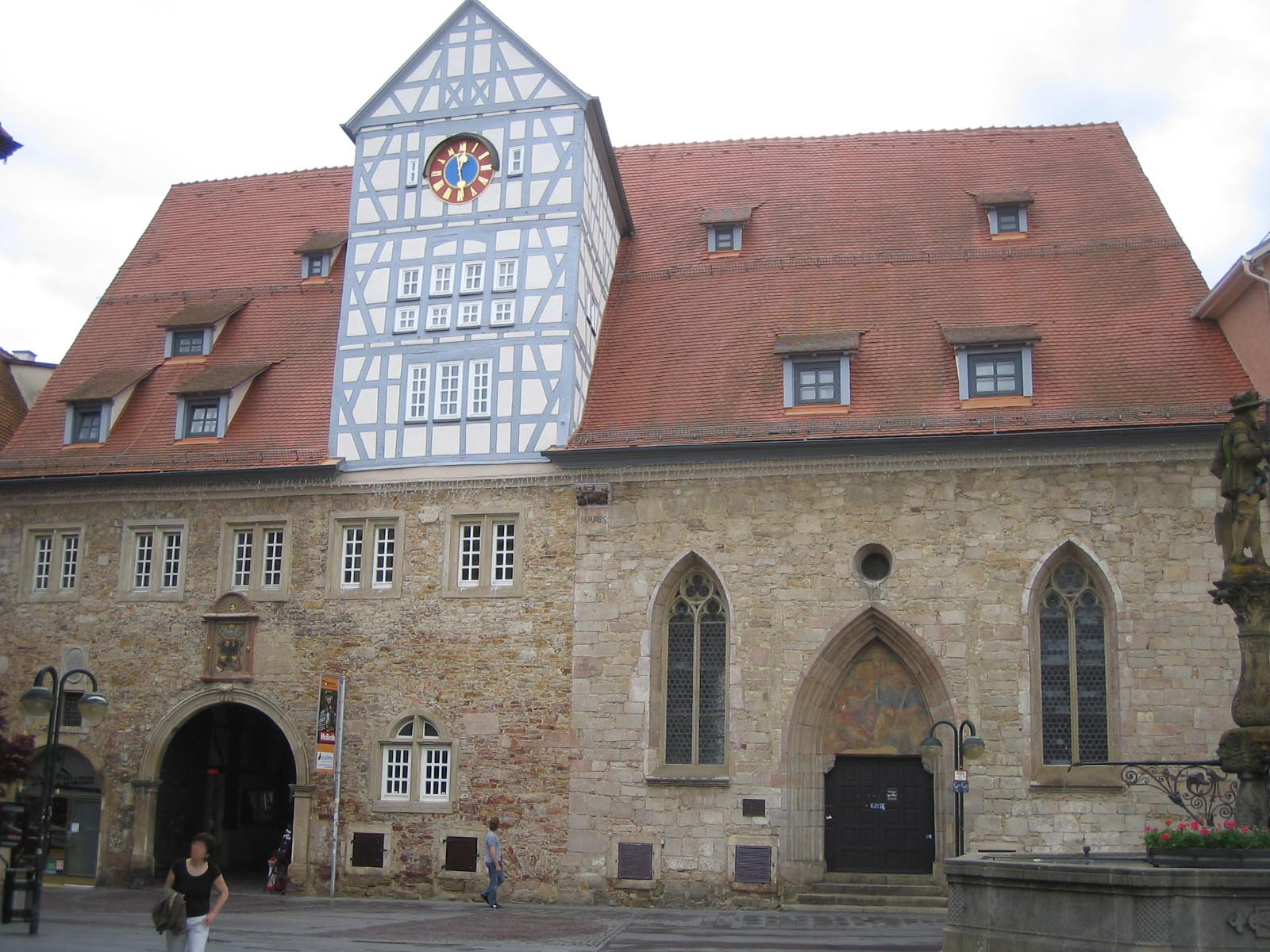
Eingang zum Spitalhof, rechts die Spitalkirche
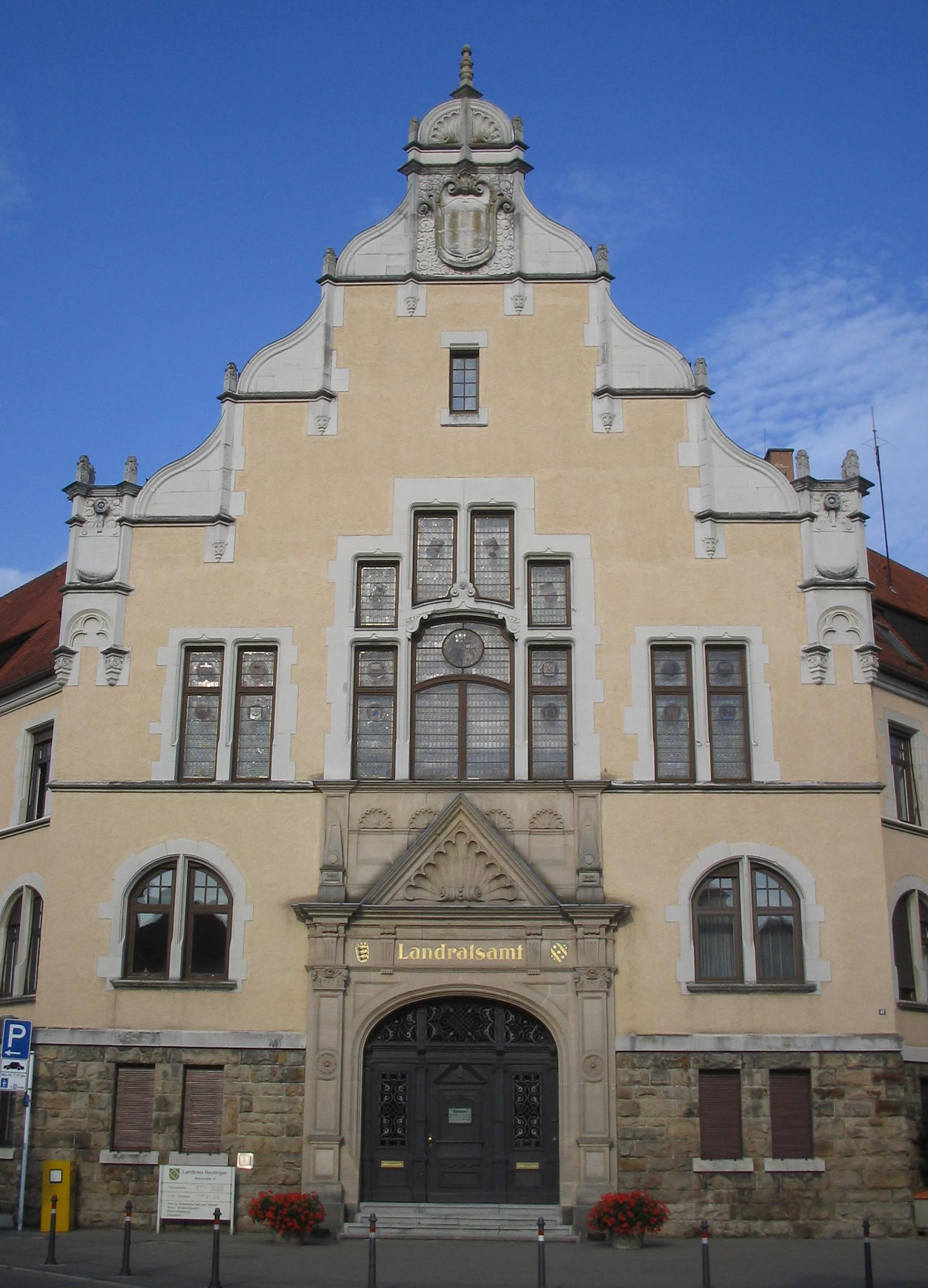
Landratsamt
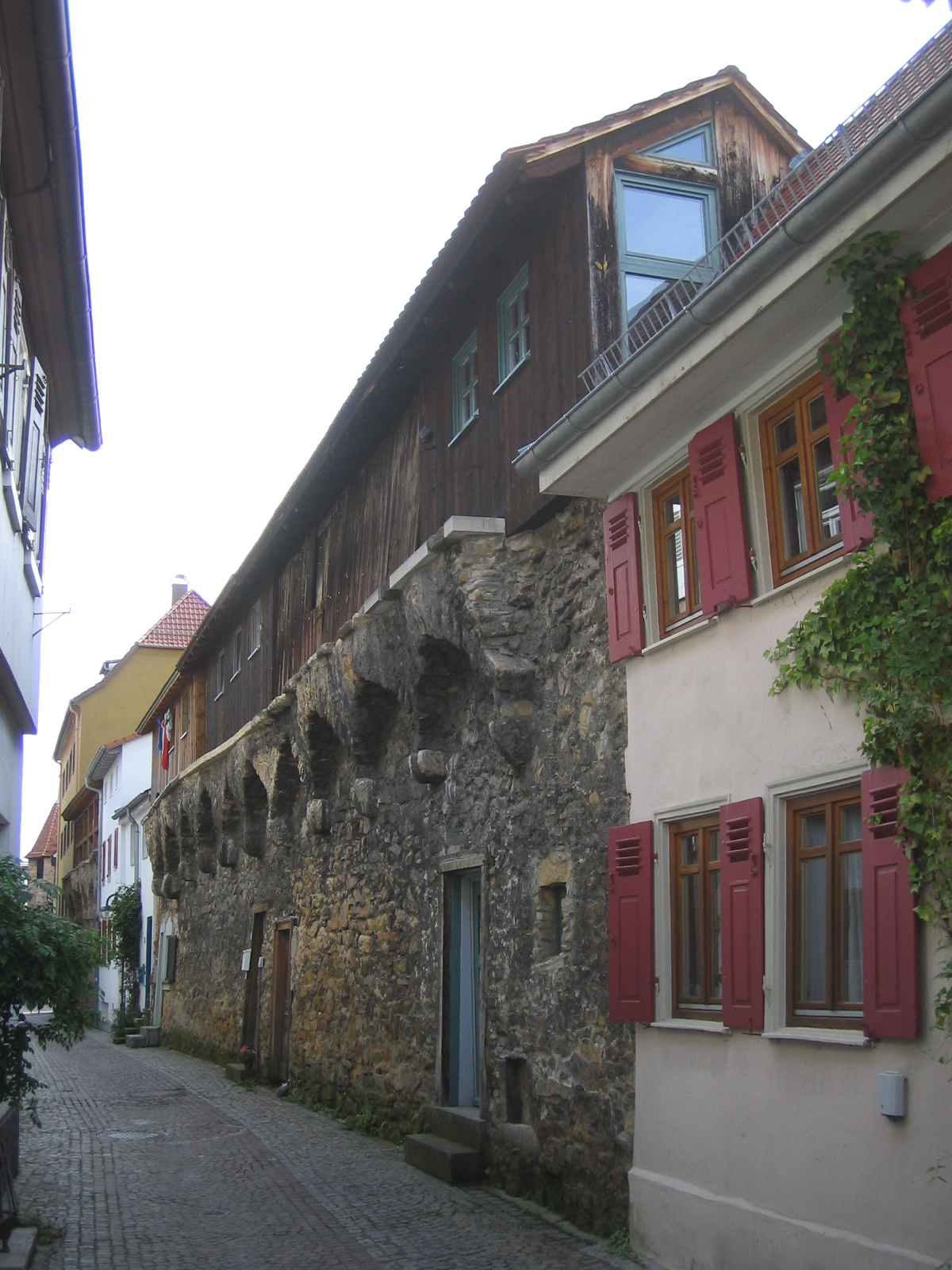
Ehemalige Stadtmauer
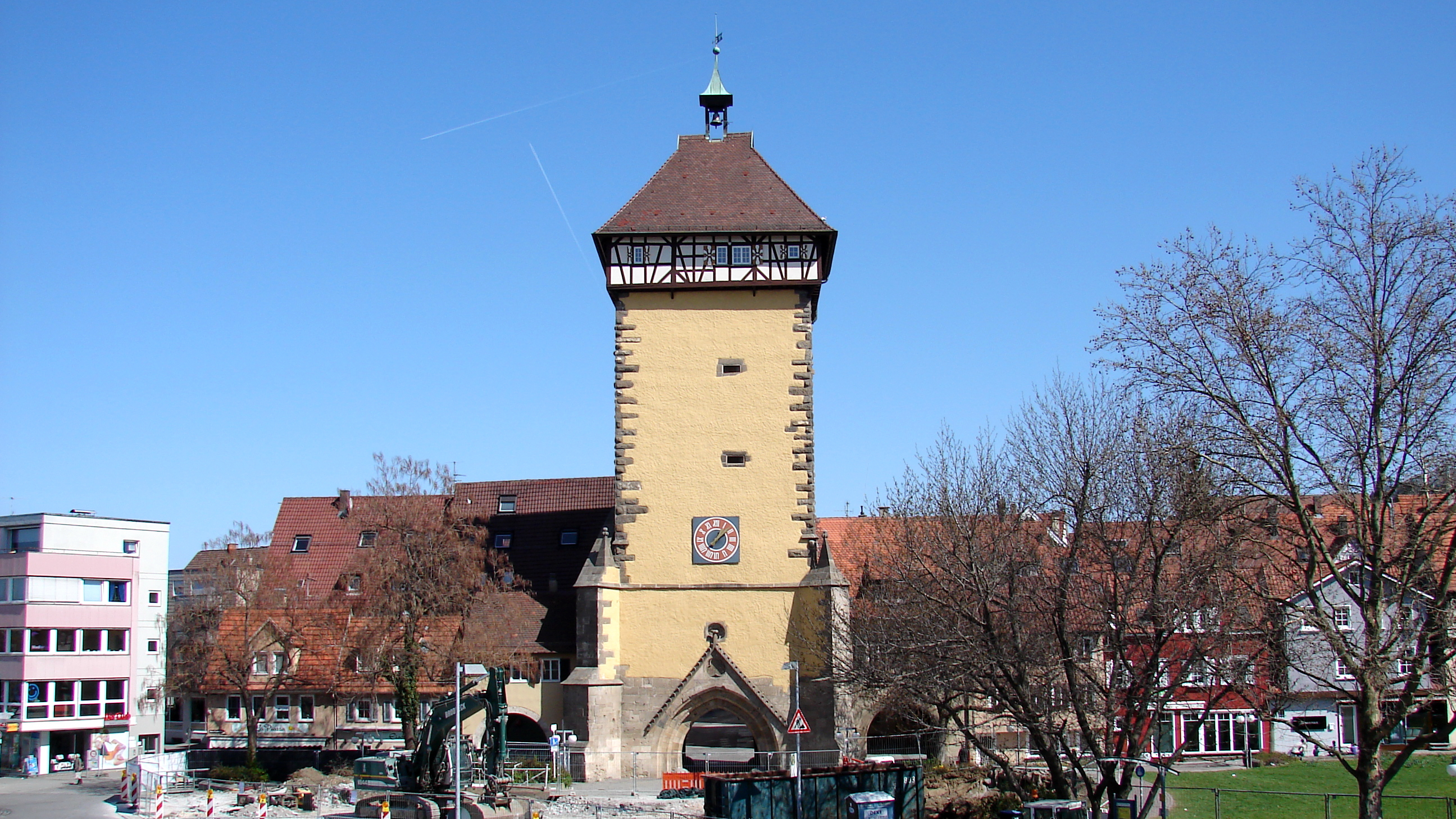
Tübinger Tor
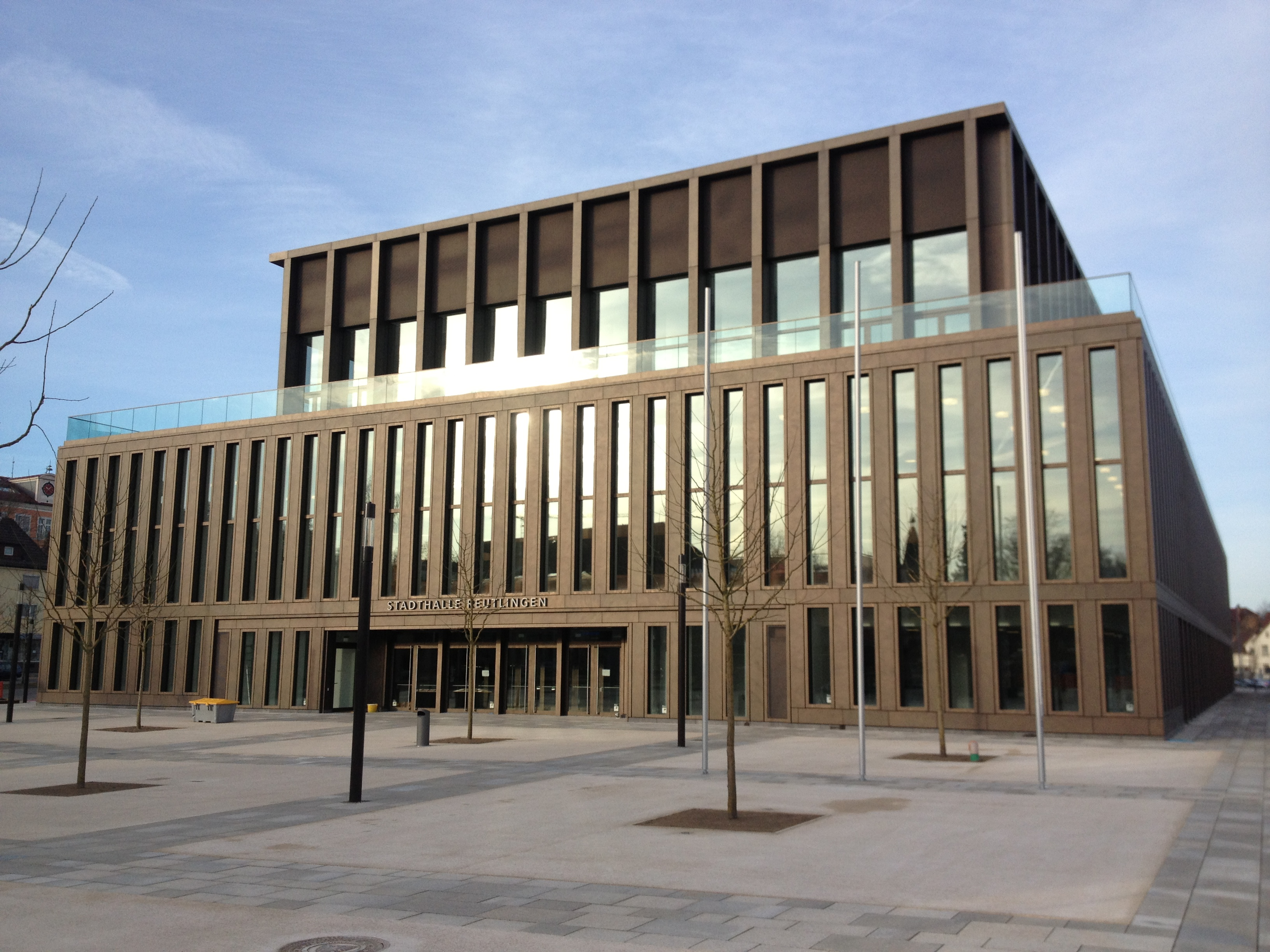
Stadthalle Reutlingen
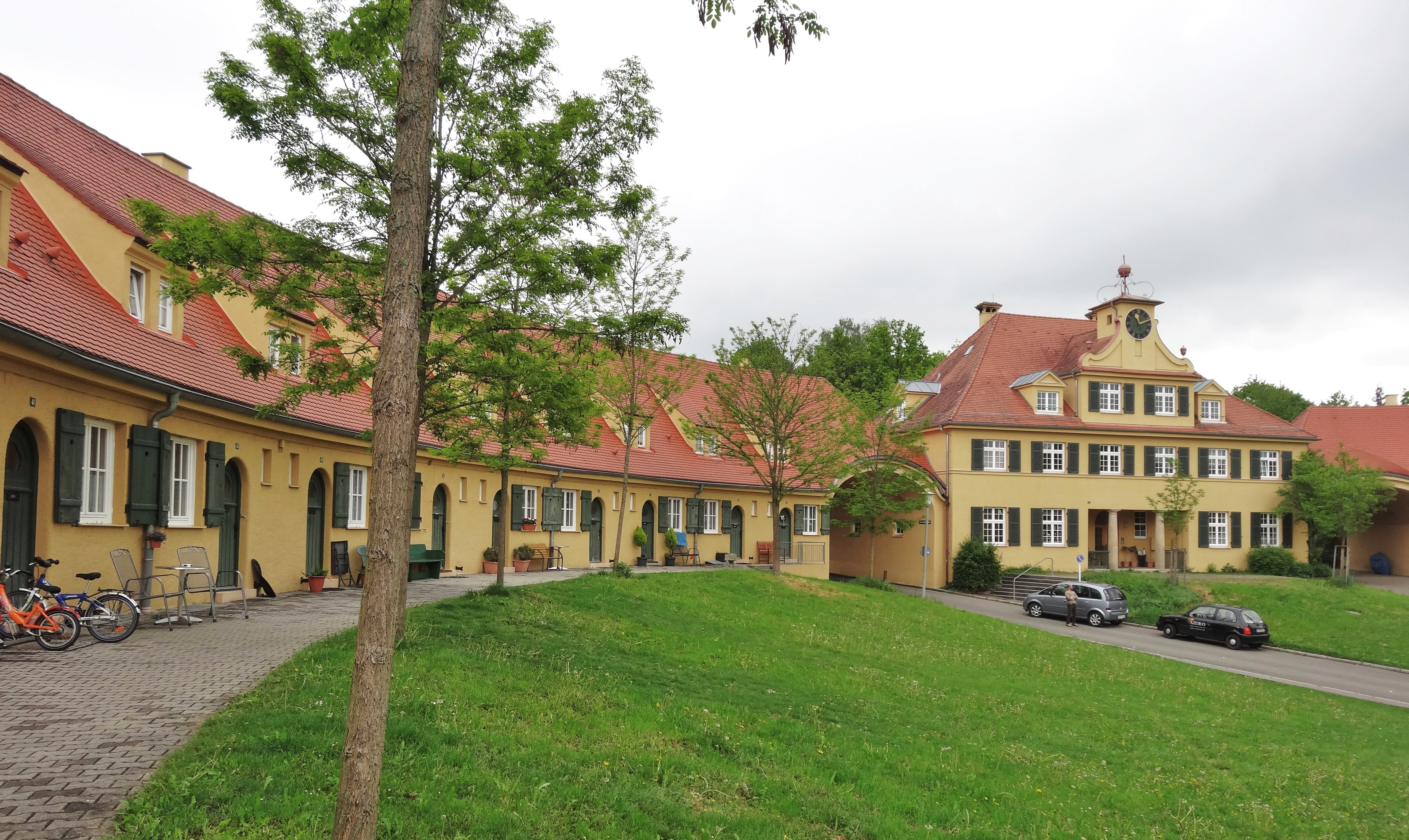
Gmindersdorf
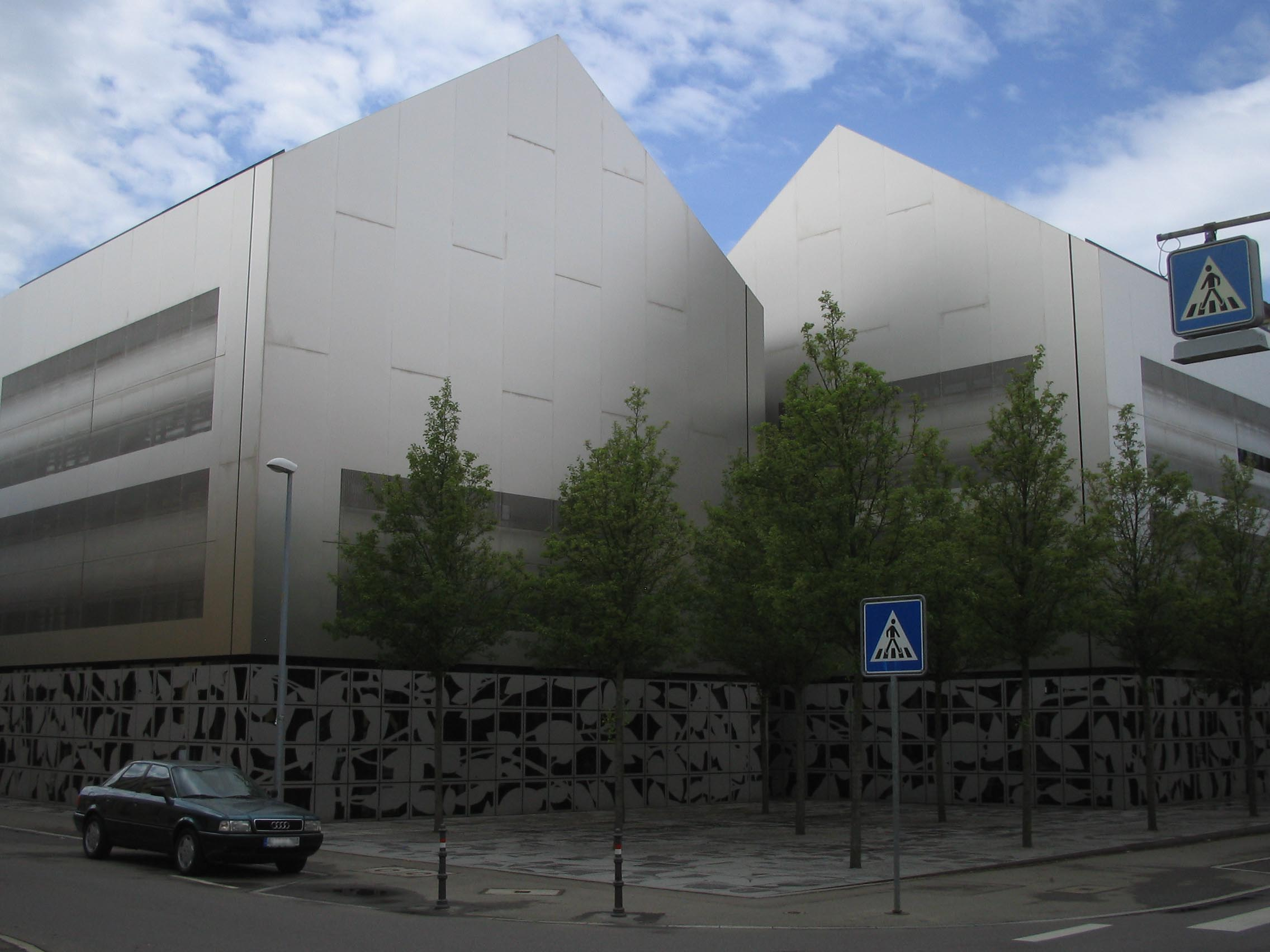
Verbandshaus Südwestmetall

#### Brunnen
- Aquamobil (Brunnen vor der Hauptpost), erbaut 1986 von Gottfried Gruner
- Aquamobil (Brunnen in der Kaiserpassage), ebenfalls von Gottfried Gruner
- Gartentorbrunnen, erbaut im Jahre 1931 als Ersatz für einen alten Brunnen von 1590
- Gerber- und Färberbrunnen, erbaut im Jahre 1921 von Professor Josef Zeitler an Stelle des Löwenbrunnens
- Gockelbrunnen, erbaut 1979 von Ulrich Boss; bis 1856 befand sich an diesem Platz der „Rote Brunnen“
- Kaskadenbrunnen im Volkspark
- Kirchbrunnen, erbaut 1561 von Hans Motz, auf der Brunnensäule der Stauferkaiser Friedrich II.
- Lindenbrunnen, erbaut 1544 als Ziehbrunnen von Hans Huber und Sohn, 1954 restauriert durch die Brüder Raach
- Marktbrunnen, erbaut 1570 von Leonhard Baumhauer, auf der Brunnensäule befindet sich eine Ritterskulptur Kaiser Maximilians II. (1527–1576)
- Springbrunnen (Listplatz), erbaut Mitte der 1950er Jahre, stillgelegt 2009 und endgültig zurückgebaut 2015
- Springbrunnen vor dem Rathaus
- Steinfeld, Zierbrunnen, erbaut 1983, von Rainer Hantschke
- Wasserplastik, erbaut 1980 (Brunnen vor dem Arbeitsamt Reutlingen) von Jörg Failmezger
- Wöhrwoldbrunnen
- Zunftbrunnen, mit Miniaturskulpturen der 12 ehemaligen Zünfte der Stadt Reutlingen, gestaltet von Bonifatius Stirnberg 1983.

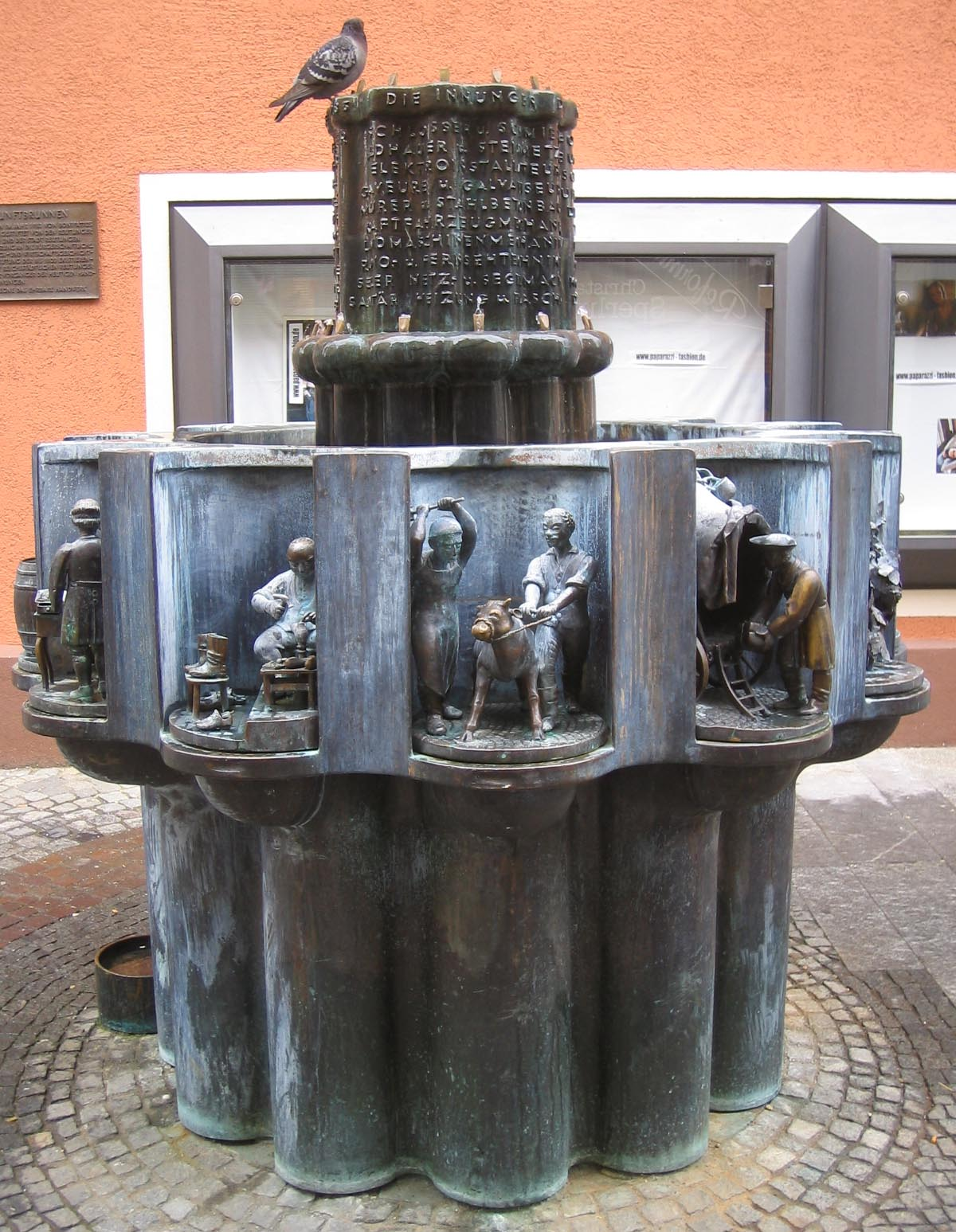
Zunftbrunnen
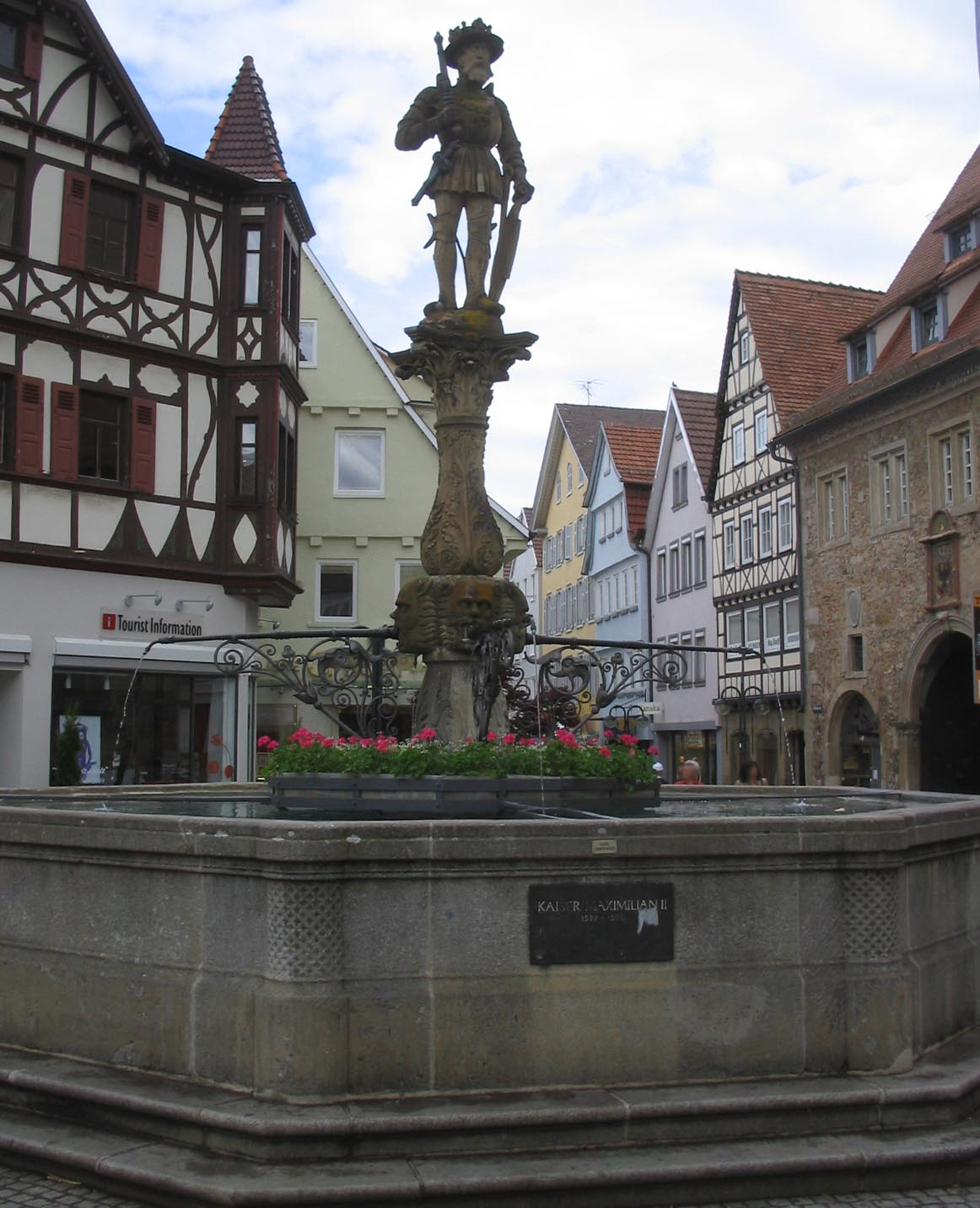
Maximiliansbrunnen auf dem Marktplatz

#### Denkmäler
- Denkmal des Nationalökonomen Friedrich List nach Entwurf Gustav Adolph Kietz (1854), Bronzeguss ausgeführt von Georg Ferdinand Howaldt
- Hermann-Kurz-Denkmal
- Denkmal des Reformationsbürgermeisters Jos Weiß (1480/85–1542) am Albtorplatz. Errichtet nach Entwürfen von 1878 durch den Verschönerungsverein Reutlingen e. V.
- Stauferstele des Bildhauers Markus Wolf. Errichtet am 21. September 2018 als 38. ihrer Art.[73]

### Parks
- Volkspark und Pomologie
- Parkanlage am Listplatz
- Parkanlage hinterm Achalmbad
- Planie (Allee)
- Garten des Heimatmuseums
- Stadtgarten, 1902 angelegt
- Friedhof „Unter den Linden“

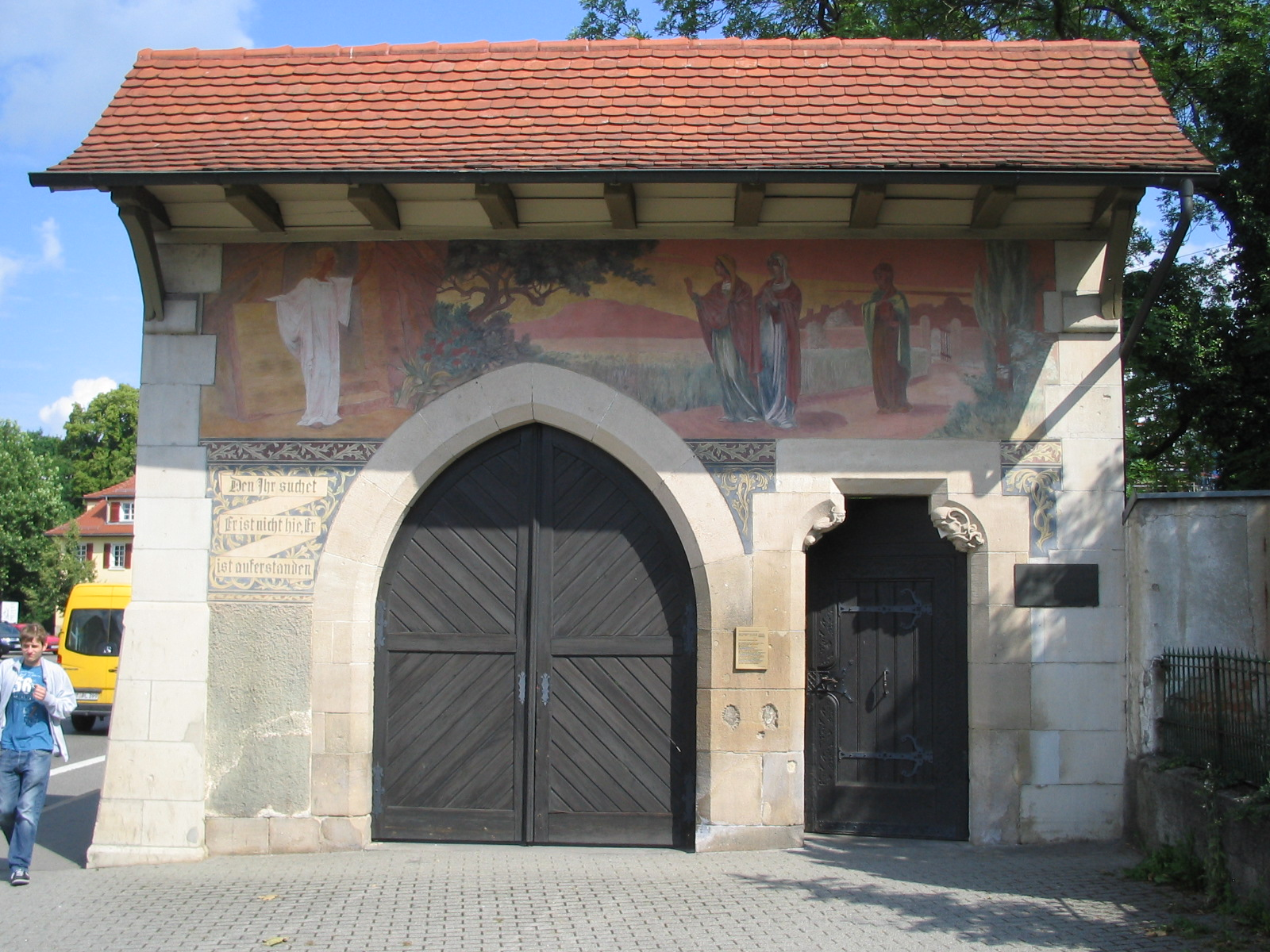
Eingangsportal zum Friedhof „Unter den Linden“

- Sport- und Freizeitpark Markwasen. Grünanlage zwischen Stadtgebiet und Wasenwald mit Wegen zum Spazieren und einer Rindenmulch-Bahn zum Joggen. Der Monte Kiki eignet sich zum Schlittenfahren. Das Naturtheater Reutlingen befindet sich im Markwasen.[74]
  - Kepis Lehrpfad – biologisch-geologischer Lehrpfad im Markwasen.

### Landschaftliche Sehenswürdigkeiten
- Achalm, 707 m hoher Hausberg Reutlingens, ragt über 300 m über die Stadt empor, mit Resten einer Burgruine und Aussichtsturm.
- Georgenberg, 602 m über N.N., Berg vulkanischen Ursprungs im Süden der Kernstadt.
- Gönninger Seen, renaturierte Travertin-Steinbrüche im Gönninger Tal mit zahlreichen kleineren Wasserfällen
- Gönninger Wasserfall der Wiesaz im Ortsteil Gönningen (Höhe: 6 m)
- Naturschutzgebiet Listhof, strukturreiche Landschaft im Bereich eines ehemaligen Panzertruppen-Übungsplatzes im Albvorland südwestlich der Stadt

### Engste Straße der Welt

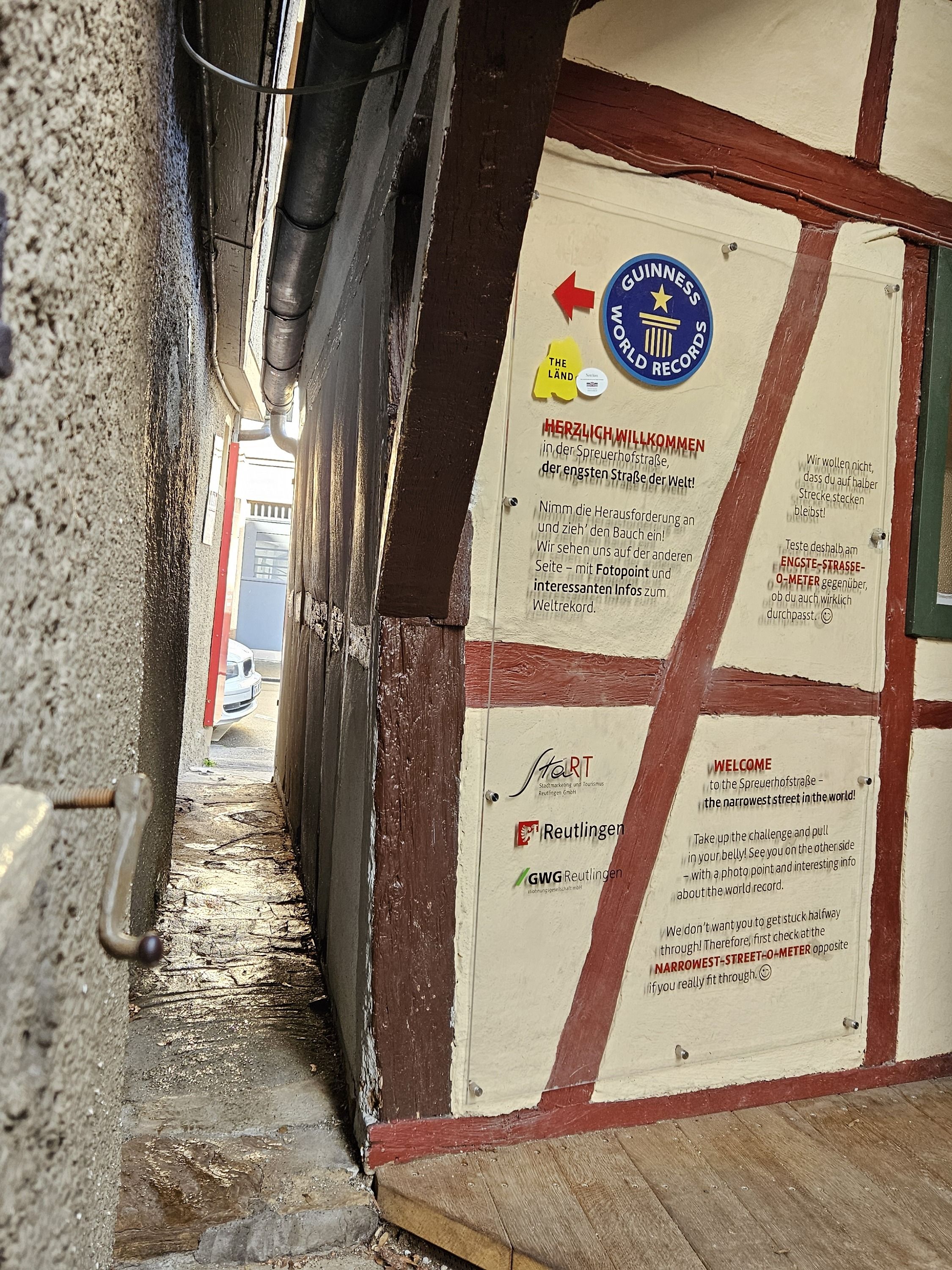
Spreuerhofstraße, an der Hauswand rechts Hinweisschild zum Weltrekord

Spreuerhofstraße, laut dem Guinnessbuch der Rekorde seit 2007 die engste Straße der Welt. Sie ist im Durchschnitt nur etwa 40 Zentimeter breit, an der engsten Stelle 31 Zentimeter schmal. Die Gasse entstand nach dem Stadtbrand von 1726. Der Spreuerhof war ursprünglich ein Getreidelager für das Reutlinger Spital.

### Regelmäßige Veranstaltungen

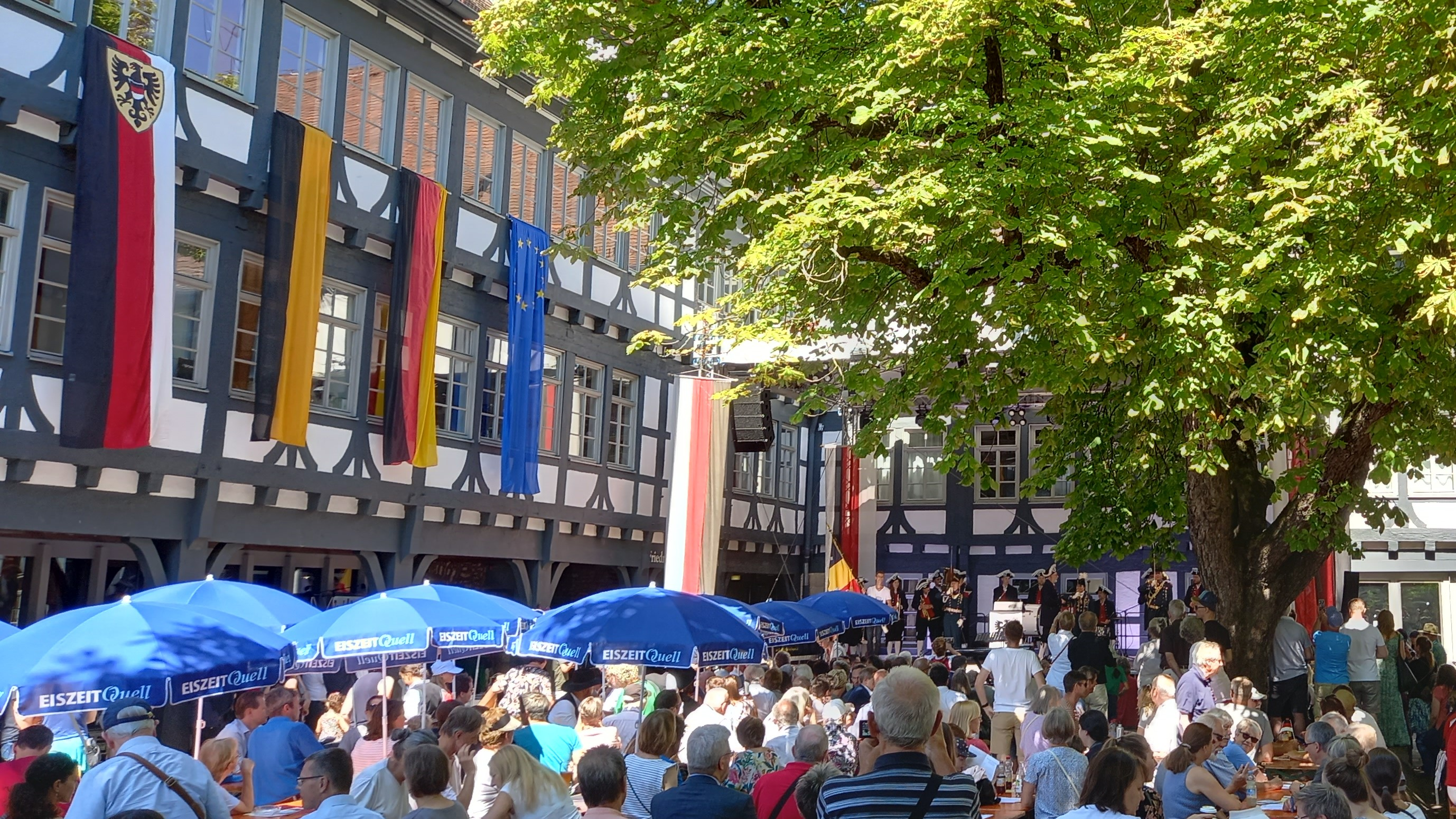
Schwörtag 2022 auf dem Schwörhof

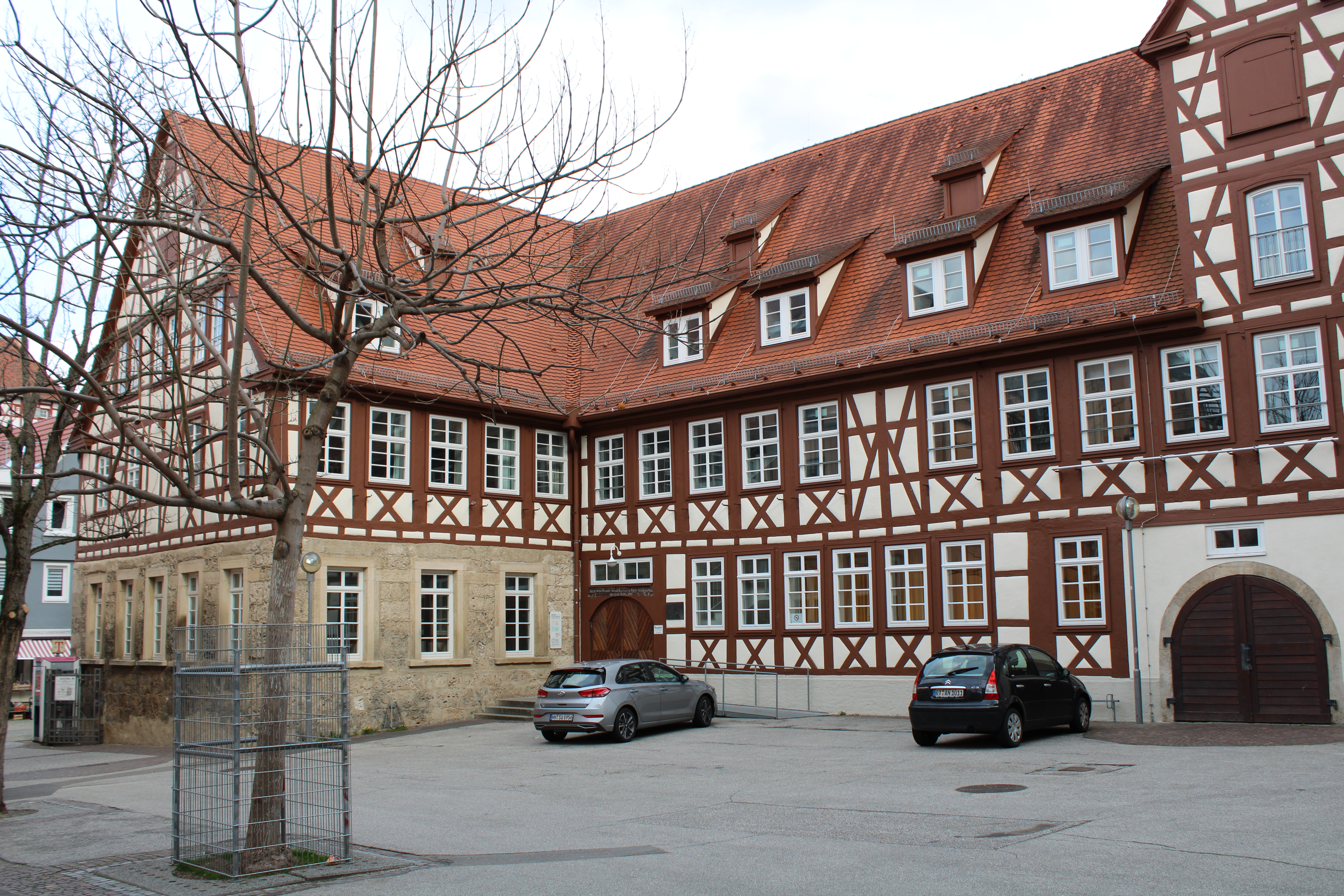
Am Spitalhof in Reutlingen

- Januar–000: Donnerstag nach dem Dreikönigsfest: Mutscheltag (siehe unten bei Kulinarische Spezialitäten)
- Januar–000: Monospektakel – Solo-Festival (Theater Reutlingen Die Tonne)
- Februar–00: Reutlinger Vesperkirche, soziale und gemeinnützige Veranstaltung der evangelischen Kirchen.[76]
- Febr./März-0: Mundartwochen (seit 1976)
- März–00000: Schiedweckentag am Mittwoch nach dem 2. Fastensonntag, traditionelle Reutlinger Kalbfleischpastete zum Ende der Winterzeit.
- April–00000: Toskanischer Markt
- Mai–000000: GardenLife in der Pomologie
- Juni-000000: Zelt am ZOB
- Juni/Juli-000: KuRT-Festival („Umsonst und Draußen“), zweitägig, erstmals 2007
- Juni/Juli-000: Stadtfest, erstmals 1977 (seit 1980 jedes geradzahlige Jahr alternierend mit Tübingen (ungradzahlig))
- Juli-0000000: „Die Stadt spielt“: Spiele-Fest vieler Jugendorganisationen, in den ungradzahligen Jahren (organisiert mit dem Türkischen Kultur- und Integrationsverein).
- Juli-0000000: Am zweiten Sonntag nach dem 4. Juli ist Schwörtag, eine reichsstädtische Tradition seit ca. 1347 bis zum Ende der Reichsstadtzeit 1802, wiederbelebt 2005
- Juli-0000000: Mittelaltermarkt Reutlingen im Volkspark (zeitgleich zum Schwörtag)
- Juli-0000000: Oststadtfest „Neigschmeckt“ mit regionalen Spezialitäten (seit 2006)
- Juli-0000000: Reutlinger Classic Open Air
- Juli/August-0: Reutlinger Orgelsommer, Orgelfestival in verschiedenen Reutlinger Kirchen
- Juli/August-0: Sommertheater im Spitalhof (Theater Reutlingen Die Tonne)
- September-0: Oldtimer-Wochenende Retromotor
- September-0: Weindorf Reutlinger Herbst
- Sept./Okt.-00: Herbst-Grillfest für Alle, soziale und gemeinnützige Veranstaltung der Achalmritterschaft Reutlingen e. V.[77][78]
- Oktober–000: Reutlinger Kulturnacht
- Dezember–0: Reutlinger Weihnachtsmarkt

### Kulinarische Spezialitäten
- Kimmicher – Ein Brötchen mit viel Kümmel, Reutlinger Traditionsgebäck (Kimmich=Kümmel)
- Mutschel – Sternförmiges Mürbeteiggebäck, Reutlinger Traditionsgebäck
- Schiedwecken – Eine Blätterteigpastete mit Kalbfleisch gefüllt, Reutlinger Traditionsgebäck

## Wirtschaft und Infrastruktur

### Industrie
In der Nachkriegszeit galt Reutlingen aufgrund der florierenden Wirtschaft als „Hauptstadt der Millionäre“. Reutlingen weist heute zwei Gewerbegebiete, ein Industriegebiet und einen Dienstleistungspark aus.

### Ansässige Unternehmen
- Automotive Lighting (AL), Automobilzulieferer, Fahrzeugleuchten und -rückleuchten
- Braun Möbel-Center GmbH, Möbelhändler
- Burkhardt + Weber, Werkzeugmaschinen
- Malerwerkstätten Heinrich Schmid, Handwerk
- Manz AG, Maschinenbau
- Reiff Gruppe, Handel, Dienstleistungen, Kunststofftechnik
- Reusch GmbH, Sportartikelhersteller
- Robert Bosch GmbH, Automotive Electronics
- RWT Gruppe: Wirtschaftsprüfungsgesellschaft, Steuerberatungsgesellschaft, laut Lünendonk-Liste eine der führenden Wirtschaftsprüfungsgesellschaften in Deutschland
- Stoll AG, Strickmaschinen
- Wafios AG, Maschinenbau
- Willi Betz GmbH & Co. KG, internationale Spedition, Logistik
- Solcom Holding GmbH, Personaldienstleister
- Transtec AG, IT Systemhaus (ehemalig)

### Versorgungs- und Dienstleistungsunternehmen
Die Stadtwerke Reutlingen GmbH sind für die Strom-, Wasser-, Gas- und Fernwärmeversorgung der Stadt zuständig. Sie haben diese Aufgaben im Jahr 2000 auf ihr damals gegründetes Tochterunternehmen FairEnergie GmbH übertragen. Seit dem 1. Januar 2015 besteht als Betreiberin der entsprechenden Versorgungsnetze die FairNetz GmbH.
Drei Wasserkraftwerke am Neckar, das Wasserkraftwerk Altenburg, das Wasserkraftwerk Mittelstadt und das Wasserkraftwerk Oferdingen, erzeugen regenerative Energie.

### Trinkwasserversorgung und Abwasserentsorgung
Die Gewinnung, Aufbereitung und Verteilung des Trinkwassers wird von FairEnergie übernommen. Das Trinkwasser für Reutlingen stammt aus zwei unterschiedlichen Quellen: 66 % des Wassers kommen von der Bodensee-Wasserversorgung, 34 % aus Quellwasser-Eigengewinnung im Oberen Echaztal. Aufgrund der topographischen Gegebenheiten Reutlingens ist das 528 Kilometer lange Leitungsnetz in mehrere Zonen aufgeteilt, die entweder das eine oder das andere Wasser erhalten. Eine Vermischung findet nicht statt. Das Eigenwasser wird in Lichtenstein-Honau aufbereitet. Die gesamte Wasserabgabe von FairEnergie liegt bei 5,8 Mio. m³ pro Jahr. Im Jahr 2016 verbrauchte ein Einwohner Reutlingens durchschnittlich 105 Liter Trinkwasser am Tag, was unter dem baden-württembergischen Landesdurchschnitt von 119 Litern lag.
Mit einer Gesamthärte von 9,0 °dH für Bodenseewasser und 18,0 °dH für Quellwasser aus Honau fällt das Wasser in den Härtebereich „mittel“ bzw. „hart“. Der Brutto-Verbrauchspreis liegt bei 2,39 Euro je Kubikmeter.
Die Ableitung und Reinigung des Abwassers fällt in den Zuständigkeitsbereich der Stadtentwässerung Reutlingen. 99,9 % der Stadtbewohner waren 2016 an die Kanalisation angeschlossen. Sie hat im Ortsgebiet eine Länge von 613 Kilometern (davon 434 Kilometer im Mischsystem). Das Abwasser wird hauptsächlich in zwei Klärwerken behandelt:
Das Klärwerk West  hat eine Ausbaugröße von 140.000 Einwohnerwerten und ist derzeit zu 90 % ausgelastet. Es reinigt bei Trockenwetter 35.000 m³ Schmutzwasser pro Tag im Belebtschlammverfahren. Das Einzugsgebiet sind die Kernstadt und die Ortsteile Ohmenhausen und Betzingen. Der Vorfluter der Kläranlage ist die Echaz.
Das Klärwerk Nord  ist für 79.000 Einwohnerwerte ausgelegt und momentan zu 63 % ausgelastet. Es reinigt bei Trockenwetter 12.000 m³ Schmutzwasser pro Tag, ebenfalls im Belebtschlammverfahren. Das Einzugsgebiet ist der Nordraum der Stadt sowie die Gemeinde Pliezhausen. Das Wasser wird in den Neckar geleitet.
Auf beiden Klärwerken findet eine Verfaulung des anfallenden Klärschlamms statt. Das bei der Faulung entstehende Klärgas wird zur Strom- und Wärmeerzeugung verwendet.
Das Schmutzwasser der Stadtteile Bronnweiler und Gönningen gelangt zum Klärwerk des Abwasserverbandes Steinlach-Wiesaz in Dußlingen.

### Bäder
- Achalmbad
Das historische Sport- und Familienbad (renoviert 2000) liegt am Rande der Reutlinger Innenstadt. Es besitzt ein Schwimmer- und Nichtschwimmerbecken, einen Kleinkinderbereich, ein Kneippbecken, Nackenbrausen sowie Sonnenbänke und Fitnessgeräte. Außerdem verfügt das Achalmbad über einen zweigeteilten Saunabereich mit einer Aufguss-Sauna auf der einen Seite sowie einem Osmanischen und einem Römischen Dampfbad auf der anderen Seite sowie über ein Bistro im Eingangsbereich.
- Wellenfreibad Markwasen
Das Sport- und Freizeitbad bietet auf über 100.000 m² Parkanlage ein Sport- und Wellenbecken sowie ein Nichtschwimmerbecken mit Breitwasserrutsche und 85-Meter-Riesenrutschbahn und ein Sprungbecken mit einer Sprungturmanlage bis zu 10 m Höhe. Außerdem bietet das Wellenfreibad einen großen Kinderspielplatz mit Rollenrutsche, Kletternetz, Wipptieren sowie einen Sandplatz und eine Matschstelle. Das Bad bietet Tischtennis, eine Spielwiese mit Fußball-, Basketball-, Federball- und Volleyballfeldern sowie ein Beachvolleyballfeld.
- Hallenbad Betzingen
Das Hallenbad Betzingen direkt an der Echaz bietet vier 25-m-Bahnen zum Sporttreiben sowie eine Liegewiese.
- Hallenbad Orschel-Hagen
Das Hallenbad Orschel-Hagen liegt mitten in der Gartenstadt Orschel-Hagen und bietet vier 25-m-Bahnen.

### Verkehr

#### Straßenverkehr
Reutlingen hat als eine von nur zwei deutschen Großstädten (gemeinsam mit Solingen) keinen direkten Autobahnanschluss. Die Autobahn A 81 Stuttgart–Singen (Hohentwiel) über Rottenburg am Neckar (Ergenzingen) und Tübingen ist etwa 30 Fahrminuten, die A 8 Stuttgart–Ulm über Filderstadt etwa 25 Minuten entfernt. Durch die Stadt führen die B 28 Tübingen–Ulm, die B 312 Stuttgart–Biberach–Memmingen. Die B 464 bildet einen Zubringer zur B 27 und weiter Richtung Böblingen zur A 81. Der am 27. Oktober 2017 eröffnete Scheibengipfeltunnel soll die Innenstadt vom Durchgangsverkehr entlasten.

#### Fahrrad
In Reutlingen werden 15 Prozent aller Wege mit dem Fahrrad zurückgelegt. Aufgrund der gesundheitsgefährdenden Überschreitung der Grenzen für Stickstoffdioxid fordert u. a. die Deutsche Umwelthilfe, dass der Anteil des Radverkehrs massiv steigen müsse und die Stadt mehr für dessen Förderung tun müsse. Der bis Sommer 2017 von der Stadt erstellte Masterplan Radverkehr soll die Radverkehrsinfrastruktur über einen Zeitraum von mehreren Jahren entwickeln.
Über Alltagsradrouten aus dem Radnetz Baden-Württemberg ist Reutlingen
- über den Stadtteil Sondelfingen mit Metzingen,
- über den Stadtteil Betzingen und über Wannweil und Kirchentellinsfurt mit Tübingen und
- über Pfullingen, Lichtenstein und Engstingen mit Münsingen verbunden.

Am Rand der nördlichen Stadtteile Mittelstadt, Oferdingen und Altenburg verläuft überdies die Radnetz-Route von Nürtingen über Neckartenzlingen und Kirchentellinsfurt nach Tübingen, die auch Pliezhausen streift. Auf derselben Trasse verläuft auch der Radfernweg Neckartal-Radweg.
Reutlingen ist Mitglied der AGFK (Arbeitsgemeinschaft Fahrrad- und Fußverkehrsfreundlicher Kommunen) in Baden-Württemberg. Überdies kontrolliert ein „Safety Bike“ regelmäßig den Zustand der Radwege im Stadtgebiet.

#### Eisenbahn

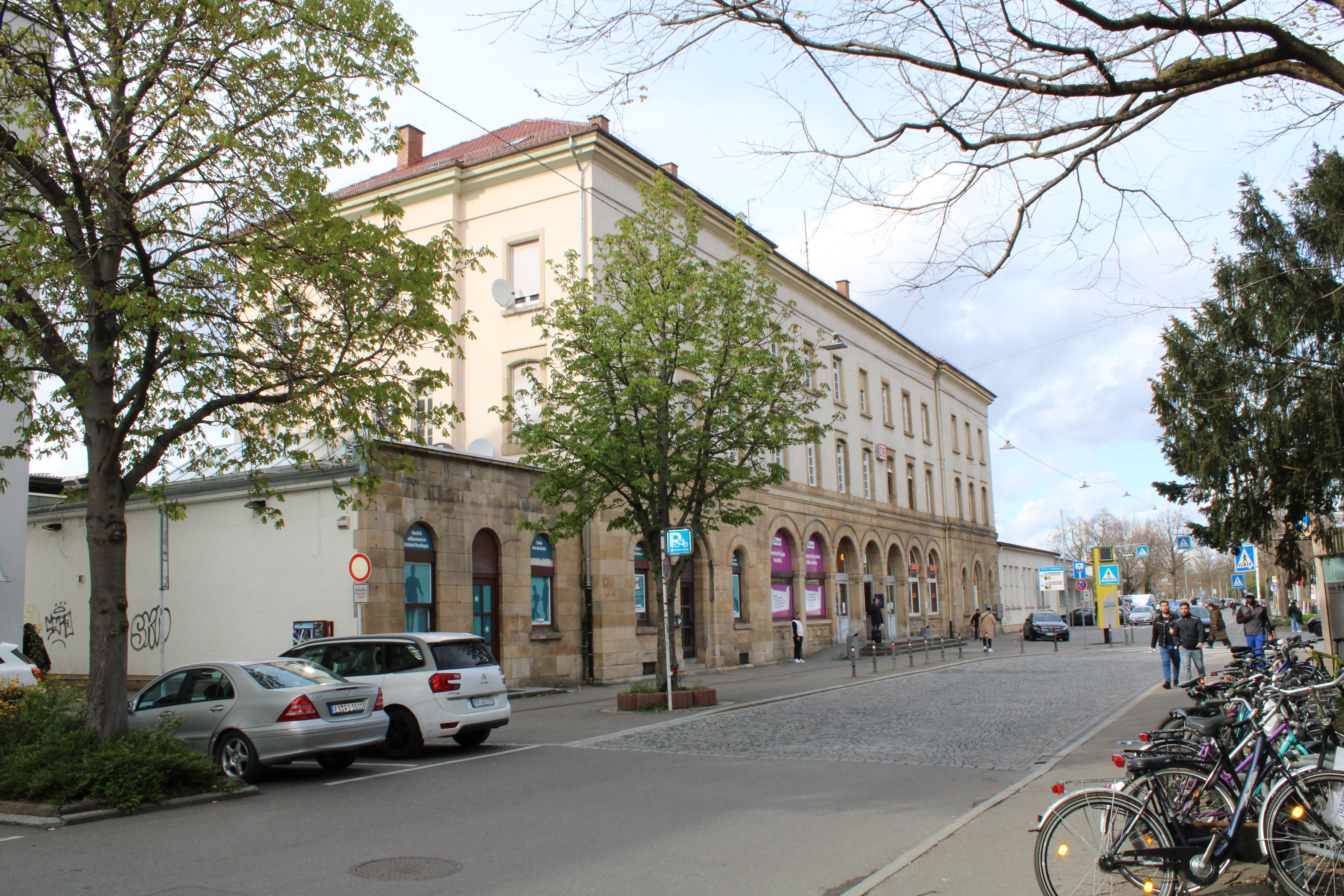
Bahnhofsgebäude in Reutlingen

Der Reutlinger Hauptbahnhof liegt an der Bahnstrecke Plochingen–Immendingen (hier Neckar-Alb-Bahn). Er wird stündlich von Regionalbahn-Zügen der Relationen (Plochingen–)Wendlingen–Herrenberg und Bad Urach–Reutlingen(–Herrenberg) sowie von Regional-Express-Zügen der Linie Stuttgart–Tübingen bedient. Außerdem verkehrt ein zweistündlicher Regional-Express (RE 6a) nach Stuttgart bzw. nach Aulendorf.
Im Zuge des Großprojektes Stuttgart 21 soll eine direktere Linienführung über den Flughafen Stuttgart zu einer deutlichen Verbesserung der Anbindung nach Stuttgart sowie an das Fernverkehrsnetz führen.
Der Reutlinger Bahnhof besitzt einen ausgedehnten Güter- und Rangierbahnhof, der vor einigen Jahren geschlossen wurde. Die Gleisanlagen sind allerdings komplett erhalten.
Seit einigen Jahren gibt es Überlegungen, bestehende Eisenbahnstrecken gemeinsam mit einigen Streckenneubauten bzw. -reaktivierungen in eine nach dem Karlsruher Modell aufzubauende Regional-Stadtbahn Neckar-Alb zu integrieren.

#### ÖPNV
Die vier Linien der elektrischen Straßenbahn Reutlingen, die 1912 aus der dampfbetriebenen Lokalbahn Reutlingen–Eningen hervorging, wurden zwischen 1970 und 1974 stillgelegt. Heute bedienen Omnibusse der Reutlinger Stadtverkehrsgesellschaft mbH (RSV) und verschiedener anderer Verkehrsunternehmen den Nahverkehr im Stadtgebiet. Alle Linien sind zu einheitlichen Preisen innerhalb des Verkehrsverbund Neckar-Alb-Donau (NALDO) nutzbar, hier befindet sich Reutlingen in der Wabe 220.
Am Reutlinger Hauptbahnhof fahren Züge Richtung Bad Urach, Metzingen, Tübingen und Stuttgart.
Seit 2003 gibt es eine direkte Schnellbuslinie X3, den Flughafenzubringerbus eXpresso, zur Messe und zum Flughafen Stuttgart. Seit März 2017 verkehrt sie als Regiobus im Stundentakt von morgens 5:00 Uhr (samstags 6:30 Uhr, sonntags 7:30 Uhr) bis kurz nach Mitternacht.
Eine Regional-Stadtbahn ist seit längerem in Planung, mit der auch die Verbindung Umland–Stadt beschleunigt werden soll.
Seit Januar 2016 lief das Planfeststellungsverfahren, welches im Februar 2017 abgeschlossen wurde. Damit liegt Baurecht für zwei von sechs Abschnitte des ersten Regional-Stadtbahn-Moduls vor. Es umfasst die Ermstalbahn, die Bahnstrecke Plochingen–Immendingen auf dem Abschnitt Metzingen-Tübingen sowie die Ammertalbahn.

### Medien
In Reutlingen erscheinen die Tageszeitungen Reutlinger General-Anzeiger (GEA) und Reutlinger Nachrichten, eine Lokalausgabe der Südwest-Presse, deren Hauptredaktion ihren Sitz in Ulm hat. Auch das Schwäbische Tagblatt aus Tübingen berichtet auf einer eigenen Reutlingen-Seite.
Im lokalen Kabelnetz ist der Fernsehsender RTF.1 auf dem Kanal K08 mit regionalen Nachrichten zu empfangen.
Von 1949 bis 1964 betrieb der Südwestfunk zwischen Reutlingen und Degerschlacht den Mittelwellensender Reutlingen. Der 48 Meter hohe, gegen Erde isolierte abgespannte Sendemast befand sich am nordwestlichen Rand des heutigen Erweiterungsgeländes für den Friedhof Römerschanze. An der Stelle des ehemaligen Betriebsgebäudes befindet sich heute eine Gaststätte.
Östlich von Reutlingen befindet sich auf dem Scheibengipfel der Füllsender Reutlingen für Fernsehen und Hörfunk. Der Antennenträger ist ein 49,6 Meter hoher Fertigbetonmast.
Die Privatsender Antenne 1 und Neckaralb Live haben Studios in Reutlingen.
Außerdem ist die Wüste Welle, das Freie Radio für Tübingen und Reutlingen, in Reutlingen auf 96,6 MHz zu empfangen.

### Gerichte, Behörden und Einrichtungen
Reutlingen ist, neben der Stadtverwaltung im Rathaus, Sitz folgender Behörden und Einrichtungen beziehungsweise Körperschaften des öffentlichen Rechts (K. d. ö. R.):
- Amtsgericht Reutlingen
- Agentur für Arbeit (früher: Arbeitsamt) Reutlingen, zuständig für Reutlingen / Tübingen
- Arbeitsgericht Reutlingen
- Bundesnetzagentur Außenstelle Reutlingen
- Filiale der Deutschen Bundesbank
- Finanzamt Reutlingen
- Handwerkskammer Reutlingen K. d. ö. R.
- Industrie- und Handelskammer Reutlingen K. d. ö. R.
- Landratsamt Reutlingen
- Klinikum am Steinenberg,[95] ehemals Kreiskrankenhaus Reutlingen, heute die größte Klinik im Verbund der Kreiskliniken Reutlingen
- Sozialgericht Reutlingen – der Gerichtsbezirk umfasst die Landkreise Freudenstadt, Reutlingen, Rottweil, Tübingen und Tuttlingen sowie den Schwarzwald-Baar-Kreis und den Zollernalbkreis
- Zollamt Reutlingen

#### Kirchliche Einrichtungen
Reutlingen ist Sitz der Prälatur Reutlingen und des Kirchenbezirks Reutlingen der Evangelischen Landeskirche in Württemberg sowie des Dekanats Reutlingen-Zwiefalten des Bistums Rottenburg-Stuttgart, in dem die früher selbständigen Dekanate Reutlingen und Zwiefalten zusammengefasst wurden.
Im Bereich der Evangelischen Kirche finden sich folgende Einrichtungen in Reutlingen:
- CVJM Reutlingen e. V.
- Diakoniestation Reutlingen (in Betzingen, mit Außenstelle in Rommelsbach)
- Evang. Verband für Diakonie der Kirchenbezirke im Landkreis Reutlingen mit dem Diakonischen Werk Reutlingen, der Reutlinger Tafel und der Psychologische Beratungsstelle für Eltern-, Jugend-, Paar- und Lebensberatung
- Evang. Jugendwerk Bezirk Reutlingen (ejr) für den Bereich des Kirchenbezirks Reutlingen
- Evang. Stadtjugendwerk Reutlingen (esjw) für den Bereich der Evang. Gesamtkirchengemeinde Reutlingen
- Gemeindediakone im Kirchenbezirk
- Haus der Familie und Evang. Bildungswerk
- Kindergärten in evangelischer Trägerschaft
- Kirchliches Dienstleistungszentrum Verwaltung
- Kirchlicher Dienst in der Arbeitswelt
- Pfarramt für Mission, Ökumene und Entwicklung (DiMOE), Asylpfarramt, Bezirksjugendpfarrer, Stadtjugendpfarrerin und Hochschulpfarramt

#### Bildungseinrichtungen

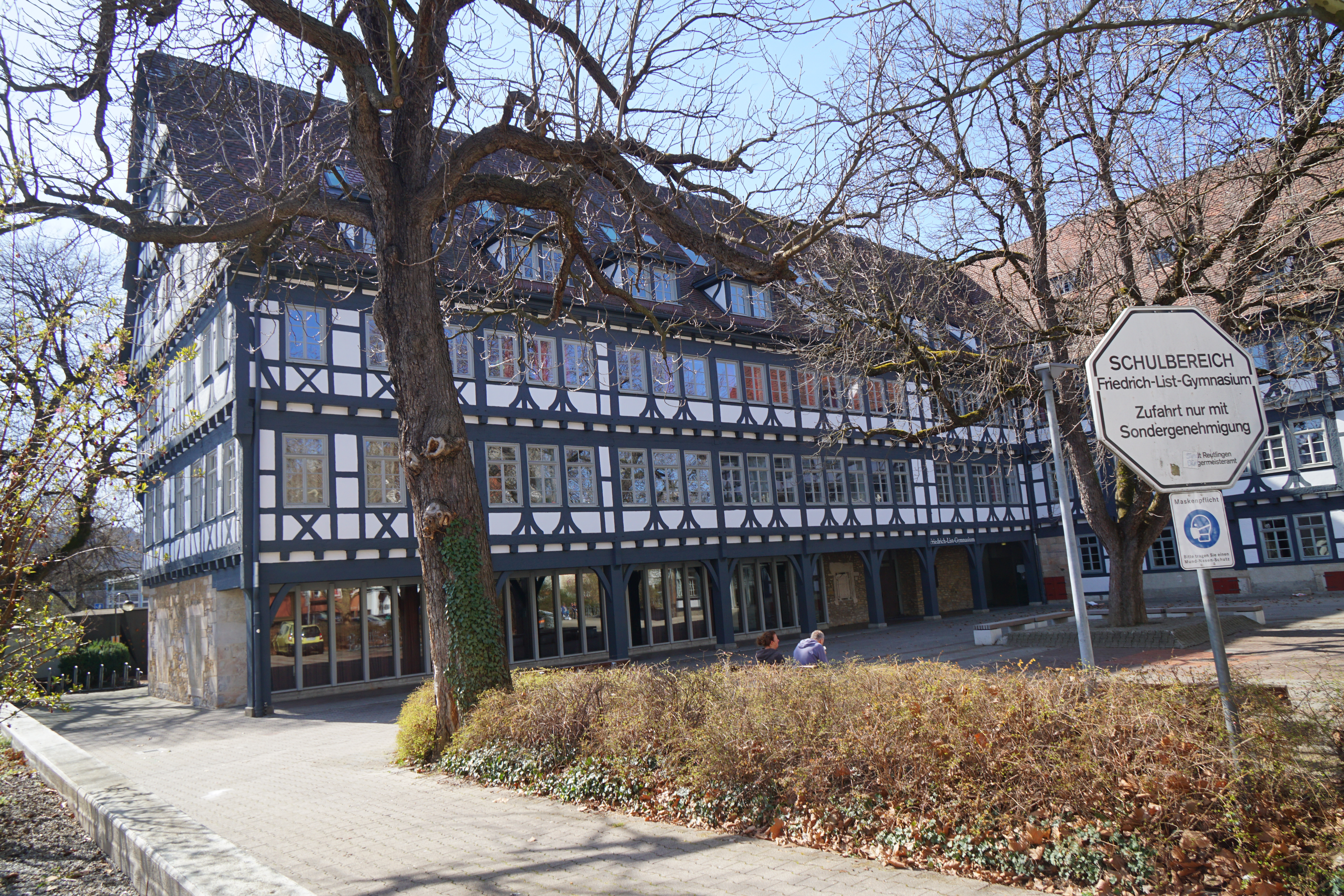
Friedrich-List-Gymnasium

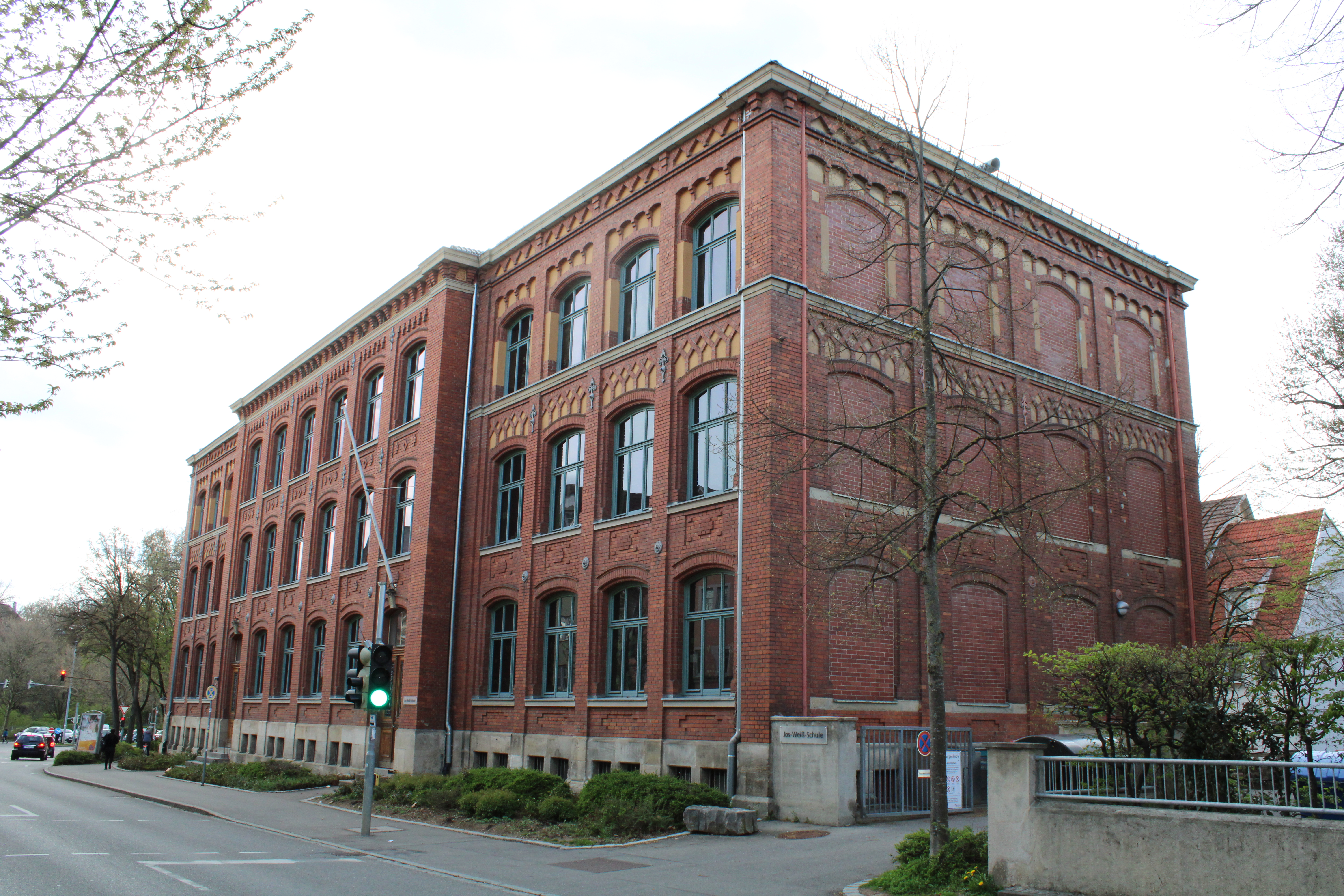
Jos-Weiß-Schule

In Reutlingen gibt es folgende Hochschulen bzw. Fachhochschulen und Seminare:
- Hochschule Reutlingen – Reutlingen University, gegründet 1855 als Webschule, später Königliches Technikum, dann Staatliche Ingenieurschule, seit 1971 Fachhochschule
- Fakultät für Sonderpädagogik Reutlingen der Pädagogischen Hochschule Ludwigsburg in Zusammenarbeit mit der Eberhard Karls Universität Tübingen
- Fachseminar für Sonderpädagogik Reutlingen
- Staatliches Seminar für Didaktik und Lehrerbildung (Realschulen)
- Evangelische Hochschule Ludwigsburg
- Theologische Hochschule Reutlingen – staatlich anerkannte Fachhochschule der Stiftung Theologisches Seminar der Evangelisch-methodistischen Kirche

Die Stadt Reutlingen ist Träger von vier allgemeinbildenden Gymnasien: Albert-Einstein-Gymnasium (AEG), Isolde-Kurz-Gymnasium (IKG), Johannes-Kepler-Gymnasium (Kepi) und Friedrich-List-Gymnasium (FLG). Ein weiteres Gymnasium findet sich im Bildungszentrum Nord (BZN), das neben dem Gymnasium eine Realschule und eine Hauptschule umfasst. Ferner gibt es eine weitere Realschule (Eichendorff-Realschule), acht Grund- und Hauptschulen (Eduard-Spranger-Schule, Hermann-Kurz-Schule, Hoffmann-Schule Betzingen, Matthäus-Beger-Schule, Mörike-Schule Sondelfingen, Rossberg-Schule Gönningen, Schillerschule Orschel-Hagen und Wald-Schule Ohmenhausen), neun selbständige Grundschulen (Auchtert-Grundschule, Friedrich-Silcher-Schule Sickenhausen, Grundschule Mittelstadt, Grundschule Oferdingen, Grundschule Rommelsbach, Hof-Grundschule Altenburg, Hohbuchschule, Jos-Weiß-Schule und Römerschanz-Grundschule) und zwei Förderschulen (Bodelschwingh-Schule und Gutenberg-Schule). Die Hermann-Hesse-Realschule und die Gerhart-Hauptmann-Schule wurden zur Minna-Specht-Gemeinschaftsschule zusammengesetzt.
Der Landkreis Reutlingen ist Träger der vier Beruflichen Schulen (Ferdinand-von-Steinbeis-Schule Gewerbliche Schule I, Kerschensteinerschule Gewerbliche Schule II, Laura-Schradin-Schule – Hauswirtschaftliche Schule und Theodor-Heuss-Schule – Kaufmännische Schule) sowie der Erich-Kästner-Schule für Sprachbehinderte mit Schulkindergarten, der Peter-Rosegger-Schule für Geistigbehinderte und des Schulkindergartens für Lernbehinderte.
Zahlreiche Privatschulen runden das schulische Angebot in Reutlingen ab. Es bestehen ein Abendgymnasium, eine Abendrealschule Kolpinghaus, die Christian-Morgenstern-Schule, die Evangelische Fachschule für Sozialpädagogik, die Berufliche Heimsonderschule, die Fachschule für Ergotherapie der Volkshochschule, die katholische Sankt Wolfgang-Schule (Grund- und Hauptschule, die vom Bischof in Rottenburg unterstützt wird), die Freie Evangelische Schule Reutlingen (FES-, Grund- und Hauptschule mit Werkrealschule), die Freie Georgenschule (einheitliche Volks- und Höhere Schule – Freie Waldorfschule), die Carlo-Schmid-Haus Förderberufsfachschule des Internationalen Bundes, die Ita-Wegman-Schule für Erziehungshilfe, das Lederinstitut Gerberschulen Reutlingen, die Oberlinschule für Erziehungshilfe, die Private Sonderberufsschule der Gustav-Werner-Stiftung, die Schule für Pflegeberufe des Klinikums am Steinenberg, ein Schulkindergarten für Geistig- u. Körperbehinderte, ein weiterer Schulkindergarten für Geistigbehinderte, die Werkstattschule e. V. – Schule für Erziehungshilfe und Private einjährige Sonderberufsfachschule sowie die Wilhelm-Maybach-Schule Förderberufsschule.

### Sportvereine
- Sektion Reutlingen des Deutschen Alpenvereins als größter Sportverein der Stadt mit 11.539 Mitgliedern (Stand: 31. Dezember 2024)[96]
- Sportverein TSG Reutlingen mit etwa 4600 Mitgliedern.
- TSV Betzingen mit über 3000 Mitgliedern in 12 Abteilungen
- SG Reutlingen
- Polizeisportverein Reutlingen (PSV Reutlingen) mit 2300 Mitgliedern
- SSV Reutlingen 05 hat über 1600 Mitglieder. Die Fußballabteilung spielte 1975/76, 2000/01, 2001/02 und 2002/03 in der Zweiten Bundesliga. Heimspielstätte ist das Stadion an der Kreuzeiche,
- Die Karate-Kids Reutlingen. Die größte Kinder-Karate-Schule in Reutlingen.[97]
- Karate-Team Reutlingen e. V., erhielten 2010 den Großen Stern des Sports in Gold
- TTC rollcom Reutlingen mit über 150 Mitgliedern. Ehemalige Deutsche Jugendmeister. Erfolgreichste Tischtennisjugendabteilung der Region
- Schützengilde Reutlingen 1290 e. V., ältester Verein in Württemberg; Ausrichter des Landeschützentags 2017 des Württ. Schützenverbands
- Luftsportverein Reutlingen e. V., der Verein für Segelflug und Motorflug mit rund 150 Mitgliedern besteht seit 1950[98]
- Deutsche Initiative Mountainbike e. V. (DIMB), Ortsverband Reutlingen Tübingen mit rund 600 Mitgliedern (bundesweit 145.000), besteht seit 2021[99]

### Fairtrade-Stadt
Seit 3. Mai 2012 ist Reutlingen als Fairtrade-Stadt ausgezeichnet. Dieses Siegel für „Fairen Handel“ verleiht der gemeinnützige Verein „TransFair“ an Kommunen. Der Weltladen Reutlingen mit einem breiten Sortiment fair gehandelter Waren ist im August 2017 in die Rathausstraße 10 umgezogen. Als erste von 15 Evangelischen Kirchengemeinden in ganz Württemberg wurden die Reutlinger Jubilate-Kirchengemeinde (Orschel-Hagen) und die Auferstehungs-Kirchengemeinde (Römerschanze) als „Faire Gemeinde“ durch die Diakonie Württemberg und Brot für die Welt zertifiziert, weil sie im Kirchenalltag nach fairen Kriterien handeln. Im Juni 2018 wurde auch der Evangelischen Kreuzkirchengemeinde dieses Siegel überreicht.

## Persönlichkeiten
Die Liste umfasst die Ehrenbürger der Stadt, vor Ort geborene Persönlichkeiten sowie solche, die ihren Wirkungskreis in Reutlingen haben oder hatten.